# Международное общество сознания Кришны
Междунаро́дное о́бщество созна́ния Кри́шны (МОСК, ИСККОН; англ. International Society for Krishna Consciousness — ISKCON) также известное как Движе́ние Ха́ре Кри́шна, или Движение сознания Кришны — вайшнавская религиозная организация, основанная бенгальским монахом Бхактиведантой Свами Прабхупадой в 1966 году в Нью-Йорке. ИСККОН представляет собой наиболее крупную и, возможно, наиболее влиятельную ветвь гаудия-вайшнавизма — одного из направлений вайшнавизма, начатого индуистским святым и реформатором Чайтаньей (1486—1534) в Восточной Индии в начале XVI века.
Философия и богословие гаудия-вайшнавизма базируются на таких священных текстах индуизма, как «Бхагавадгита» и «Бхагавата-пурана». Последователи гаудия-вайшнавизма поклоняются Кришне как верховной форме Бога и известны как кришнаи́ты или вайшна́вы. Большинство последователей ИСККОН придерживается вегетарианской диеты, не играет в азартные игры, не вступает в половые отношения вне брака, а также воздерживается от употребления алкоголя, наркотиков и табака. Основной духовной практикой кришнаитов является киртан — коллективное пение мантр, в особенности мантры «Харе Кришна».
Первая попытка проповедовать гаудия-вайшнавизм на Западе была предпринята в начале XX века бенгальским кришнаитским гуру Преманандой Бхарати (1858—1914). Он сумел привлечь горстку последователей в США и в 1904 году опубликовал книгу «Шри Кришна: Господь любви», о которой  положительно отозвался русский писатель Лев Толстой. Однако успешно пересадить эту бенгальскую традицию на западную почву было суждено Бхактиведанте Свами Прабхупаде, основавшему первое в истории международное гаудия-вайшнавское движение. После смерти Прабхупады в 1977 году ИСККОН пережил кризис и оказался в центре ряда скандалов, получивших широкое освещение в СМИ. Одновременно с этим ИСККОН в США и некоторых других западных странах оказался одним из основных объектов критики антикультового движения, представители которого обвиняли ИСККОН в промывании мозгов.
В 1980-е годы злоупотребления со стороны некоторых из гуру ИСККОН, пришедших на смену Прабхупаде, привели к кризису власти и реформированию института гуру. В этот период многие кришнаиты покинули ряды движения. Большинство из них не оставило веру в гаудия-вайшнавизм и Прабхупаду, а нашло новую среду для практики своей религии, присоединившись к другим гаудия-вайшнавским организациям и став последователями таких гуру, как Шридхара Госвами (1895—1988) и Бхактиведанта Нараяна Госвами (1921—2010). В ИСККОН также произошли глубокие социальные изменения. Желая обрести место в плюралистическом религиозном ландшафте западного общества, ИСККОН отошёл от своих радикальных целей и образа жизни, стал уделять большое внимание развитию семьи, защите прав женщин и детей. Сильное влияние на изменение религиозной культуры ИСККОН и его миссии оказало значительное увеличение в рядах организации удельного числа этнических индийцев. В 1990-е — 2000-е годы ИСККОН наиболее успешно развивался и приобрёл наибольшее число последователей в Индии и в странах Восточной Европы. К началу XXI века ИСККОН представлял собой «всемирную конфедерацию» из более 400 храмов, 60 сельскохозяйственных общин, 50 школ и 60 вегетарианских ресторанов.
Деятельность ИСККОН на территории России началась с визита Прабхупады в СССР в 1971 году. В 1980-е годы советские кришнаиты подверглись репрессиям, вызванным политикой государственного преследования религии и верующих в СССР. После оправдания всех кришнаитов в судебном порядке в 1988 году ИСККОН был признан законопослушной религиозной организацией и легализован, став первой новой религиозной организацией в СССР, получившей официальную регистрацию. В 1990-е годы в российском ИСККОН наступил «период активной проповеди и массового притока верующих». ИСККОН быстро развивался, в основном благодаря активной проповеднической деятельности кришнаитов. В 1998 году российские кришнаиты пережили кризисный период, спровоцированный уходом из ИСККОН Харикеши Свами — одного из лидеров организации, имевшего много учеников в странах бывшего СССР. ИСККОН официально зарегистрирован в России как «Центр обществ сознания Кришны в России». По данным самих кришнаитов на 2004 год, ИСККОН в России насчитывал около 100 тыс. последователей, 119 официально зарегистрированных общин и ашрамов, а также имел около 250 центров, не имевших официальной регистрации.
ИСККОН на протяжении своей истории привлекал значительное внимание индологов, историков религии, социологов и психологов. Так как, с социологической точки зрения, гаудия-вайшнавизм представляет собой новое явление для западной культуры, ИСККОН часто рассматривается обществом и изучается учёными как новое религиозное движение.
Микаэль Ротштейн называет ИСККОН «одним из наиболее заметных индуистских факторов в современном западном обществе», а Клаус Клостермайер характеризует ИСККОН как «самое истинно индуистское из всех многочисленных индийских движений на Западе» и как «самое известное современное индуистское движение бхакти». В российском религиоведении ИСККОН принято относить к неоиндуизму (неокришнаизму).
Как в Индии, так и за её пределами ИСККОН пользуется поддержкой индуистских культурных и общественных организаций, которые ценят вклад ИСККОН в распространение индуистской религии и культуры. ИСККОН получил похвальные отзывы и от лидеров Республики Индия. По мнению девятого президента Индии Шанкара Даял Шармы, ИСККОН внёс значительный вклад в «распространение послания бхакти по всему миру», а «деятельность ИСККОН сосредоточена на возрождении утраченного знания и осознания нашими людьми своего великого духовного и культурного наследия…». Согласно Ш. Д. Шарме, следуя примеру Чайтаньи, Прабхупада «с решимостью и преданностью проповедовал послание мира и гармонии…» и его труд «принёс новый смысл в жизни тысяч людей». В 1998 году тогдашний премьер-министр Индии Атал Бихари Ваджпаи назвал приезд Прабхупады в 1965 году в США и популярность, которую основанное им движение снискало за очень короткий период, «одним из величайших духовных событий столетия».

## История

### История гаудия-вайшнавизма до основания ИСККОН
По мнению учёных, вайшнавизм появился в Бенгалии в эпоху Гуптов или вскоре после падения их империи в VI веке. В период зарождения гаудия-вайшнавизма в конце XV века, в Бенгалии существовала заметная вайшнавская литературная традиция, но несмотря на это вайшнавизм не получил там широкого распространения, значительно уступая по популярности буддизму и тантризму. Главным культурным и интеллектуальным центром Бенгалии был город Навадвипа, находившийся под властью мусульман. Духовным лидером вайшнавов Навадвипы в то время был Адвайта Ачарья, последователь знаменитого подвижника Мадхавендры Пури. Другим известным деятелем вайшнавизма в Бенгалии того времени был Харидаса Тхакур, обратившийся в вайшнавизм из ислама. В «Чайтанья-чаритамрите» Кришнадасы Кавираджи рассказывается, что удручённые царившим вокруг безбожием и материализмом, Харидаса Тхакур и Адвайта Ачарья молили Кришну о том, чтобы он явился спасти мир. Ответом на их молитвы было нисшествие в мир Чайтаньи — основоположника гаудия-вайшнавизма.
Чайтанья родился в 1486 году в Навадвипе, в бедной брахманской семье. С ранней юности он прославился своей учёностью и даже открыл собственную школу, где преподавал логику, санскрит и другие предметы. В 1509 году Чайтанья отправился в Гаю, с целью совершить там поминальный обряд по умершему отцу. Там он повстречал ученика Мадхавендры Пури, Ишвару Пури, принадлежавшего к сампрадае Мадхвы, Брахма-сампрадае, и получил у него духовное посвящение.
После инициации Чайтанья начал проявлять признаки необычайного религиозного вдохновения и целиком посвятил себя проповеди. Став свидетелями произошедших с ним перемен, родные и друзья Чайтаньи вскоре начали воспринимать его как нисшедшего в мир Кришну. Вместе с ним они предавались экстатическому киртану (пению имён Кришны), что вызвало враждебность ортодоксальных брахманов Навадвипы и также привело к конфликту с мусульманскими властями. Как рассказывается в «Чайтанья-чаритамрите», конфликт этот закончился тем, что мусульманский наместник Навадвипы стал последователем Чайтаньи и издал указ, запрещающий как-либо препятствовать киртану Чайтаньи и его последователей. После этого, Чайтанья вместе со своими сподвижниками начал проповедовать по всей Бенгалии, не встречаясь более с проблемами подобного рода.
В 1510 году Чайтанья оставил семейную жизнь и принял санньясу. Он совершил паломничество в Южную Индию, где посетил известные индуистские религиозные центры и приобрёл множество последователей. К Чайтанье присоединились люди самой разной этнической, кастовой и религиозной принадлежности. Затем Чайтанья отправился в основные святые места вайшнавизма в Северной Индии — Вриндаван и Матхуру. По пути туда он встретился с будущими крупными кришнаитскими богословами Санатаной Госвами и Рупой Госвами. Чайтанья дал им наставления, которые впоследствии легли в основу доктрины гаудия-вайшнавизма.
В дальнейшем Чайтанья поселился в Пури (Орисса), где провёл последние 16 лет своей жизни в окружении учеников и последователей, среди которых были известный брахмана-пандит Сарвабхаума Бхаттачарья и раджа Ориссы Пратапарудра. Последние годы своей жизни Чайтанья, поглощённый религиозными переживаниями, общался только с небольшой группой наиболее близких учеников. Своё единственное произведение «Шикшаштаку» («Поучение в восьми стихах») Чайтанйа продекламировал в Каши (Бенаресе), когда встречался на философском "поединке" с философами-саньяси майавади, последователями Шанкара Ачарйи. Чайтанья предсказал, что придёт день, когда имя Кришны будут петь «в каждом городе и деревне».

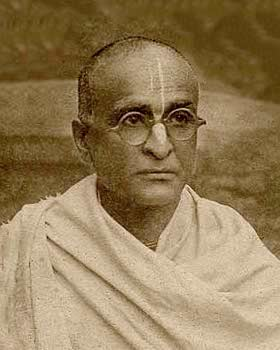
Бхактисиддханта Сарасвати — основатель Гаудия-матха и духовный учитель Бхактиведанты Свами Прабхупады

Новый подъём движения Чайтаньи начался во второй половине XIX века. Произошёл он благодаря активной деятельности кришнаитского святого и богослова Бхактивиноды Тхакура (1838—1914), возобновившего проповедь гаудия-вайшнавизма в Бенгалии и Ориссе и выступившего инициатором распространения учения Чайтаньи за пределами Индии. Бхактивинода написал и издал много книг на санскрите, бенгали и, впервые в истории бенгальского вайшнавизма, на английском. Бхактивинода проповедовал, что учение Чайтаньи было высочайшей формой теизма и предназначалось не для какой-то одной религии или нации, а для всего человечества. Он также предсказал, что придёт время, когда гаудия-вайшнавизм распространится по всему миру:
О, когда же придёт тот день, когда удачливые англичане, французы, русские, немцы и американцы возьмут транспаранты, мриданги и караталы и начнут киртан на улицах своих городов.
Сын Бхактивиноды — Бхактисиддханта Сарасвати (1874—1937) — успешно продолжил миссию своего отца. Проповедовал он не только в Бенгалии и Ориссе, но и в других регионах Индии. В 1918 году он создал всеиндийское религиозное объединение «Гаудия-матх», которое, однако, распалось после его смерти, недолго просуществовав как единая организация. Эта ветвь гаудия-вайшнавизма получила название «сарасвата гаудия-вайшнавизма». К ней принадлежат и современные кришнаиты ИСККОН.
Пионером проповеди гаудия-вайшнавизма на Западе был Премананда Бхарати (1857—1914). 15 октября 1902 года он прибыл в Нью-Йорк, где в последующие пять лет выпускал кришнаитский периодический журнал и основал небольшую кришнаитскую организацию, сплотив вокруг себя немногочисленную группу последователей. В 1904 году он опубликовал в Нью-Йорке книгу под названием «Sri Krishna: The Lord of Love» («Шри Кришна: Господь любви»), представив в ней практики и верования гаудия-вайшнавизма. В начале XX века эта книга была прочитана многими американцами и англичанами. Прочитал её также Лев Толстой и Махатма Ганди. После смерти Премананды Бхарати в 1914 году, его влияние быстро угасло, а большинство его западных учеников обратилось в различные формы христианства.
Повторную попытку проповеди гаудия-вайшнавизма на Западе предпринял в 1933 году Бхактисиддханта Сарасвати, послав в Лондон группу своих старших учеников-санньясинов во главе со Свами Боном. В результате, сначала в Лондоне, а затем в Берлине были открыты небольшие филиалы Гаудия-матха. Ученики Бхактисиддханты опубликовали несколько книг и обратили в гаудия-вайшнавизм несколько немцев и англичан. В 1937 году они вернулись назад в Индию, после чего начатая ими в Европе проповедническая работа прекратилась, хотя открытый ими в Лондоне небольшой храм существует и по сей день.
Наконец, уже в 1960-е годы, Бхактиведанта Свами Прабхупада, следуя наставлениям Бхактисиддханты Сарасвати, успешно проповедал гаудия-вайшнавизм на Западе — сначала в США, а потом и в других странах мира. Таким образом, по мнению кришнаитов, воплотились в жизнь предсказания Чайтаньи и Бхактивиноды Тхакура.

### Бхактиведанта Свами Прабхупада: жизнь в подготовке к проповеди на Западе (1896—1965)

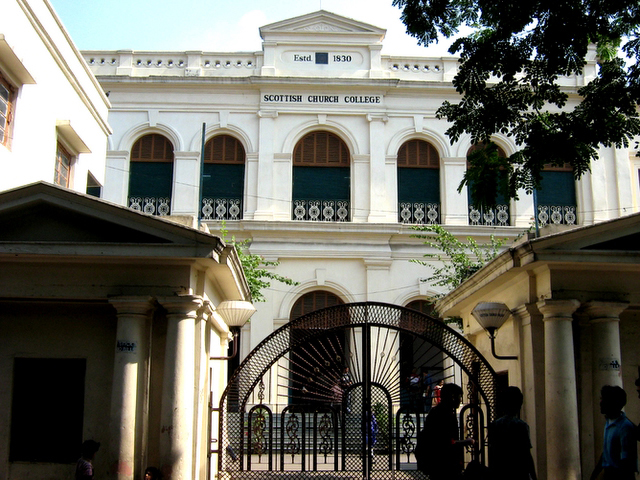
Шотландский церковный колледж в Калькутте, в котором Свами Прабхупада учился с 1916 по 1920 год.

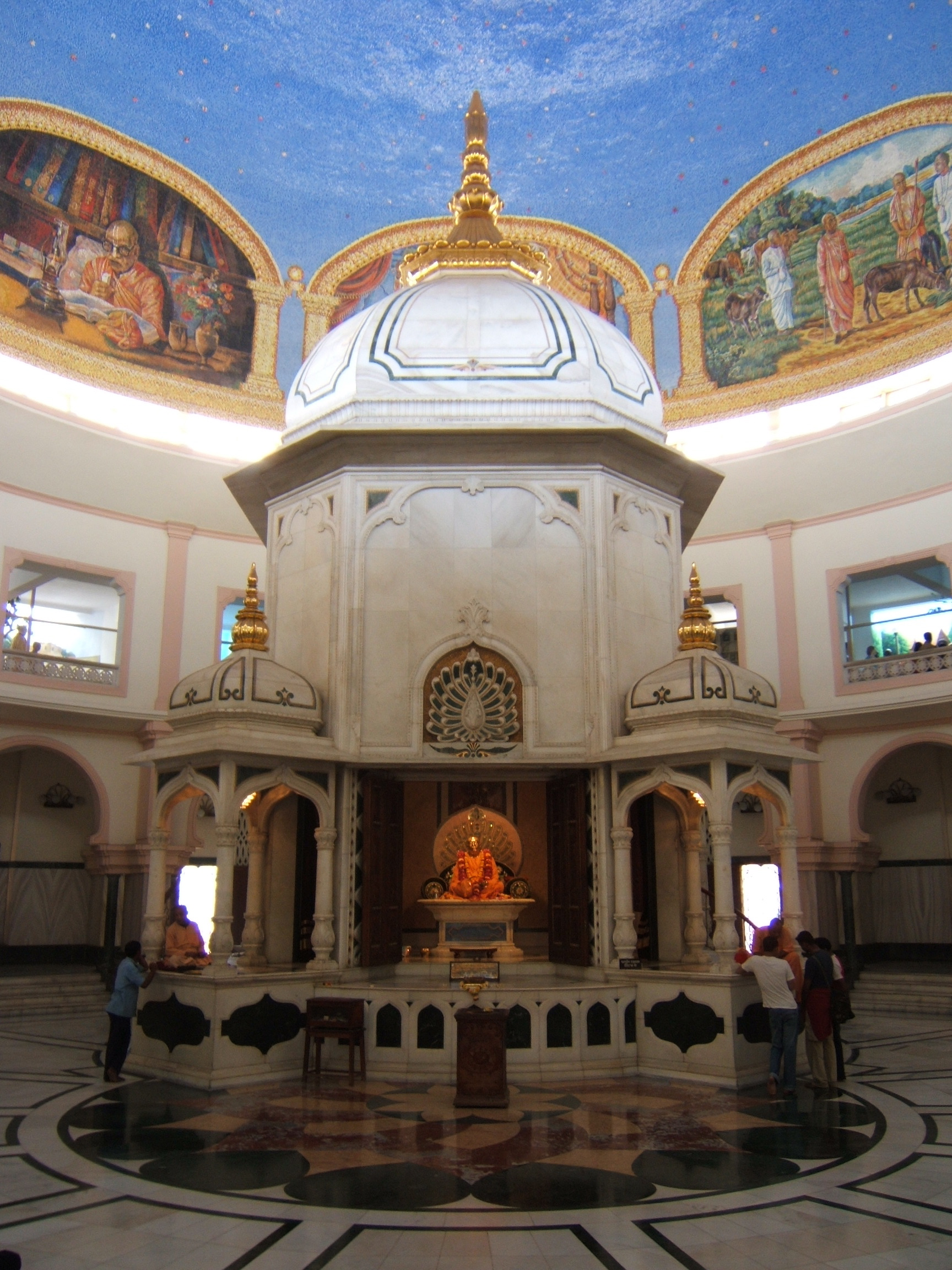
Мемориал Бхактиведанте Свами Прабхупаде в Маяпуре, Западная Бенгалия, Индия, построенный в 1996 году к 100-ю со дня его рождения.

Будущий основатель Международного общества сознания Кришны родился 1 сентября 1896 года (на следующий день после Кришна-джанмаштами, «дня явления» Кришны) в Калькутте (в то время столице Британской Индии), в семье торговца тканями и одеждой Гоур Мохана Де и его жены Раджани. При рождении родители дали Абхаю имя «Абхай Чаран», которое можно перевести как «тот, кто обрёл бесстрашие у стоп Кришны». Следуя древней индийской традиции, отец Абхая пригласил в дом астролога, который составил гороскоп младенца. По утверждению ряда источников, астролог предсказал, что в возрасте 70 лет Абхай пересечёт океан, станет известным религиозным проповедником и откроет 108 храмов в разных странах мира.
Родители и все близкие родственники Абхая были гаудия-вайшнавами. Семья Де принадлежала к готре, которая восходила к древнеиндийскому мудрецу Гаутаме. Гоур Мохан был купцом среднего достатка и имел свой магазин тканей и одежды. Он состоял в родстве с богатой и аристократической купеческой семьёй Маллик, которая веками торговала золотом и солью.
Абхая вырастили в духе гаудия-вайшнавской традиции. Он глубоко вобрал в себя индуистскую веру своих родителей и ещё в детские годы стал «неформальным религиозным лидером» среди своих сверстников. Родители дали Абхаю как религиозное, так и хорошее европейское образование. Когда Абхаю исполнилось пять лет, Гоур Мохан нанял учителей, которые в течение трёх лет обучали сына санскриту и бенгали. В 8-летнем возрасте Абхая отдали в частную вайшнавскую школу, где он изучал «не только науки, математику, историю и географию, но и свою родную кришнаитскую религию». Следуя индуистской традиции, юный Абхай получил духовное посвящение от семейного гуру (кулагуру).
В 1916 году родители отправили Абхая учиться в престижный христианский Шотландский церковный колледж, аффилированный с Калькуттским университетом. Колледж славился своим высококвалифицированным преподавательским составом и был крупным центром бенгальской интеллигенции. Его выпускниками в своё время были такие известные индийские гуру, как Вивекананда и Парамаханса Йогананда. Классом старше Абхая учился борец за независимость Индии и будущий лидер Индийского национального конгресса Субхас Чандра Бос.
В колледже Абхай изучал английский, санскрит, философию и экономику. В 1918 году, когда Абхай учился на третьем курсе, Гоур Мохан устроил его свадьбу с 11-летней девочкой по имени Радхарани Датта, происходившей из состоятельной и аристократической вайшнавской семьи. Следуя индийским обычаям, до тех пор, пока Абхай не окончил учёбу и не начал работать, Радхарани оставалась жить в доме своих родителей. От этого брака у Абхая родилось пятеро детей: три сына и две дочери.
Во время учёбы Абхай примкнул к Индийскому национально-освободительному движению и открыто объявил себя последователем Махатмы Ганди, чей индийский национализм был вдохновлён индуизмом и, в частности, идеями «Бхагавадгиты». Следуя примеру Ганди, в знак протеста против британского колониального режима, Абхай носил сотканную вручную традиционную индийскую одежду. В 1920 году Абхай окончил колледж. Он успешно сдал выпускные экзамены, но протестуя против того, что колледж принадлежал британским колонизаторам, отказался принимать участие в выпускной церемонии и получать диплом.
Поворотным моментом в жизни Абхая стала его встреча с выдающимся проповедником и реформатором гаудия-вайшнавизма Бхактисиддхантой Сарасвати (1874—1937). Абхай впервые встретился с Бхактисиддхантой в 1922 году в Калькутте. Эта судьбоносная встреча состоялась по настоянию Нарена Маллика, одного из друзей Абхая. Первым делом Бхактисиддханта спросил их, почему они, будучи молодыми, образованными людьми, «не проповедуют послание Господа Чайтаньи по всему миру». Абхай вступил со своим будущим гуру в дискуссию, в ходе которой, с позиции сторонника Ганди, усомнился в целесообразности проповеди учения Чайтаньи в стране, находящейся в колониальной зависимости от Великобритании. По мнению Абхая, Индия сначала должна была получить независимость, ибо никто не примет духовное послание, исходящее из колониально зависимой страны. На это Бхактисиддханта ответил, что проповедь духовного знания не зависела от политической обстановки, от того, кто находился у власти. Гаудия-вайшнавизм предлагал единственное действенное решение мировых проблем и поэтому проповедь учения Чайтаньи не должна была заставлять себя ждать, а должна была стать приоритетом. Послание Бога вечно, в то время как правители приходят и уходят, становясь жертвами неумолимого времени. Этот аргумент окончательно сразил Абхая и он тут же внутренне принял Бхактисиддханту как своего духовного учителя. Много лет спустя он вспоминал: «Я немедленно принял его как духовного учителя. Не формально, а в моём сердце». После встречи с Бхактисиддхантой Абхай, по всей видимости, отказался от своих националистических идей. В последующие несколько десятилетий он вёл двойную жизнь: предпринимателя и семьянина, и духовного искателя и проповедника.
После окончания университета Абхай начал карьеру в фармацевтическом бизнесе. Это произошло благодаря помощи друга семьи Де, Карттика Чандры Боса, который устроил Абхая работать управляющим химической лабораторией Bose Laboratories в Калькутте. В 1923 году Абхай вместе с женой и сыном (которому тогда был всего лишь один год) переехал в Аллахабад, где открыл свою аптеку. Среди клиентов аптеки были Мотилал Неру и его сын Джавахарлал. Абхай жертвовал деньги на политическую деятельность Джавахарлала Неру, и однажды сопровождал его в поездке в Калькутту, куда будущий премьер-министр Индии отправился для участия в конференции. Абхай был «компетентным менеджером и фармацевтом» и вскоре решил расширить свой бизнес, начав с этой целью много путешествовать по всей Индии, продавая лекарства больницам и аптекам. Так как индийская фармацевтическая промышленность в то время только зарождалась, конкуренции у Абхая было мало и торговля шла успешно.
В 1928 году, во время Кумбха-мелы, Абхай снова повстречал учеников Бхактисиддханты: они пришли к нему в аптеку с просьбой оказать финансовую помощь для открытия центра Гаудия-матха в Аллахабаде. Абхай согласился помочь и вскоре в городе появился филиал матха. После этого Абхай начал регулярно общаться со своими братьями по вере, углублённо изучать публикуемую Гаудия-матхом литературу и помогать в продвижении миссии в Аллахабаде и Бомбее. В этот период в его сердце с новой силой проснулось желание следовать религии гаудия-вайшнавизма, которую он с таким рвением практиковал в детские годы. Националистические идеи потеряли для него свою привлекательность. Разочаровавшись в экуменическом либерализме движения Ганди, он окончательно сделал свой выбор в пользу индуистской культуры, индуистских ценностей и консервативной гаудия-вайшнавской религии.
В ноябре 1933 года, во время визита Бхактисиддханты в Аллахабад, Абхай прошёл обряд инициации, причём Бхактисиддханта одновременно посвятил Абхая в брахманы. Во время инициации Бхактисиддханта дал Абхаю духовное имя «Абхай Чаранаравинда», добавив к его прежнему имени «аравинда», что означает «лотос». Таким образом, новое имя Абхая означало: «тот, кто обрёл бесстрашие, приняв прибежище у лотосных стоп Кришны». Бхактисиддханта ожидал от Абхая, что тот будет и дальше заботиться о своей жене и детях, но в то же самое время приложит все усилия для продвижения миссии Гаудия-матха. Абхай оправдал ожидания своего гуру. Он активно участвовал в жизни и развитии Гаудия-матха: принимал у себя дома странствующих проповедников-учеников Бхактисиддханты, оказывал финансовую помощь в строительстве новых храмов, и вёл религиозные собрания вайшнавов. В то же самое время он оттачивал своё проповедническое мастерство.
За две недели до своей смерти, наступившей 1 января 1937 года, Бхактисиддханта написал Абхаю письмо, в котором призвал своего ученика проповедовать гаудия-вайшнавизм на английском языке и принести послание Чайтаньи на Запад. В частности, Бхактисиддханта писал:
Я абсолютно верю в то, что ты сможешь стать отличным проповедником на английском языке, если посвятишь себя миссии распространения учения Господа Чайтаньи как всем людям в целом, так и, в частности, философам и религиоведам.
За год до этого, в личной беседе, Бхактисиддханта попросил Абхая заняться написанием и публикацией духовной литературы. Он сравнивал книгопечатание с игрой на огромной мриданге (барабане, используемом в индуистских богослужениях), звук которой можно услышать по всему миру. По сути, Бхактисиддханта дал Абхаю те же самые наставления, что и при их первой встрече в 1922 году (тогда Бхактисиддханта говорил о необходимости печатать и распространять духовную литературу и, таким образом, познакомить весь мир с посланием Чайтаньи). Фактически, своими наставлениями Бхактисиддханта вдохновлял своего ученика исполнить пророчество Чайтаньи, который предсказывал в начале XVI века, что придёт день, когда имя Кришны будут петь «в каждом городе и деревне».
Наставления Бхактисиддханты предопределили направление дальнейшей миссионерской деятельности Абхая. В течение многих лет он был обременён семейными обязанностями и, не имея возможности отправиться проповедовать «сознание Кришны» на Запад, посвящал своё свободное время миссионерской работе в Индии, в особенности литературной деятельности. Абхай поставил перед собой задачу перевести на английский основные гаудия-вайшнавские тексты и запустить англоязычное периодическое издание. Он начал с того, что в 1939 году написал «Введение к Гитопанишад».
Голод и нищета, царившие в Индии в период Второй мировой войны, глубоко тронули сердце Абхая. Он чувствовал, что в это столь тяжёлое время мир как никогда нуждался в послании гаудия-вайшнавизма, и что у него было что сказать измученным войной людям. В 1944 году Абхай начал публикацию на английском языке периодического издания, намереваясь на его страницах комментировать мировые события через призму священных текстов вайшнавизма. Абхай писал, редактировал и перепечатывал рукопись журнала, который он решил назвать Back to Godhead («Обратно к Богу»). Он называл свой журнал «скромной попыткой» привести человечество к Богу. Издав два номера, Абхай был вынужден на время приостановить публикацию. В военное время бумага была в дефиците и печатание оказалось ему не по карману. В последующие 20 лет он четырежды возобновлял публикацию журнала, но каждый раз был вынужден прерывать её из-за финансовых трудностей. Только в конце 1960-х годов, уже в США, Back to Godhead стал официальным журналом ИСККОН и начал издаваться регулярно.
Во второй половине 1940-х — начале 1950-х годов Абхай продолжил активно заниматься миссионерской деятельностью «в контексте семейной жизни»: он издавал свой журнал, много путешествовал, выступая с лекциями, а также работал над комментированным переводом «Бхагавадгиты». Постепенно интерес Абхая к занятию бизнесом и сохранению семейного статуса-кво начал угасать. Он всё глубже и глубже погружался в духовную, миссионерскую деятельность. Его работа на этом поприще не осталась незамеченной: в 1947 году (по другим данным — в 1939) состоялось формальное признание его духовных заслуг: «духовные братья» Абхая из Гаудия-матха, в награду за «щедрость, учёность и преданность», присвоили ему почётный титул «Бхактиведанта» (бхакти — «преданность», веданта — «кульминация ведического знания»).
В 1948 году наступил поворотный пункт в жизни Абхая. В этот год он потерял свою последнюю прибыльную фабрику, в Лакхнау. После этого он попытался снова наладить фармацевтический бизнес в Аллахабаде, но сердце его уже не лежало к этой работе. Экономические трудности привели к семейному разладу: в 1950 году жена Абхая, поняв, что муж более не в состоянии содержать семью, переехала вместе с сыновьями в дом своего состоятельного отца. Абхай воспринял случившееся через призму священного текста «Бхагавата-пураны» (10.88.8), где Кришна объявляет:
Из особого расположения к кому-либо Я постепенно забираю у него всё богатство. На его голову обрушивается одна беда за другой. Он становится жалким бедняком, и тогда все друзья и родственники отворачиваются от него.
В 1952 году Абхай по работе посетил город Джханси, где ему удалось не только выполнить свою деловую миссию, но и (по приглашению партнёра по бизнесу) выступить с лекцией по гаудия-вайшнавизму. Джханси показался Абхаю идеальным местом для штаб-квартиры задуманной им миссионерской организации, которую он решил назвать «Лига преданных». Абхай надеялся с помощью этой организации претворить в жизнь мечту Бхактисиддханты Сарасвати о «Лиге проповедников», занимающихся проповедью гаудия-вайшнавизма по всей Индии, а также использовать её для миссионерской работы на Западе. Благодаря тому, что в Джханси нашлись люди, сочувствовавшие идеям Абхая, он получил помещение для штаб-квартиры и 16 мая 1953 года формально основал «Лигу преданных» — которая, по сути, представляла собой новую ветвь сампрадаи гаудия-вайшнавов. Планы Абхая были достаточно амбициозны: он намеревался открыть сеть центров по всему миру и превратить «Лигу преданных» в международное движение, в котором бы состояли люди всей национальностей и вероисповеданий и которое занималось бы распространением вайшнавской культуры и духовным образованием. Однако судьба распорядилась иначе: в конце 1953 года работники лаборатории Абхая в Аллахабаде обокрали его, похитив все деньги и химические препараты. В результате Абхай обанкротился и в начале 1954 года был вынужден свернуть деятельность «Лиги» и уехать к жене в Калькутту. Хотя планы Абхая и потерпели крах, основание «Лиги» показало, что когда-то скептически настроенный молодой предприниматель теперь являл собой вдохновенного религиозного проповедника с далеко идущими планами по проповеди «сознания Кришны» во всемирном масштабе.
В 1954 году Абхай оставил свою семью, принял уклад жизни ванапрастха (промежуточный этап между грихастхой и санньясином) и поселился во Вриндаване, основном месте паломничества гаудия-вайшнавов. Абхай оставил семью со спокойной душой: все его дети уже были взрослыми, а о жене мог позаботиться её состоятельный отец.
В последующие 11 лет Абхай жил в разных храмах Вриндавана и Дели. В этот период он с переменным успехом продолжал претворять в жизнь наставление своего гуру о публикации кришнаитской литературы. Каждое утро он вставал в 2:30 или 3 часа утра, посвящая ранние часы работе по переводу священных текстов или написанию статей для Back to Godhead. Затем он повторял мантру «Харе Кришна» на чётках, готовил и принимал простой завтрак и остаток дня продолжал заниматься различной миссионерской работой: координировал издание Back to Godhead и ходил от двери к двери, продавая экземпляры своего журнала.
Даже в палящий летний зной, когда температура поднималась до сорока пяти градусов, Абхай каждый день выходил на улицы Нового Дели продавать свой журнал. Однажды с ним случился солнечный удар, он упал в обморок прямо на улице и лежал там до тех пор, пока его не подобрал друг, который отвёз его на машине к врачу. В другой раз его боднула корова, и он долго лежал, никем не замечаемый, на обочине дороги.
17 сентября 1959 года, в Кешаваджи-матхе в Калькутте, Абхай получил посвящение в санньясу от своего «духовного брата» Бхактипрагьяны Кешавы Госвами (1898—1968), который дал Абхаю монашеское имя «Абхай Чаранаравинда Бхактиведанта Свами». Принять санньясу Абхая побудил сам Бхактисиддханта Сарасвати, явившийся ему во сне. Дав обет пожизненного монашества, Абхай формализовал уход от семейных дел и окончательно посвятил свою жизнь миссии проповеди гаудия-вайшнавизма.
Освободившись от семейного бремени, Бхактиведанта погрузился в литературную деятельность, тем самым последовав рекомендации своего гуру, данной много лет назад. Он активно писал статьи, издавал и распространял свой журнал, параллельно с этим вынашивая планы о проповеди на Западе. В это же время он написал свою первую книгу («Лёгкое путешествие на другие планеты») и начал монументальный труд по переводу и комментированию «Бхагавата-пураны» — объёмного санскритского текста, состоящего из 18 000 стихов. Эта работа заняла у Бхактиведанты остаток жизни и продолжал он её буквально до последнего вздоха.
Завершив публикацию перевода первой сканды (песни) «Бхагавата-пураны» в трёх томах, Бхактиведанта подарил экземпляр книги тогдашнему премьер-министру Индии Лалу Бахадуру Шастри. В ответ, Шастри отправил Бхактиведанте благодарственное письмо, в котором, в частности, сказал: «Я полагаю, что вы делаете ценную работу. Было бы хорошо, если бы государственные учреждения приобрели эту книгу для своих библиотек». Теперь Абхай решил лично отправиться на Запад с целью «донести послание Бога до всей цивилизации». Как отмечает Киммо Кетола, именно в этот «вриндаванский» период окончательно определилась жизненная миссия Прабхупады, «сердце которой кристаллизовалось в одну смелую идею, одновременно религиозную и политическую» — Абхай был твёрдо убеждён, что презентация «Бхагавата-пураны» на английском языке произведёт революцию в сбившемся с пути западном обществе.

### Прибытие Свами Прабхупады в США и основание ИСККОН: 1965—1966 годы
За годы профессиональной карьеры Абхай установил контакты со многими бизнесменами и политиками. Одним из его доброжелателей и меценатов стала Сумати Морарджи — владелица крупной бомбейской судоходной компании Scindia Steamship Company и одна из богатейших женщин Индии. С. Морарджи оплатила издание третьего тома комментированного перевода «Бхагавата-пураны», над которым в то время трудился Бхактиведанта Свами, а затем предоставила ему возможность совершить путешествие в США. Когда в середине 1965 года свами поведал Морарджи о своём намерении отправиться проповедовать в Америку и попросил её предоставить ему бесплатный билет, С. Морарджи (вместе с одним из духовных братьев Бхактиведанты) пыталась отговорить пожилого садху от этой затеи, убеждая его остаться в Индии. Однако, горя желанием исполнить волю своего гуру, Бхактиведанта настоял на своём. Как отмечает Л. Шинн, будущий основатель ИСККОН стремился начать свою проповедническую миссию именно в США потому, что считал эту страну местом, наиболее нуждавшимся в духовной помощи.
В конце концов Сумати Морарджи согласилась исполнить желание целеустремлённого свами и предоставила ему место на пароходе «Джаладута». В пятницу 13 августа 1965 года 69-летний Бхактиведанта вступил на борт корабля и отправился в плавание к берегам Америки, в своё первое путешествие за пределы Индии. Искренне надеясь исполнить наказ своего духовного учителя и принести «сознание Кришны» на Запад, Бхактиведанта взял с собой 200 трёхтомных комплекта своего комментированного перевода «Бхагавата-пураны», 500 памфлетов с описанием этого текста и своих миссионерских целей на Западе, а также пару каратал (ручных цимбал), несколько комплектов шафрановой одежды санньясина, пару туфель, 40 индийских рупий (около 7 долларов США), дневник, зонт и рекомендательное письмо индийской семье в Пенсильвании.
Во время продолжавшегося 40 дней путешествия, Прабхупада страдал от морской болезни и перенёс два сердечных приступа. По мере приближения к цели своего плавания, он всё сильнее осознавал грандиозность поставленной перед ним задачи. 13 сентября (за 4 дня до прибытия «Джаладуты» в Америку) Прабхупада сочинил и записал в своём дневнике поэму-молитву на бенгали, в которой просил Кришну о помощи в осуществлении своей, казавшейся невыполнимой, миссии:
Шри Шримад Бхактисиддханта Сарасвати Тхакура не имеет себе равных в служении Верховному Господу Кришне. Он — великий, святой духовный учитель, который в различных уголках мира дарует чистую преданность Кришне. Благодаря его сильному желанию, святое имя Господа Гауранги распространится по всем странам Западного мира. Во всех городах и деревнях на земле … все будут петь святое имя Кришны… Хотя мой Гуру Махарадж приказал мне осуществить эту миссию, я не достоин и не способен сделать это. Я очень падший и незначительный. Поэтому, о Господи, я молю Тебя ниспослать мне Твою милость, чтобы мне стать достойным, потому что ты — мудрейший и самый опытный из всех…
Утром 17 сентября 1965 года «Джаладута» пришвартовалась в Бостонской гавани и Бхактиведанта Свами впервые ступил на американскую землю. В компании капитана корабля он совершил прогулку по городу и познакомился со страной, в которой ему предстояло проповедовать учение Чайтаньи. Вечером того же дня «Джаладута» отправилась в конечный порт назначения, Нью-Йорк. Как отмечает Э. Б. Рочфорд, тогда никто не мог и представить себе, что этот пожилой садху вскоре создаст в Америке вайшнавское религиозное движение и всего за 12 лет распространит его по всему миру.
Возвратившись на борт «Джаладуты», Бхактиведанта написал вторую поэму-молитву на бенгали, в которой описал свои впечатления от Америки и свою беспомощность перед задачей по штурму иллюзорной крепости американского материализма:
Мой дорогой Господь Кришна, Ты так добр к этой никчёмной душе, но я не знаю, зачем Ты привёл меня сюда. … Я догадываюсь, однако, что здесь у Тебя есть какое-то дело, иначе зачем бы Ты привёл меня в это ужасное место? Большинство живущих здесь людей находится в плену материальных гун невежества и страсти. Поглощённые материальной жизнью, они считают себя очень счастливыми. Они вполне довольны жизнью и потому равнодушны к трансцендентному посланию Васудевы [Кришны]. И я не уверен, смогут ли они понять его. Но я знаю, что по Твоей беспричинной милости даже невозможное становится возможным, ибо Ты — самый искусный мистик. … Как мне донести до них учение сознания Кришны? Я неудачливый, никчёмный и падший человек. Поэтому я прошу Твоего благословения — только оно поможет мне убедить их, сам я не в силах справиться с этой задачей. О Господь, я — марионетка в Твоих руках. И раз уж Ты привёл меня сюда танцевать, так заставь, заставь меня танцевать, Господи. Заставь меня танцевать, как Ты этого хочешь. У меня нет ни преданности, ни знаний, но есть твёрдая вера в святое имя Кришны…
Ким Нотт называет эти поэмы «молитвенной подготовкой» Прабхупады и отмечает, что из их содержания можно получить представление о том, как Прабхупада видел себя и свою миссию и о том, каковы были его отношения с Кришной и Бхактисиддхантой Сарасвати. По мнению К. Нотт, отображённое здесь видение основателя ИСККОН находилось в полной гармонии с гаудия-вайшнавской традицией: Прабхупада считал себя падшим, не имеющим знаний и преданности, но верным, нуждающимся в милости слугой гуру и Кришны.

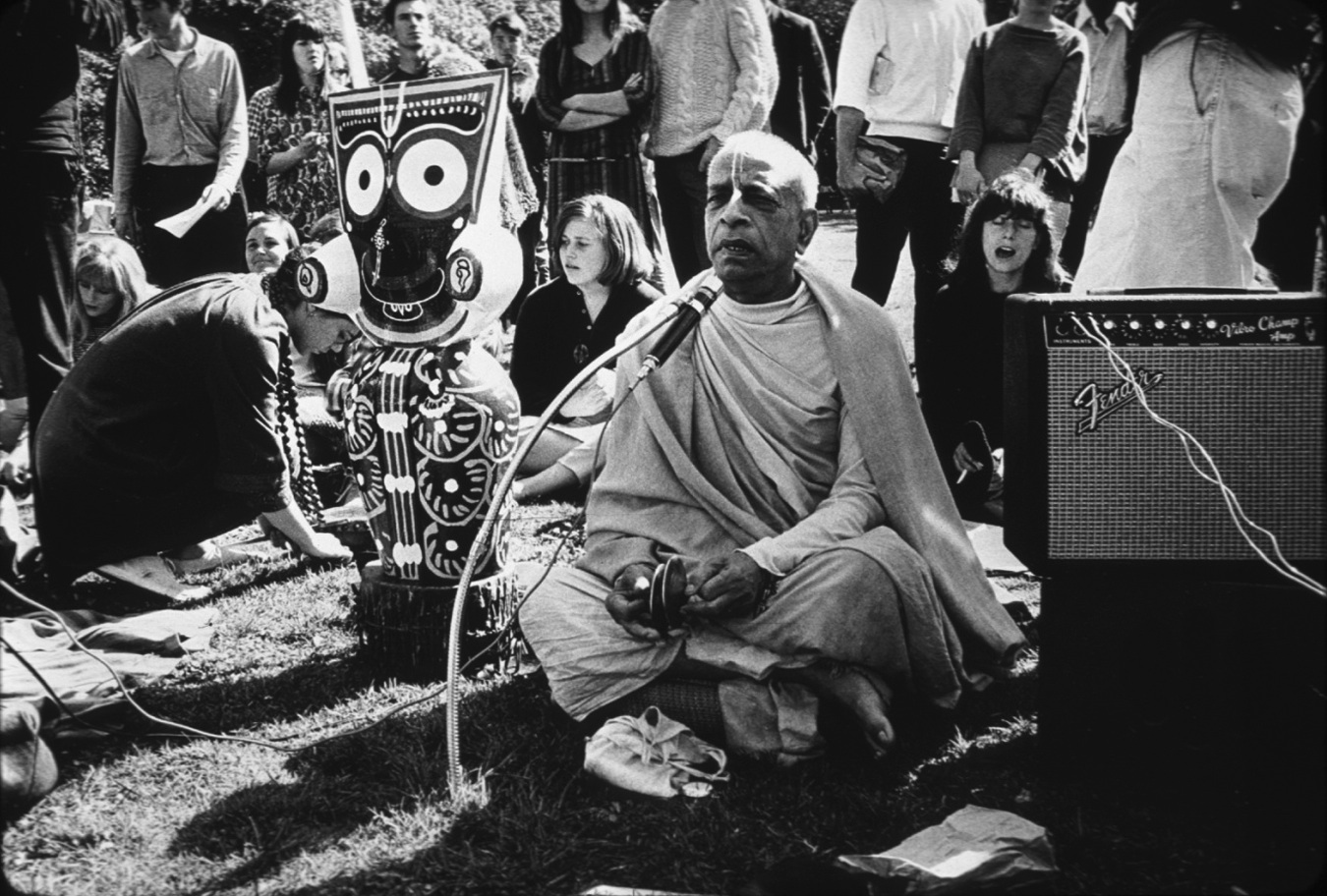
Прабхупада поёт «Харе Кришна» в Голден-Гейт-Парке в Сан-Франциско (февраль 1967 года)

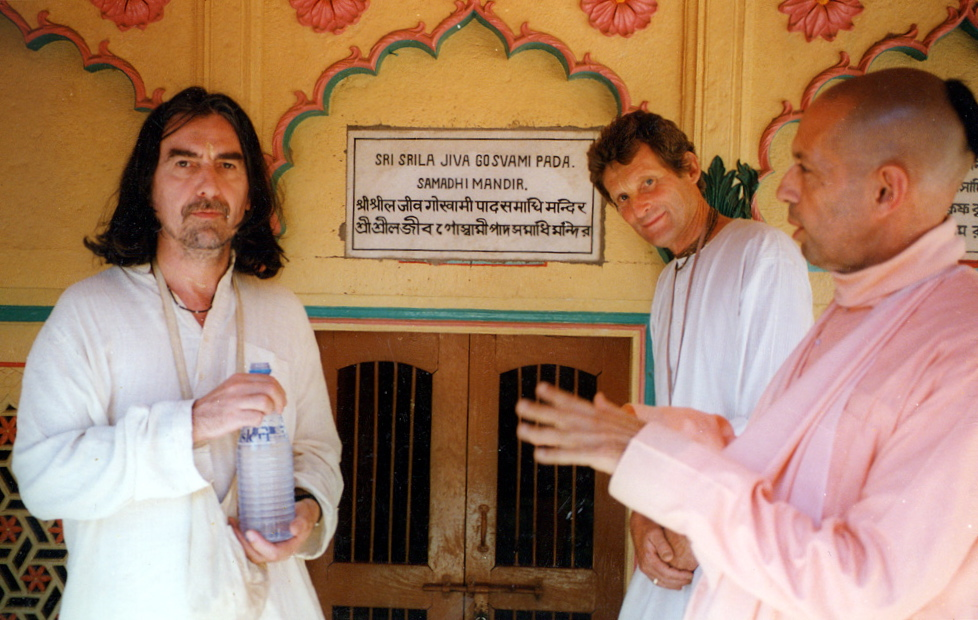
Джордж Харрисон с Шьямасундарой Дасой и Мукундой Госвами у самадхи (мавзолея) кришнаитского богослова и святого Дживы Госвами. Вриндаван, Индия, 1996 год.

Из Нью-Йорка Бхактиведанта Свами отправился в небольшой городок Батлер в штате Пенсильвания, где его радушно приняла семья индийского инженера Гопала Агарвала. Ранее Гопал (по просьбе своего отца-коммерсанта из Матхуры) стал поручителем Бхактиведанты, написав заявление о том, что берётся оплатить все расходы, связанные с пребыванием Бхактиведанты в США. Бхактиведанта прожил в Батлере около месяца. За это время он выступил с лекциями в местном клубе, Христианском союзе молодёжи и в духовной семинарии св. Фиделиса в Германе, а также регулярно проповедовал гостям Агарвалов. Пребывание Бхактиведанты в Батлере привлекло внимание местной прессы: 22 сентября в газете Butler Eagle появилась статья под заглавием «Последователь индуистского культа объясняет цель своего приезда на Запад».
Покинув Батлер, Бхактиведанта Свами вернулся в Нью-Йорк, где первое время жил в ашраме индийского гуру и йогина Рамамурти Мишры, который радушно принял его, несмотря на существенные различия в философских взглядах. Мишра и другие свами и йогины, которых Бхактиведанте довелось повстречать в ашраме, дали ему инструкции для успешной проповеди в Америке: есть мясо, носить западную одежду и проповедовать толерантную монистическую разновидность индуизма (всё едино, все пути ведут к истине). Бхактиведанта, однако, не последовал этим советам и отказался «озападнить» свою проповедь и свой внешний вид. Он продолжил проповедовать консервативное гаудия-вайшнавское вероучение, носить шафрановые одежды санньясина и тилаку на лбу.
Первое время Бхактиведанта безуспешно пытался привлечь последователей среди пожилых ньюйоркцев в Вест-Сайде. Весной 1966 года он переехал в лофт в районе Бауэри, где начал проповедовать молодым людям, регулярно давая вечерние лекции. Там, после нескольких месяцев борьбы, у него появились первые последователи.
В июне 1966 года Бхактиведанта перебрался в «более богемную» часть Нью-Йорка, Нижний Ист-Сайд, где, при содействии небольшой группы своих последователей, открыл первый «храм», располагавшийся по адресу 26 Вторая Авеню в арендованном помещении бывшего антикварного магазина, носившего знаковое название «Бесценные дары».
В храме на Второй Авеню Бхактиведанта развернул активную проповедь среди нью-йоркских хиппи. Ежедневно в 7 часов утра он проводил богослужения и три раза в неделю (по понедельникам, средам и пятницам) с 7 до 9 вечера давал лекции по «Бхагавадгите». В июле 1966 года Бхактиведанта и его первые последователи написали и распечатали тиражом в 5000 экземпляров листовку, в которой все желающие приглашались в храм на Второй Авеню для того, чтобы «очистить пыль с зеркала ума» практикуя «трансцендентальную звуковую вибрацию Харе Кришна, Харе Кришна, Кришна Кришна, Харе Харе, Харе Рама, Харе Рама, Рама Рама, Харе Харе».
Первый кришнаитский храм на Западе в основном посещали наркоманы и разочаровавшиеся хиппи, о которых Прабхупада заботился как о своих детях. Они приносили с собой различные музыкальные инструменты и играли на них, часто находясь под воздействием наркотиков. Как отмечает Шриватса Госвами, ранние сцены из жизни Бхактиведанты и его западных последователей являли собой контрастное зрелище: «сдержанный, пожилой бенгальский святой аскет, поющий „Харе Кришна“ среди закостенелых нигилистов, рок-музыкантов и психоделических искателей». Хотя многим перспективы консервативной проповеди гаудия-вайшнавизма в такой среде показались бы туманными, Бхактиведанта всё же сумел привести свою миссию к успеху. Гаудия-вайшнавское вероучение нашло горячий отклик среди «радикально разочарованной и экспериментирующей» молодёжи, остро озабоченной вечными вопросами бытия.
Летом 1966 года Бхактиведанта придумал название для своего движения — «Международное общество сознания Кришны» (ИСККОН) — и 13 июля зарегистрировал его как некоммерческую религиозную организацию. В свидетельстве о регистрации Бхактиведанта зафиксировал 7 основных целей ИСККОН, которые практически в точности дублировали цели, обозначенные в 1953 году в проекте устава «Лиги преданных». Несмотря на то, что «Лига преданных» не имела успеха, цели Бхактиведанты остались прежними. Как отмечает религиовед С. И. Иваненко, Прабхупада не основывал новой религиозной организации, отличной от традиционного гаудия-вайшнавизма — он создал ИСККОН по образцу традиционных индуистских монашеских орденов («матхов»). В индуизме, в виду отсутствия крупных централизованных «церквей», исторически всегда преобладали именно такие, «малые» организационные формы.
Узнав о том, что известный поэт-битник Аллен Гинзберг поёт мантру «Харе Кришна» на антивоенных маршах и на своих поэтических вечерах, ученики Прабхупады послали ему приглашение посетить храм на Второй Авеню. Гинзберг (в то время только что вернувшийся из путешествия по Индии) принял приглашение и начал регулярно посещать киртаны и лекции Бхактиведанты, часто в сопровождении своего друга и любовника Питера Орловски. Привлечение в ряды кришнаитов одного из лидеров контркультурной молодёжи дало миссии Бхактиведанты мощный толчок. Гинзберг оказал Бхактиведанте материальную поддержку, подарив ему две фисгармонии и пожертвовав 200 долларов на иммиграционного адвоката.
Аллен Гинзберг впервые услышал мантру «Харе Кришна» ещё в 1962 году в Индии, во время Кумбха-мелы в Аллахабаде. Мантра настолько понравилась ему, что вернувшись в США, он начал исполнять её во время своих поэтических вечеров, под аккомпанемент ручных цимбал или фисгармонии. Гинзберг также пел «Харе Кришна» во время различных политических акций, в частности, на антивоенных маршах и на суде над «Чикагской семёркой», где ему довелось выступить в качестве свидетеля. Таким образом Гинзберг способствовал распространению «сознания Кришны» в Америке и, с появлением ИСККОН, привлёк в ряды кришнаитов много новых адептов. Несмотря на всю свою симпатию к Бхактиведанте и кришнаитам, Гинзберг позднее остановил свой религиозный выбор на тибетском буддизме, приняв в начале 1970-х годов посвящение в эту традицию от мастера Чогьям Трунгпа Ринпоче.

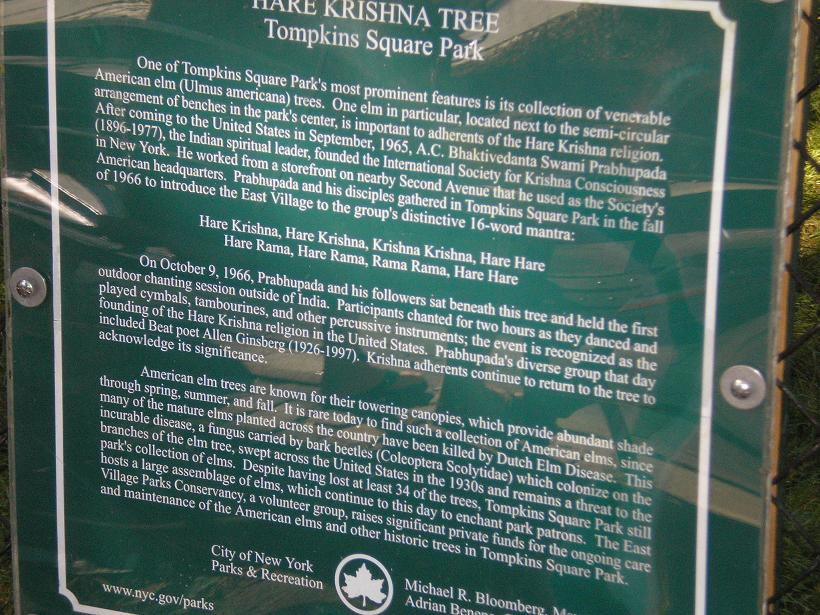
Мемориальная доска под «деревом Харе Кришна» в Томпкинс-сквер-парке. Установлена в 2001 году по распоряжению мэра Нью-Йорка Рудольфа Джулиани.

9 сентября 1966 года, спустя два месяца после регистрации ИСККОН, Бхактиведанта провёл первый обряд инициации, формально приняв в ученики 11 из своих последователей. За первый год проповеди в Нью-Йорке Бхактиведанта инициировал в общей сложности 19 человек. Уже на этом раннем этапе он установил для своих учеников определённые правила и ограничения. Так, принимавшие духовное посвящение обещали повторять 16 кругов мантры «Харе Кришна» на чётках и следовать так называемым 4 регулирующим принципам: не есть мясо, не принимать одурманивающие средства (алкоголь, сигареты и наркотики), не практиковать «незаконный секс», и не играть в азартные игры. В 1967 году Бхактиведанта сделал обязательным следование этим принципам для всех, кто жил в ашрамах ИСККОН. Кроме этого, монахи-кришнаиты должны были заниматься санкиртаной — распространением в общественных местах книг своего гуру. Так как литература распространялась в обмен на денежные пожертвования, в 1970-е годы санкиртана стала основным источником доходов для кришнаитов, финансово обеспечив экспансию движения Прабхупады по всему миру. Как отмечает в этой связи Э. Б. Рочфорд, вплоть до начала 1980-х годов практиковать «сознание Кришны» и быть членом ИСККОН означало пойти на большие личные жертвы: порвать все связи со внешним миром и жить дисциплинированной жизнью в кришнаитских общинах. Несмотря на это, кришнаиты с готовностью принимали установленные Прабхупадой требования.
Бхактиведанта лично обучал своих первых последователей проповедовать, готовить прасад, собирать пожертвования и петь мантру «Харе Кришна» на улицах американского мегаполиса. Первое такое публичное пение состоялось сентябрьским воскресным днём 1966 года. Прабхупада привёл своих последователей в Вашингтон-сквер-парк, где устроил киртан, перемежавшийся с декламацией кришнаитских священных текстов. Это действо привлекло внимание прохожих, никто из которых, однако, не решился принять участие в кришнаитских ритуалах. После этого Прабхупада регулярно по вечерам посылал своих учеников в город воспевать мантру на улицах и в парках.
В начале октября Аллен Гинзберг, живший неподалёку, посоветовал Прабхупаде проводить публичные киртаны в Томпкинс-сквер-парке, где по воскресеньям собиралось много народу. Прабхупада последовал совету лидера контркультуры и 9 октября, в сопровождении своих последователей, пришёл в парк с барабанами, караталами и фисгармонией. Свами запел душевный киртан, который настолько вдохновил некоторых из его учеников, что они, осмелев, пустились в пляс. Некоторые из зрителей этого экзотического шоу также не смогли остаться безучастными и присоединились к пению и танцам. В ходе этого действа ученики Бхактиведанты активно распространяли любопытствующим прохожим памфлеты, в которых говорилось: «Всегда оставайтесь на высоте, никогда не спускаясь. Занимайтесь сознанием Кришны».
Программа имела «мгновенный успех» и привлекла внимание СМИ, которые благосклонно отрапортовали о первых миссионерских успехах индуистского монаха в Нью-Йорке. На следующий день в The New York Times и The East Village Other вышли сопровождаемые фотографиями статьи о Бхактиведанте и его последователях. Весть о «поющем мантру свами» быстро распространилась среди богемной молодёжи Нижнего Ист-Сайда. Вдохновлённый успехом, Бхактиведанта начал устраивать киртаны в Томпкинс-сквер-парке ежедневно, приглашая приходивших попеть с ним молодых людей на вечерние лекции в храме. Вскоре за основанным Бхактиведантой движением закрепилось название «Харе Кришна», а его последователей стали называть кришнаитами.
Тогда же, в октябре 1966 года, Бхактиведанта побудил своих учеников начать публикацию американского издания журнала Back to Godhead. Первый выпуск журнала, отпечатанный на ксероксе, вышел тиражом в 100 экземпляров и быстро разошёлся по цене 50 центов за номер. Теперь у Бхактиведанты были две базовые вещи, необходимые для успешного развития миссии: регулярно практикуемое публичное пение, и журнал, который можно было распространять за пожертвования. Как отмечает Киммо Кетола, именно в это время в ИСККОН произошла институционализация практики харинама-санкиртаны («публичного воспевания имени Бога») как «основного элемента кришнаитской духовности».

### Распространение ИСККОН на Западе: 1966—1977 годы

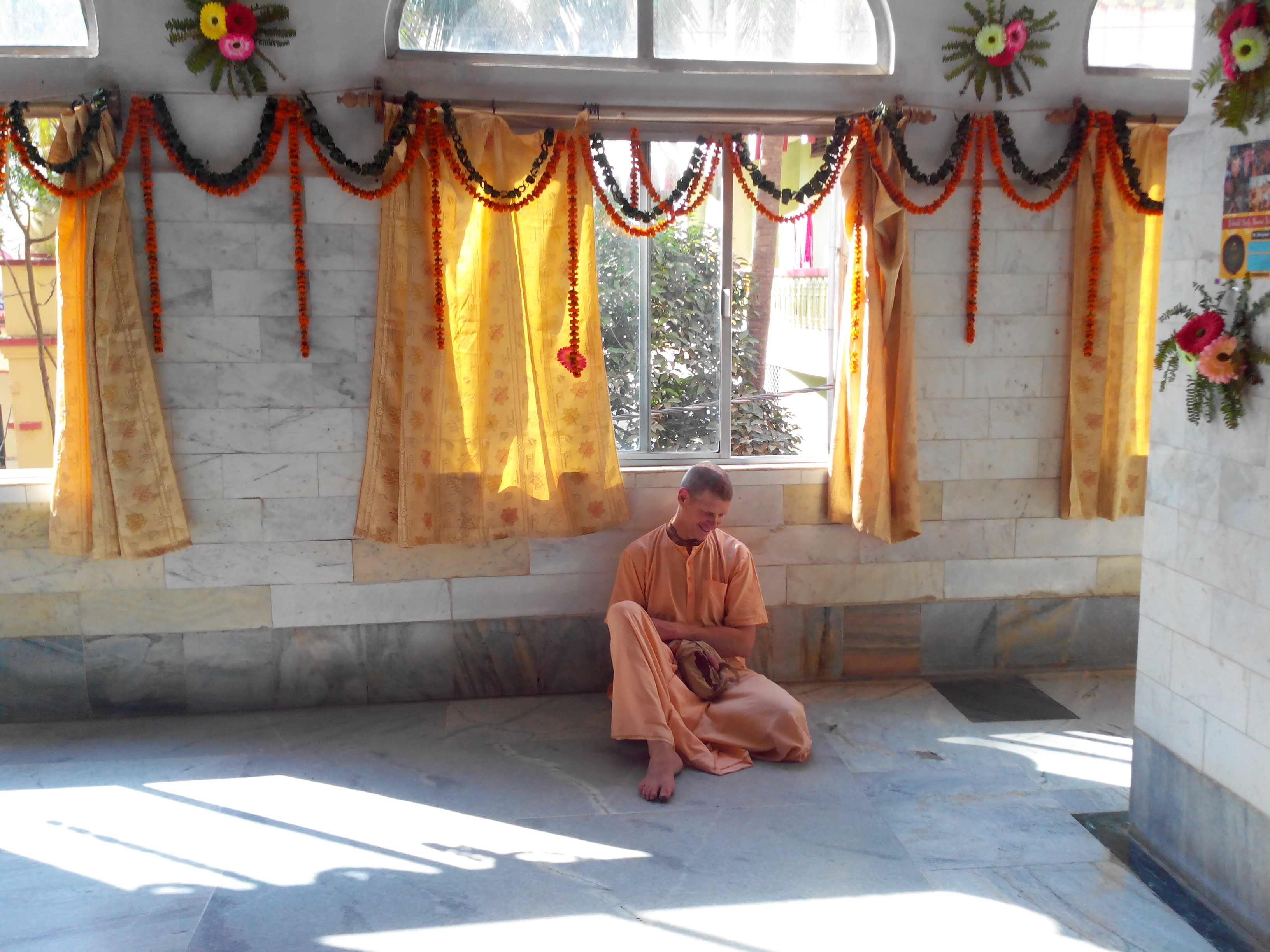
Западный кришнаит.

Обосновавшись в Нью-Йорке, Бхактиведанта начал думать о том, как распространить «сознание Кришны» в другие уголки Америки. В конце 1966 года он послал своего ученика Мукунду и его жену Джанаки в Сан-Франциско, поручив им открыть там храм. По прибытии на Западное побережье, они встретили своих старых друзей, две пары молодых людей, интересовавшихся индийской духовностью: Сэма Спирстра и Мелани Нагель, и Роджера Зигеля и Джоан Кампанеллу. При их содействии, Мукунда арендовал помещение бывшего магазина в районе Хейт-Эшбери и открыл в нём первый кришнаитский храм на Западном побережье.
Прибытие кришнаитских миссионеров совпало по времени с волной миграции в Хейт-Эшбери молодых людей со всех концов США, которые были идеальной аудиторией для проповеди «сознания Кришны». Открытие храма в самом центре бурно развивавшейся общины хиппи привлекло в ряды ИСККОН много новых приверженцев и стало поворотным моментом в истории движения, ознаменовав начало этапа его бурного роста. Как отмечает Э. Б. Рочфорд, именно в этот период сформировались идеология и организационная структура ИСККОН.

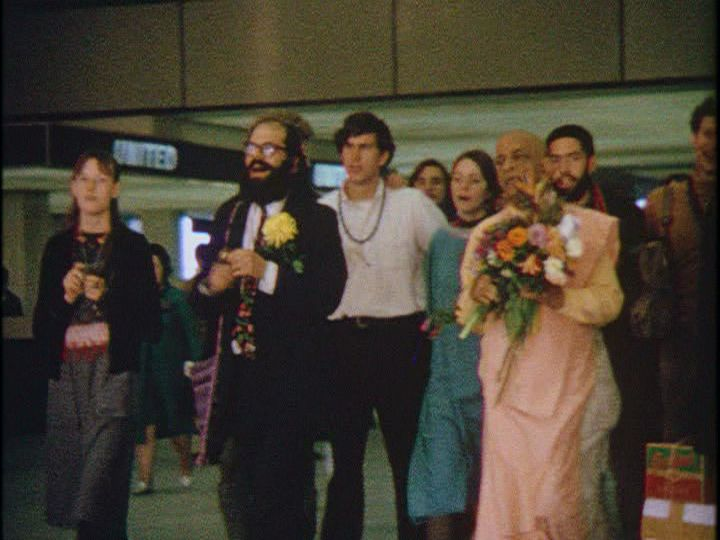
Аллен Гинзберг встречает Прабхупаду в аэропорту Сан-Франциско, 17 января 1967 года.

Вскоре после прибытия в Сан-Франциско, Мукунда и его друзья решили организовать рок-концерт с участием Прабхупады и ряда известных музыкальных коллективов. Таким образом они хотели познакомить с мантрой «Харе Кришна» хиппи Хейт-Эшбери и собрать средства на поддержание сан-францисского храма. Прабхупада охотно согласился прилететь из Нью-Йорка и принять участие в концерте.
Сэм Спирстра был лично знаком с менеджером Grateful Dead Роком Скалли, что помогло ему договориться об участии в концерте этой известной сан-францисской группы. С помощью Скалли и Grateful Dead, кришнаитам также удалось заручиться участием в концерте группы Big Brother and the Holding Company. По инициативе Мелани Нагель на концерт также пригласили в то время ещё никому не известных Moby Grape. Аллен Гинзберг также согласился принять участие в мероприятии и представить Прабхупаду концертной аудитории.

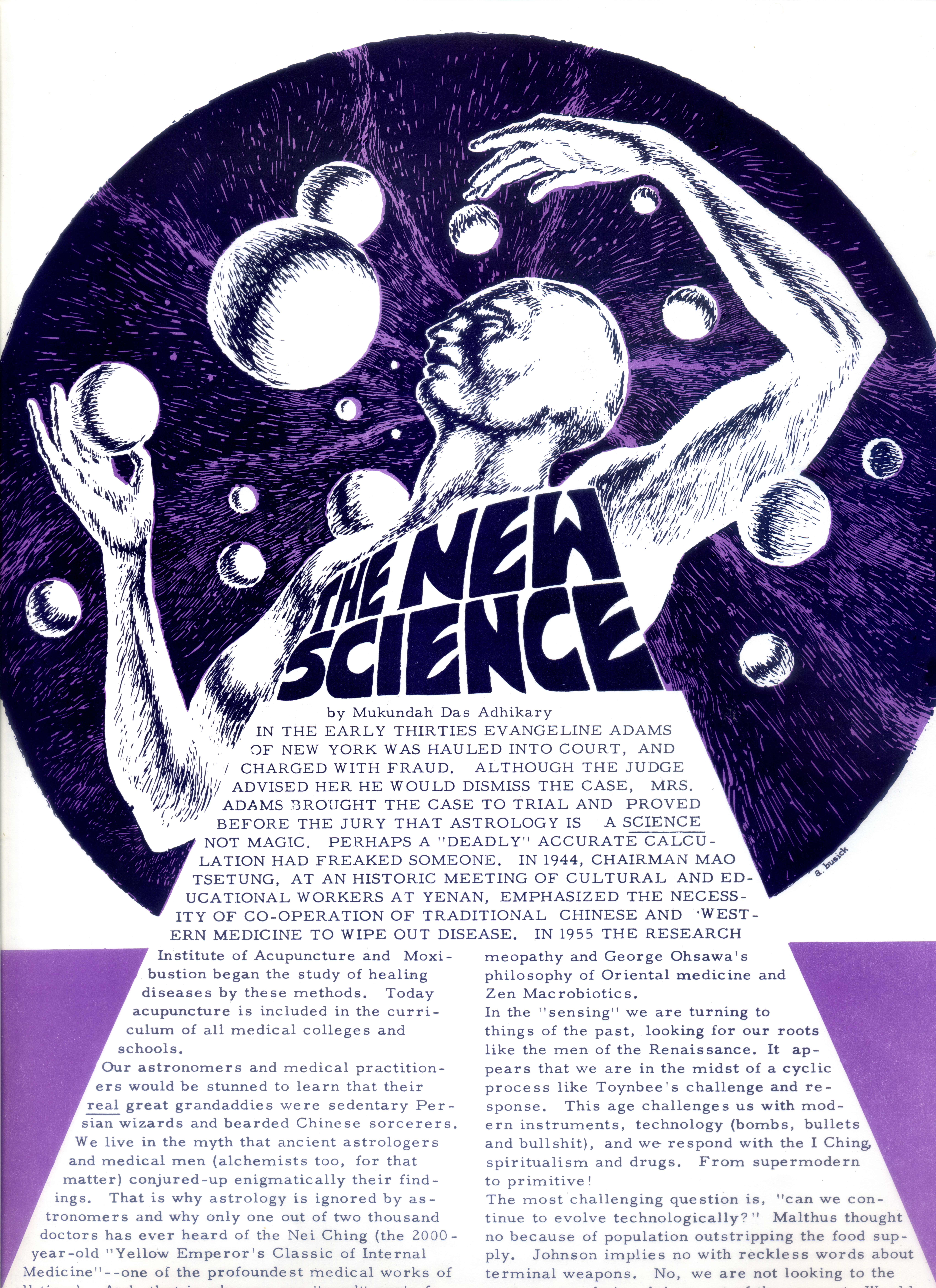
Статья Мукунды «Новая наука», опубликованная в San Francisco Oracle в январе 1967 года.

Для проведения концерта был избран танцевальный зал «Авалон». С целью пробудить интерес к предстоящему концерту среди хиппи Хейт-Эшбери, Мукунда опубликовал в популярной подпольной психоделической газете San Francisco Oracle статью под названием «Новая наука». В ней он убеждал читателей, что пропагандируемое Прабхупадой пение мантры «Харе Кришна» и танцы «более эффективны чем хатха или раджа-йога, или слушание Али Акбар Хана под воздействием ЛСД…»
Прабхупада прилетел в Сан-Франциско 17 января 1967 года. В аэропорту его ожидал яркий приём, организованный при содействии Аллена Гинзберга. Вместе с Гинзбергом, Мукундой и другими последователями, Прабхупаду встретила толпа из более 50 поющих «Харе Кришна» хиппи. Через несколько дней в San Francisco Chronicle вышла статья под заголовком «Свами в царстве хиппи — святой открывает в Сан-Франциско храм». Статья начиналась так: «Святой человек из Индии, которого его друг поэт-битник Аллен Гинзберг называет одним из наиболее консервативных представителей его религии, начал вчера свою миссионерскую деятельность в приюте сан-францисских хиппи».

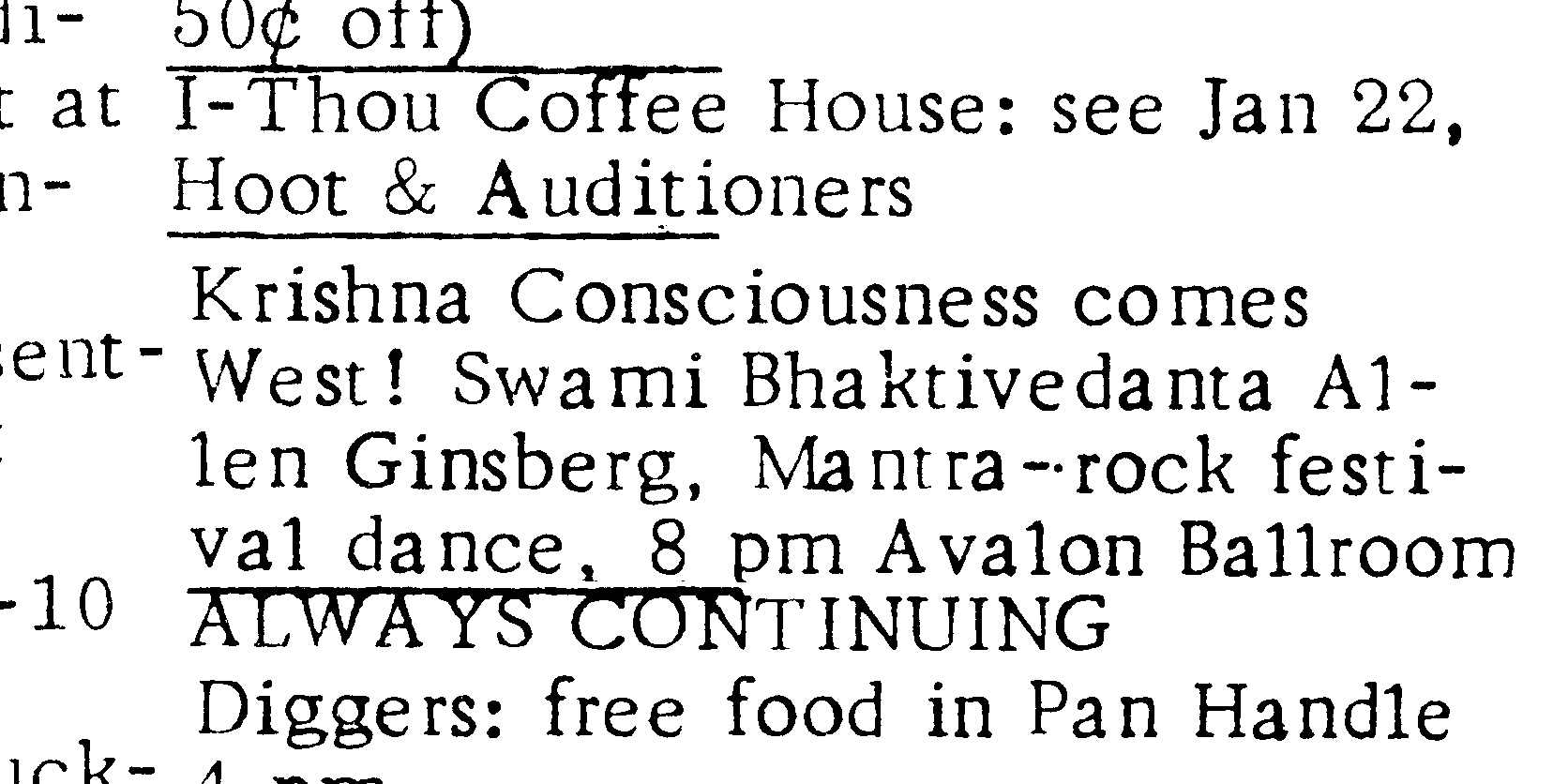
Объявление о Mantra-Rock Dance в San Francisco Oracle, январь 1967 года

Концерт состоялся в воскресный вечер, 29 января 1967 года. К 8 часам пришло более 3000 человек и «Авалон» оказался заполненным до отказа. Из знаменитостей на мероприятие пожаловали пионеры ЛСД Тимоти Лири и Оусли Стэнли.

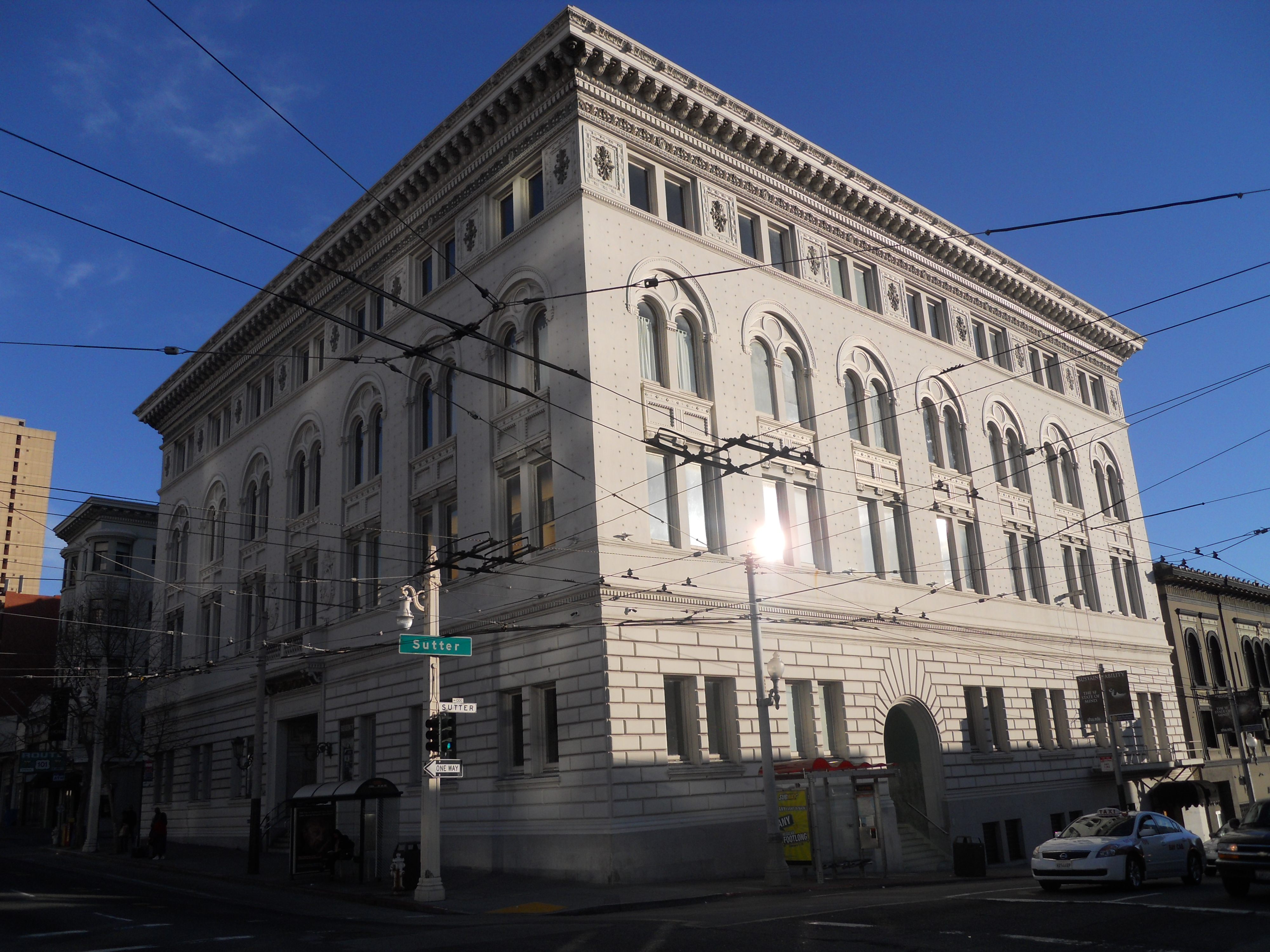
Танцевальный зал «Авалон» в 2011 году

Первыми на сцену вышли кришнаиты и запели «Харе Кришна» на индийский мотив. Мужчины были одеты в мантии мага Мерлина, а женщины — в сари. На сцене и во всех углах помещения курились благовония. Большинство присутствующих находилось под воздействием наркотиков, но несмотря на это в зале было спокойно. Кругом горели разноцветные огни, по потолку, стенам и полу двигались яркие цветные блики. На стены проектировались слайды с изображением Кришны и эпизодов из его жизни: «Кришна и Арджуна, мчащиеся на колеснице; Кришна, крадущий масло; Кришна, убивающий демона, который принял форму смерча; Кришна, играющий на флейте». Вслед за кришнаитами выступили Moby Grape.
Прибыв в «Авалон», Прабхупада, под аплодисменты и одобрительные выкрики собравшейся публики, взошёл на сцену и уселся рядом с Алленом Гинзбергом на специально приготовленную для него подушку. Гинзберг рассказал о своём опыте пения мантры «Харе Кришна» и представил Прабхупаду зрителям, поблагодарив престарелого свами за то, что тот оставил свою мирную и спокойную жизнь в Индии с целью принести мантру «Харе Кришна» туда, где её больше всего не хватало — в Нижний Ист-Сайд. «Тем, кто отходит от ЛСД, хочет стабилизировать своё сознание и приготовить его к новым „полётам“» Гинзберг порекомендовал «ранние утренние киртаны» в сан-францисском храме кришнаитов. Затем поэт передал слово Прабхупаде, который вкратце рассказал историю мантры «Харе Кришна» и предложил Гинзбергу спеть её со сцены. Попросив публику «просто погрузиться в звуковую вибрацию и умиротвориться», Гинзберг заиграл на фисгармонии и под аккомпанемент ситара, тамбуры и барабанов запел «Харе Кришна» на индийский мотив. Проектор высветил на стене текст мантры и 15-метровые изображения Кришны. Постепенно публика начала подпевать. Один из кришнаитов, в прошлом ударник, застучал на барабанах. Темп киртана нарастал и пение охватило весь зал. Прабхупада поднялся со своего сиденья, поднял руки и начал танцевать, жестом пригласив присутствующих присоединяться. Многие вскочили со своих мест, и, следуя примеру Прабхупады, пустились в пляс с поднятыми вверх руками. Участники Grateful Dead, Big Brother and the Holding Company и Moby Grape, заразившись всеобщим энтузиазмом, тоже заиграли на музыкальных инструментах. Прабхупада запел в микрофон и его усиленный мощными динамиками голос разнёсся по залу. Темп киртана становился всё быстрее и быстрее. Вскоре «уже почти нельзя было разобрать слов мантры, потонувшей в усиленной динамиками музыке и хоре из тысяч голосов». Пение продолжалось почти два часа. В завершении, все присутствующие пали ниц на пол (как это принято во время богослужений в кришнаитских храмах) и Прабхупада прочитал молитвы на санскрите. После того, как Прабхупада удалился, на сцене выступили Big Brother and the Holding Company с Дженис Джоплин.
Тимоти Лири впоследствии назвал Mantra-Rock Dance «красивой ночью», Аллен Гинзберг — «пиком духовного энтузиазма Хейт-Эшбери», а историк Роберт Эллвуд — «конечным „полётом“» эры хиппи.
Mantra-Rock Dance собрал 2000 долларов, которые пошли на помощь храму в Сан-Франциско. Благодаря концерту, многие узнали о существовании храма и начали посещать ежедневно проводимые в нём киртаны и лекции. Начался активный приток новых членов в ряды кришнаитов, преимущественно из числа хиппи и другой контркультурной молодёжи. Кришнаиты привлекали новую паству лозунгами вроде «Всё время оставайтесь в полёте. Откройте для себя вечное блаженство» (плакат с такой надписью висел под вывеской сан-францисского храма), и памфлетами, в которых содержался призыв «освятить движение за мир», приняв «формулу мира Свами Бхактиведанты» — «простой процесс воспевания святых имён Бога».
Бхактиведанта Свами в одночасье превратился в культового героя молодёжи Хейт-Эшбери, независимо от её отношения к философии и моральным принципам, которые он проповедовал. Практика пения «Харе Кришна» и танцев была в той или иной мере принята всеми слоями контркультуры (включая «Ангелов ада»), став для обитателей Хейт-Эшбери практической альтернативой наркотикам и своего рода объединяющим и умиротворяющим фактором в их хаотичной и эклектичной жизни. Популярность ИСККОН постепенно возрастала и вскоре поющие кришнаиты стали неотъемлемой особенностью сцены Хейт-Эшбери.
Бхактиведанта установил для поклонения в сан-францисском храме статуи божеств Джаганнатхи (пожалуй, наиболее абстрактной и необычной формы Бога в индуизме) и назвал свой новый храм «Нью Джаганнатха Пури». Джаганнатха сразу же стал «психоделическим хитом» среди обитателей Хейт-Эшбери. Как отмечает Ричард Брукс, Бхактиведанта понимал, что отдав поклонение храмовым божествам в руки неквалифицированных западных учеников, он навлечёт на себя критику в Индии, но несмотря на это пошёл на этот шаг. Он твёрдо верил в то, что это был «план Кришны» и молился о том, чтобы Кришна простил оскорбления своих юных последователей.
С начала 1967 года ИСККОН начал распространяться «со скоростью лесного пожара». Бхактиведанта давал посвящение всё большему количеству учеников (как монахам, так и семейным парам). Согласно установленным Бхактиведантой стандартам, новообращённые селились в ашрамах, где полностью посвящали себя миссии проповеди «сознания Кришны». По подсчётам одного из лидеров калифорнийских кришнаитов того времени, Джаянанды, за 1967—1968 годы в сан-францисском храме приняло монашеский образ жизни от 150 до 200 человек. Многим из них было суждено сыграть ключевую роль в экспансии ИСККОН в другие регионы США и Западную Европу. Когда «Лето любви» осталось позади и хиппи начали рассеиваться по всей стране, кришнаитские миссионеры последовали по их следам, открывая новые храмы в различных городах США и Канады. При этом, как отмечает Э. Б. Рочфорд, новые центры и храмы ИСККОН создавались в других городах США по образу и подобию сан-францисского храма.
В мае 1967 года, вскоре после возвращения в Нью-Йорк из Сан-Франциско, Бхактиведанта перенёс лёгкий сердечный приступ и был госпитализирован. Западные методы лечения вызвали у Бхактиведанты отторжение, и он уехал на лечение в Индию, во Вриндаван, чтобы пройти там курс реабилитации по Аюрведе и восстановить силы под воздействием тёплого и солнечного индийского климата. Бхактиведанта возвратился в Америку в декабре 1967 года и возобновил свою обычную деятельность. Он переводил священные тексты на английский, открывал новые храмы, давал посвящение новым ученикам. Позднее Бхактиведанта говорил, что настоящее рождение ИСККОН состоялось именно после его возвращения из Индии.
Пока Бхактиведанта был в Индии, мантра «Харе Кришна» продолжила своё триумфальное шествие по просторам Америки. В частности, её ритмичные звуки нашли отклик в сердцах тысяч демонстрантов, которые, под предводительством Аллена Гинзберга пели «Харе Кришна» во время марша на Пентагон в октябре 1967 года. Гинзберг и его сторонники надеялись с помощью пения мантры «поднять в воздух» здание Пентагона и изгнать оттуда «всех злых духов». Их надежды, однако, не оправдались: шествие было остановлено полицией до того, как его участники смогли проникнуть внутрь Пентагона.
Примерно с середины 1968 года последователи Бхактиведанты начали именовать своего учителя почтительным титулом «Прабхупада» (буквально «стопы учителя», также переводится как «тот, у чьих стоп сидят учители» или «тот, у чьих стоп сидят многие учители») — титулом, которым в гаудия-вайшнавизме исторически называли наиболее выдающихся духовных учителей. Со временем этот эпитет стал частью имени Бхактиведанты Свами. В след за последователями, Бхактиведанту Свами начали называть Прабхупадой многие учёные.

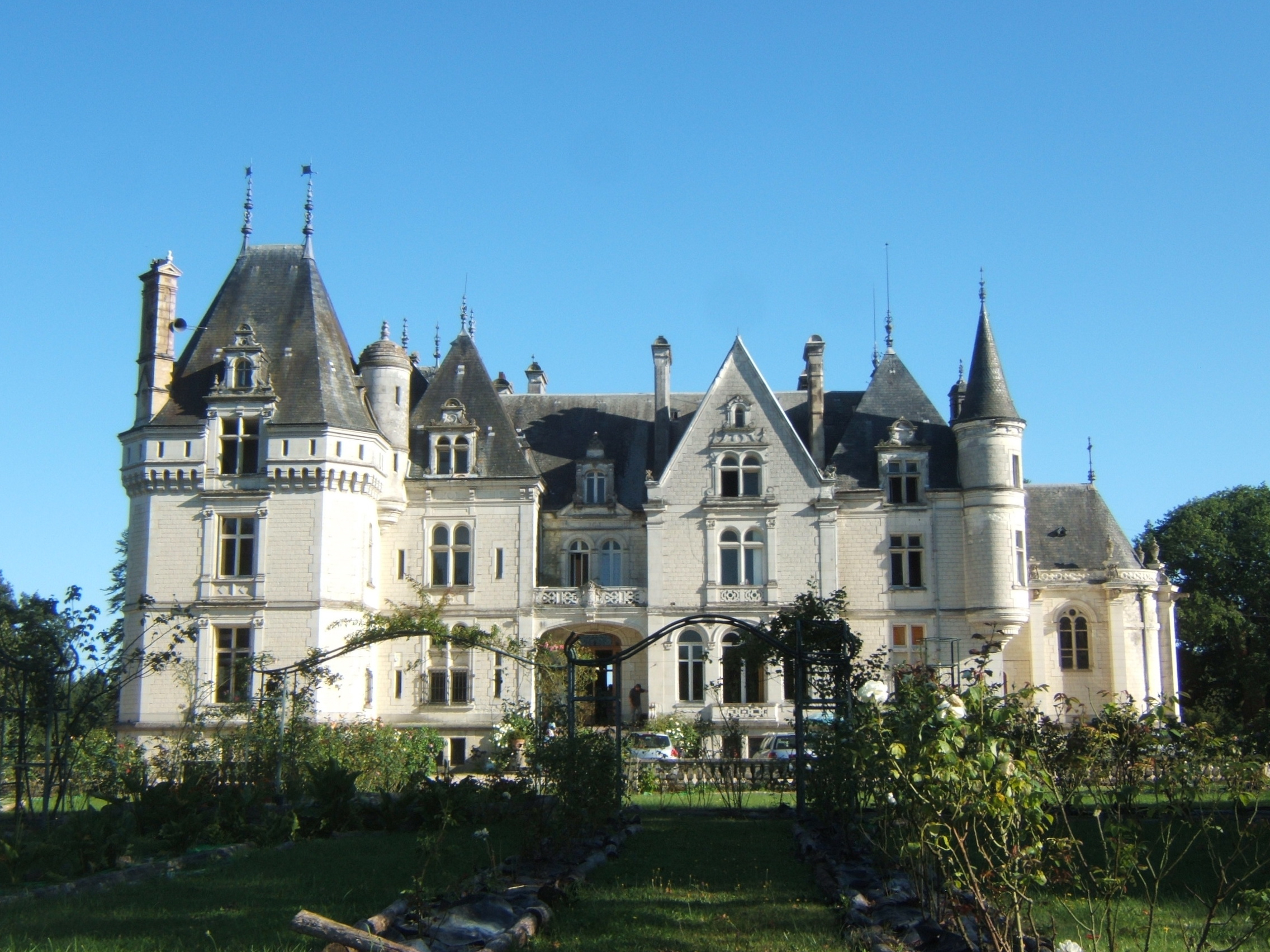
Новый Маяпур — один из первых, с 1975 года, храм с экопоселением ИСККОН (Люсе-ле-Маль, Франция).

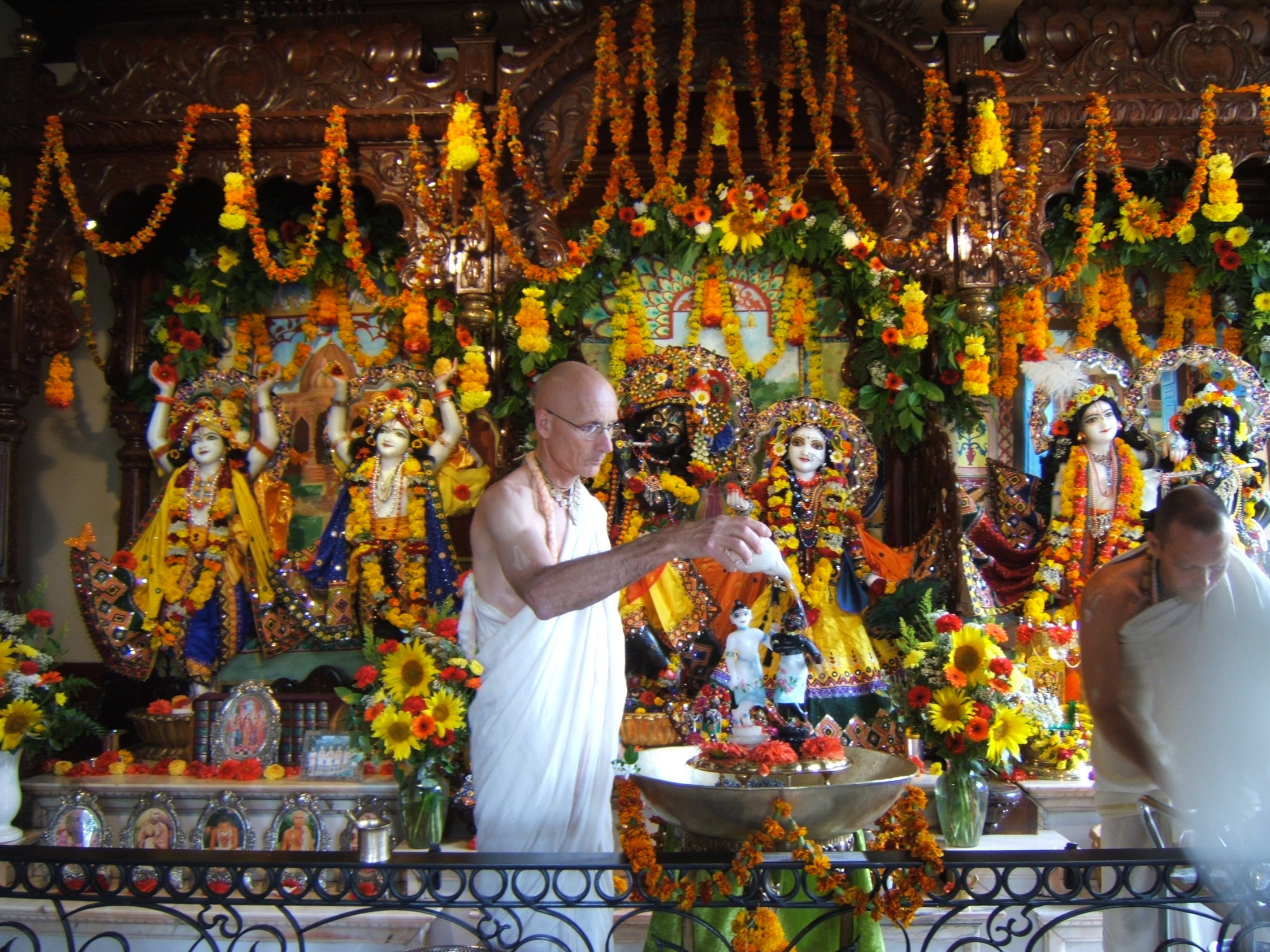
В Новом Маяпуре.

К концу 1960-х годов основанное Прабхупадой движение значительно расширилось географически: оно укрепилось в Америке и достигло со своей проповеднической миссией берегов Великобритании, а также Германию и Францию. Период конца 1960-х — начала 1970-х годов был периодом, в течение которого Прабхупада активно участвовал в жизни и развитии ИСККОН в качестве единоличного лидера. Под его чутким руководством ИСККОН превратился в международную организацию, бразды правления которой ачарья-основатель крепко держал в своих руках. К концу 1968 года у Прабхупады уже было около 50 инициированных учеников и 6 храмов в США. В период с марта 1969 по июнь 1971 года лидер кришнаитов активно путешествовал, духовно окормляя своих последователей и открывая новые храмы. За эти два года он побывал в Великобритании, ФРГ, Франции, СССР, Индии, Австралии, Малайзии и Африке. Благодаря его усилиям, ИСККОН распространился далеко за пределы США и Канады и превратился в «международный феномен». Этому миссионерскому успеху, в частности, способствовало преимущественно положительное освещение деятельности ИСККОН и её основателя в СМИ, где комментаторы с интересом описывали «красочное контркультурное новое религиозное движение». К началу 1970-х годов одетые в шафрановые костюмы и поющие мантру «Харе Кришна» последователи Прабхупады стали привычным зрелищем на улицах крупных американских городов. В 1971 году журналист Питер Роули писал в своей книге «Новые боги в Америке»:
Возможно, наиболее известной из американских новых религий является Движение «Харе Кришна». Группы бритоголовых кришнаитов, одетых в индийские костюмы и поющих в публичных местах, можно увидеть практически во всех крупных городах США. Они привлекли внимание телевидения и прессы, миллионы людей заметили их.
К концу 1971 года у Прабхупады уже было около 600 инициированных учеников и храмы в ряде крупных городов США, Канады и Европы (Лос-Анджелесе и Беркли; Бостоне, Сиэтле, Боулдере, Санта-Фе, Колумбусе и Буффало; а также в Ванкувере и Монреале в Канаде, в Лондоне, Париже и Гамбурге в Европе, в Токио в Японии).
После того, как ИСККОН укрепился в Америке, Прабхупада устремил свой взор в Европу. Особый интерес для него представлял Лондон, где в 1930-е годы безуспешно пытались проповедовать его старшие духовные братья, посланные в британскую столицу Бхактисиддхантой Сарасвати. Результаты проповеди эмиссаров Бхактисиддханты оставляли желать лучшего: всё, что им удалось, это сфотографироваться с членами королевской семьи и обратить в свою веру одну женщину-англичанку. Потерпев неудачу, ученики Бхактисиддханты пришли к заключению, что обращение в вайшнавизм западных людей не представлялось возможным. Может быть, рассуждали они, Чайтанья, предсказывая, что имена Кришны будут воспевать «в каждом городе и деревне», имел в виду лишь каждый город и деревню в Индии?
В 1968 году Прабхупада послал три семейные пары своих учеников в Лондон, где они очень скоро добились заметного успеха. Следуя наставлениям своего гуру, они, одевшись в традиционную индийскую одежду (дхоти и сари), начали регулярно петь «Харе Кришна» на улицах британской столицы. Столь экзотическое зрелище сразу же привлекло внимание британской прессы. В газетах вышли статьи под заголовками «Пение кришнаитов удивляет Лондон», «Счастье в Харе Кришна», и т. п. Обрадованный Прабхупада отметил, что его ученики-неофиты добились успеха там, где в своё время потерпели поражение его аскетичные и учёные духовные братья из Гаудия-матха. Теперь он с полной уверенностью мог сказать, что Чайтанья, делая свои предсказания, имел в виду каждый город и деревню в мире, а не только в Индии.
Прорыв в миссионерской деятельности учеников Прабхупады в Лондоне произошёл в декабре 1968 года, когда им удалось встретиться с участниками группы The Beatles. Оказалось, что Джордж Харрисон и Джон Леннон начали петь «Харе Кришна» ещё до встречи с ними, после того, как им в руки попал альбом Krishna Consciousness — пластинка с записью махамантры, изданная Прабхупадой и его учениками в Нью-Йорке. Леннон вскоре потерял интерес к «сознанию Кришны», в то время как Харрисон сделал пение «Харе Кришна» частью своей жизни и оказал значительную помощь последователям Прабхупады на этом трудном, раннем этапе зарождения и становления британского ИСККОН. В частности, Харрисон профинансировал часть расходов по открытию кришнаитского храма в Лондоне и выступил гарантом при аренде предназначенного под храм небольшого здания около Британского музея.
В августе 1969 года (в то время, когда «битлы» работали над альбомом Abbey Road) Харрисон спродюсировал для кришнаитов сингл «Hare Krishna Mantra» и издал его на лейбле Apple Records. Мантра была спета американскими учениками Прабхупады в Лондоне, объединившимися ради такого случая в музыкальный коллектив под названием The Radha Krishna Temple. По случаю выхода сингла Apple Corps. созвала пресс-конференцию, на которую пришло около сотни репортёров и фотографов. Харрисон рассказал собравшимся, что «Hare Krishna Mantra» была не поп-песней, а древней мантрой, пробуждающей духовное блаженство в сердцах людей, слушающих и повторяющих её. На следующий день «Hare Krishna Mantra» получила положительные отзывы в британской прессе и заполнила британский радиоэфир. За первый день было продано 70 тыс. экземпляров пластинки. Сингл поднялся до 11-й строчки британских чартов, что дало возможность ученикам Прабхупады дважды в прямом эфире исполнить свою мантру на популярном телешоу Top of the Pops. Пластинка имела большой успех также и в ФРГ, Голландии, Франции, Швеции, Югославии, ЮАР, Чехословакии и Японии. В результате, ученики Прабхупады оказались в центре общественного внимания: они раздавали автографы и позировали для фотографов. При содействии Харрисона, кришнаитский ансамбль пригласили выступить на рок-концертах, телешоу и в ночных клубах в ряде европейских стран. The Radha Krishna Temple спели с Джо Кокером, выступили с Deep Purple в Амстердаме и с Moody Blues в Шеффилде, приняли участие в музыкальном фестивале Midnight Sun в Стокгольме и даже спели махамантру в легендарном Star-Club в Гамбурге, где начали свою карьеру The Beatles. На этом музыкальное сотрудничество кришнаитов с Джорджем Харрисоном не завершилось: в следующем, 1970 году, «тихий битл» выступил продюсером другого хит-сингла, «Govinda», а в мае 1971 года — альбома The Radha Krsna Temple. В результате
фраза «Харе Кришна» постоянно звучала на радио и телевидении, лилась из динамиков в клубах и ресторанах, появлялась на страницах газет и журналов, в фильмах и комедийных представлениях. Другие музыкальные коллективы включили её в свои альбомы и концерты.
Сцена с махамантрой присутствовала в популярном бродвейском психоделическом мюзикле «Волосы», который вышел вскоре после возвращения The Beatles из Индии и впоследствии был описан историком Артуром Марвиком как «основной культурный артефакт» 1960-х годов. Английская версия мюзикла играла в лондонском театре «Шефтсбери» и содержала в себе бонус в виде кришнаитов, в конце каждого представления выходивших на сцену и певших «Харе Кришна».
С сентября по декабрь 1969 года Прабхупада посетил Лондон, где, по приглашению Джона Леннона и Йоко Оно, остановился в их имении Титтенхёрст. Там он давал лекции для группы своих учеников и общался с Ленноном, Йоко Оно и Харрисоном. За время своего пребывания в Англии Прабхупада провёл церемонию инаугурации лондонского храма Радхи-Кришны, дал несколько интервью британским газетам, выступил с лекцией в Камденской городской ратуше и с серией из двенадцати лекций в Конуэй-холле.
В ноябре 1970 года Джордж Харрисон (начавший к тому времени серьёзно практиковать «сознание Кришны») сделал ещё один значительный вклад в популяризацию на Западе мантры «Харе Кришна» и, соответственно, ИСККОН: он издал свой легендарный альбом All Things Must Pass, некоторые из песен на котором были написаны под влиянием философии «сознания Кришны». Первый сингл из этого альбома, «My Sweet Lord», Харрисон записал вместе с Ринго Старром и Эриком Клэптоном. Песня была посвящена Кришне и содержала мантру «Харе Кришна» в хоровом исполнении. Сингл быстро достиг вершин хит-парадов по обе стороны Атлантического океана, и по сей день остаётся самым успешным релизом в сольной карьере не только Харрисона, но и других «битлов». По мнению биографа Харрисона Джошуа Грина, написав и выпустив эту песню Харрисон помог исполниться пророчеству Чайтаньи (1486—1534) о том, что мантру «Харе Кришна» услышат во всех городах и деревнях мира.
Две песни со следующего альбома Харрисона, Living in the Material World (1973), также были написаны под влиянием философских идей гаудия-вайшнавизма и личного общения музыканта с Прабхупадой. Это была заглавная композиция альбома, «Living in the Material World», и песня «The Lord Loves the One (That Loves the Lord)».
В 1970 году Харрисон пожертвовал 19 000 долларов на издание первого тома трёхтомной трилогии «Кришна, Верховная Личность Бога» — книги о жизни Кришны, написанной Прабхупадой на основе 10-й песни «Бхагавата-пураны». Пожалуй, самую значительную материальную помощь Харрисон оказал кришнаитам в 1973 году, подарив им Пигготс-мэнор — имение в 30 км от Лондона, которое кришнаиты переоборудовали под сельский ашрам и переименовали в честь Прабхупады в Бхактиведанта-мэнор. В последующие годы, во время своих визитов в Великобританию Прабхупада любил останавливаться в мэноре. Харрисон до самой смерти продолжал поддерживать близкие связи с ИСККОН, что нашло отражение в его музыке и помогло движению кришнаитов найти более широкое признание на Западе.
Добившись существенного успеха на Западе, Прабхупада устремил свой взор к берегам Индийского субконтинента. Теперь он был готов претворить в жизнь вторую часть своего глобального видения: принести своё движение назад в Индию во всей его силе и привлечь сердца своих земляков феноменом успеха проповеди индуизма на Западе. Он надеялся, что это поможет вернуть Индию к её «изначальному религиозному сознанию».
«Возвращение» ИСККОН на свою духовную родину началось осенью 1970 года, когда Прабхупада отправился в Индию с планами построить монументальные храмовые комплексы в Бомбее, Вриндаване и Маяпуре в Бенгалии (месте рождения Чайтаньи), и с целью положить начало новому этапу в истории ИСККОН. В результате начался процесс взаимодействия ИСККОН с гаудия-вайшнавской традицией на её родной земле.
Прабхупада прибыл в Калькутту с группой из десяти американских учеников-санньясинов (к которым чуть позднее присоединилась ещё одна, специально подобранная группа западных кришнаитов) и отправился с ними в миссионерский тур по Индии. Индия к тому времени окончательно взяла курс на европеизацию и стремилась во всём подражать Западу. Поэтому появление на индийской земле американских и европейских кришнаитов, отвергнувших западный материализм и с энтузиазмом принявших индуистскую культуру и религию, стало настоящей сенсацией и посеяло там «семя истинного духовного возрождения».
Окрылённый успехом проповеди у себя на родине, осенью 1971 года Прабхупада отправился во второй проповеднический тур по Индии, на этот раз в сопровождении группы из около 50 своих учеников. По прибытии в Индию Прабхупада и его энтураж начали «брать штурмом» индийские города. Например, во Вриндаване Прабхупаду ожидал официальный приём с участием известных горожан. Выступая с речью перед собравшейся толпой, основатель ИСККОН напрямую заявил, что местные жители должны не колеблясь принять его западных учеников как истинных вайшнавов.
Как отмечает Т. Д. Хопкинс, возвращение ИСККОН в Индию было значимым событием, которое вдохнуло в гаудия-вайшнавизм новую жизнь. Религиозное возрождение такого рода имело исторические прецеденты: миссионеры покидали свою родину, привлекали значительное число последователей и возвращались в свою общину, возрождая и обновляя её.

### История ИСККОН после смерти Прабхупады

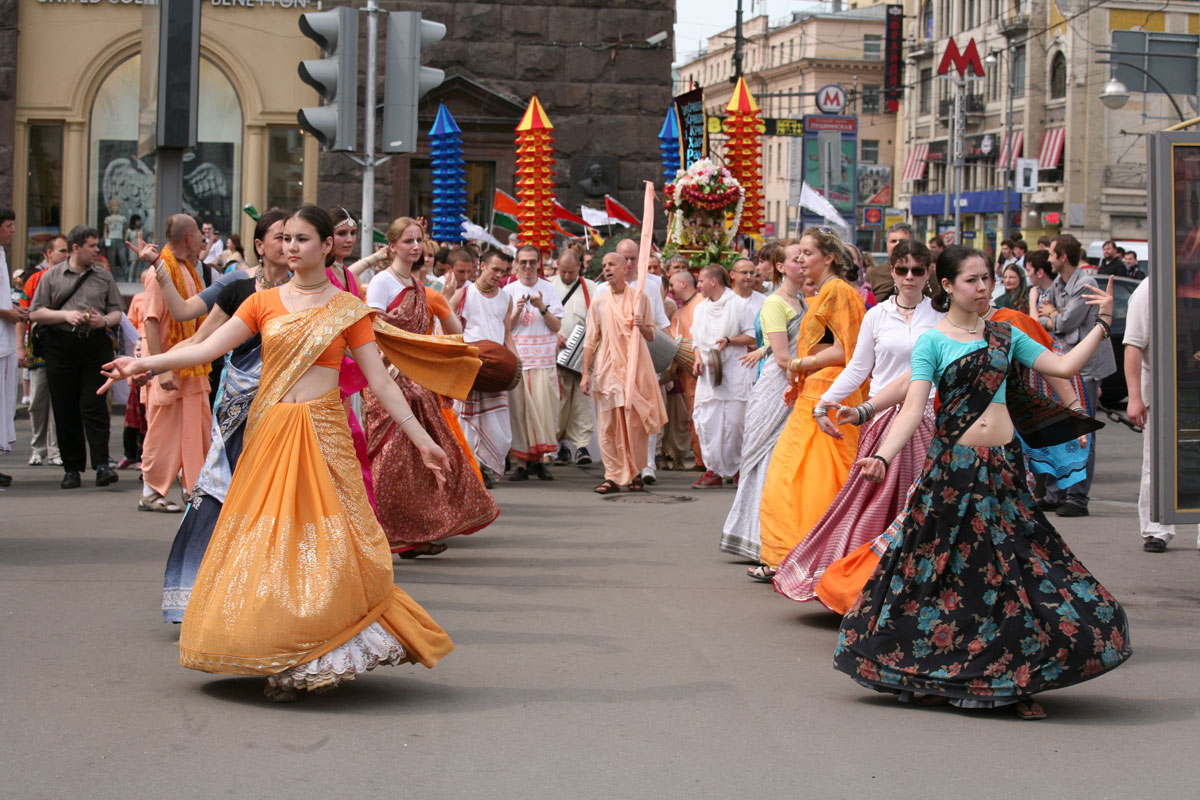
Кришнаиты совместно воспевают мантру «Харе Кришна» на улицах Москвы.

В 1970 году Прабхупада сформировал Руководящий совет ИСККОН и незадолго до своей смерти полностью передал бразды правления в руки его членов. Несмотря на предпринятые Прабхупадой меры, его смерть в ноябре 1977 года вызвала в ИСККОН острый кризис власти, который сильно дестабилизировал положение внутри организации и стал поворотным пунктом в её развитии. «Постхаризматичные» проблемы были, в частности, вызваны тем, что (подобно другим харизматичным религиозным лидерам) Прабхупада не оставил своим ученикам точных и ясных наставлений о том, кто и как должен управлять движением после того, как он «оставит своё тело».
К 1977 году «всемирная конфедерация кришнаитов располагала более ста ашрамами, школами, храмами, институтами и сельскохозяйственными коммунами». Летом 1977 года, будучи уже тяжело больным, Прабхупада назначил 11 своих старших учеников в качестве ритвик-гуру, поручив им от своего имени проводить обряды инициации. После смерти Прабхупады, эти 11 учеников начали выполнять роль обыкновенных гуру, предлагая дикшу (инициацию) всем, кто принимал их в качестве духовного учителя. При этом они начали рассматривать себя как духовных преемников Прабхупады и требовать по отношению к себе такого же уважения и поклонения. Мир был поделён на 11 зон, во главе каждой из которых стал один из гуру, взяв в свои руки всю полноту «политической, экономической и духовной власти». На территории своей зоны гуру имел эксклюзивное право проповедовать, инициировать новых учеников и руководить деятельностью храмов. Как отмечает Э. Б. Рочфорд, каждый из 11 гуру де-факто возглавил у себя в зоне своё независимое движение. Эта система получила название «системы зональных ачарьев» и просуществовала более 10 лет. Её создание привело к конфликту между бюрократической властью Руководящего совета и харизматичной властью «инициирующих гуру». Масло в огонь подливало поведение некоторых из 11 избранников: они состязались между собой в силе и влиянии, и в то же время вели жизнь, не соответствовавшую моральным и духовным стандартам, установленным в руководимом ими движении. В результате ИСККОН сотрясла серия громких скандалов, в которые оказались замешаны большинство из 11 избранников Прабхупады. Многие старшие члены движения, считая, что Прабхупада на самом деле никогда не назначал этих 11 гуру своими преемниками, отказались признавать их легитимность и покинули ряды движения. В результате, ИСККОН оказался на грани раскола, а его миссия по распространению «сознания Кришны» на Западе — под угрозой срыва.
ИСККОН смог справиться с возникшими трудностями с помощью серии реформ и преобразований. В 1986 году внутри ИСККОН началось реформаторское движение, которое добилось от Руководящего совета проведения реформ института гуру. В результате, система «зональных ачарьев» была упразднена, а количество гуру резко возросло: от 30 до 60 в 1990 году и до 80 в 1993 году. По данным на 2005 год в ИСККОН было более 80 гуру.
Как отмечает религиовед и один из лидеров-реформаторов ИСККОН Уильям Дедуайлер: «Через борьбу и трудности, ИСККОН был вынужден осознать свою ограниченность, и, на институциональном уровне, создать структуры самокритики и самоисправления». Юджин Галлахер, в свою очередь, полагает, что тот факт, что первые «послепрабхупадовские» годы в ИСККОН были омрачены злоупотреблениями властью, сыграл на руку приверженцам антикультового движения, постулировавшим, что лидеры «сект» были мошенниками и эксплуататорами. Только в случае с ИСККОН «мошенником» был не сам Прабхупада, а первое поколение его духовных «наследников», на плечах которых и лежит ответственность за проблемы в ИСККОН.

### История ИСККОН в СССР и России: 1970-е — 2000-е годы
Начало истории ИСККОН в СССР положил визит Бхактиведанты Свами Прабхупады в Москву, состоявшийся в период с 20 по 25 июня 1971 года. Как гуру кришнаитов приехал в СССР доподлинно неизвестно. Возможно, что визит состоялся по приглашению Посольства Индии в Москве.
Прабхупада прилетел в Москву из Индии в сопровождении двух своих учеников (Шьямасундары и Аравинды) и остановился в гостинице «Националь». Бо́льшую часть времени Прабхупада оставался в своём номере, занимаясь переводом на английский «Бхагавата-пураны», повторением мантры «Харе Кришна» на чётках и диктовкой писем. По утрам он совершал прогулки по центру Москвы. Увидев однажды очередь, выстроившуюся к Мавзолею Ленина, Прабхупада сказал одному из своих учеников: «Ты только посмотри, вот их Бог. Люди не понимают разницы между телом и душой и принимают тело за саму личность».
За 5 дней пребывания в Москве Прабхупаде удалось лично пообщаться лишь с двумя советскими гражданами: заведующим отдела Индии и Южной Азии Института востоковедения АН СССР Григорием Григорьевичем Котовским (сыном героя Гражданской войны Григория Ивановича Котовского) и 23-летним москвичом Анатолием Пиняевым. Котовский встретился с Прабхупадой по просьбе сотрудника Посольства Индии в Москве. 22 июня он принял основателя ИСККОН и его учеников у себя в кабинете, располагавшемся в здании Института востоковедения в Армянском переулке. В продолжавшейся около часа беседе (которую, без ведома Котовского, Шьямасундара записал на диктофон), Прабхупада рассказал учёному-атеисту о ценности вайшнавского вероучения для советских людей и отметил, что в священных текстах индуизма «Бхагавадгите» и «Бхагавата-пуране» «содержатся идеи, перекликающиеся с социалистическими и коммунистическими идеалами». Как впоследствии вспоминал Котовский, его беседа с Прабхупадой «была довольно длительной и весьма интересной и охватывала широкий круг религиозно-философских и историко-культурных проблем». Котовский высоко оценил Прабхупаду как «блестящего знатока многих древнеиндийских текстов, в особенности „Бхагавад-гиты“ и „Бхагавата-пураны“, свободно цитировавшего из них по памяти и в совершенстве владевшего санскритом».
Анатолия Пиняева, которому суждено было стать первым советским кришнаитом, на встречу с Прабхупадой привёл его знакомый Нараяна — сын индийского дипломата, устроившего приезд Прабхупады в Москву. Пиняев проявил огромный интерес к гаудия-вайшнавизму, в связи с чем Прабхупада впоследствии привёл цветистое восточное сравнение: подобно повару, который по одному зёрнышку риса определяет готовность целого блюда, так и по тому, с каким энтузиазмом Пиняев принял сознание Кришны, он, Прабхупада, понял, что «к тому же готовы и миллионы других русских». Прабхупада нашёл в СССР благодатную почву для проповеди гаудия-вайшнавизма. Он пришёл к выводу, что русские были восприимчивы к вайшнавским идеям и, в отличие от западных людей, не были «испорчены чувственными удовольствиями».
Анатолий Пиняев «оправдал надежды учителя», став верным приверженцем ИСККОН и его активным пропагандистом. В последовавшие за отъездом Прабхупады 10 лет он много разъезжал по территории СССР, распространяя вайшнавское вероучение. В 1973 году Пиняев заочно получил от Прабхупады духовное посвящение и имя на санскрите «Ананта Шанти Дас». По словам православного миссионера Олега Стеняева, лично знавшего Пиняева, это был «образованный и начитанный» юноша, владевший иностранными языками и обладавший «поразительной энергией», которую он всецело направил на миссионерскую деятельность. Как свидетельствует Стеняев, Пиняев проповедовал в вузах, в библиотеках и в других общественных заведениях, рассказывал о Кришне монахам в православных монастырях и даже распространял «Бхагавад-гиту как она есть» воспитанникам Московской духовной семинарии.
Проповедь Пиняева имела успех, в особенности среди людей, интересовавшихся индийской культурой, религией и философией. Выходцами именно из этой среды были первые советские кришнаиты, обращённые в новую веру благодаря усилиям Пиняева. Кришнаитские общины в те годы возникали на основе секций йоги, групп здоровья и даже кружков по изучению биополей. Постепенно среди советских последователей Кришны выделилось несколько искусных проповедников, с увлечением занимавшихся миссионерской работой. Они духовно окормляли кришнаитские группы внутри страны и поддерживали связи с зарубежными единоверцами. К 1980 году по необъятным просторам Советского Союза разъезжало уже несколько кришнаитских проповеднических групп. Они устраивали религиозные собрания, на которых давали лекции по священным вайшнавским текстам, воспевали мантры, готовили освящённую вегетарианскую пищу (прасад), показывали фильмы и слайды об Индии и гаудия-вайшнавизме. Как позднее вспоминал один из очевидцев событий тех лет, для участия в своих программах кришнаиты приглашали «всех подряд», часто просто случайных людей с улицы. Собрания проводились как на частных квартирах, так и, для привлечения более широкой аудитории, в помещениях различных общественных организаций. По данным КГБ, к 1980 году такие массовые проповеднические программы (с участием до 100 человек) были проведены в Москве, Киеве, Вильнюсе и Риге. Согласно Сергею Иваненко, к 1980 году сплочённые группы кришнаитов сложились в Москве, Риге, Таллине и Каунасе, а неорганизованные группы — в Ленинграде, Красноярске, Свердловске и некоторых других городах. В 1979 году кришнаиты появились в Украинской ССР, где одним из первых проповедников стал уроженец Днепропетровска Валентин Ярощук.
В 1970-е годы советских кришнаитов регулярно навещали западные единоверцы, приезжавшие в СССР под видом туристов. Они привозили с собой кришнаитскую литературу, фильмы, диапозитивы, ритуальную одежду (дхоти, курты и сари), обучали советских последователей Кришны азам миссионерской деятельности. В те годы миссионерством за «железным занавесом» занималось несколько учеников Прабхупады, в том числе американец итальянского происхождения Харикеша Свами (Роберт Кампаньола), которому суждено было сыграть центральную роль в становлении ИСККОН в СССР. В 1976 году Прабхупада назначил Харикешу членом Руководящего совета ИСККОН, поручив ему курировать проповедническую деятельность в СССР и других странах Восточной Европы. После смерти Прабхупады в 1977 году, Харикеша стал одним из его 11 духовных преемников. Гуру-преемники разделили весь мир на «зоны влияния», в каждой из которых один из них получил эксклюзивное право принимать новых учеников. Часть Европы, включая СССР, отошла в зону влияния Харикеши, который в конце 1970-х годов несколько раз приезжал в Советский Союз. Во время миссионерских визитов Харикеши за «железный занавес», его, как правило, сопровождали другие кришнаиты, в частности американец польского происхождения Киртираджа (Дэвид Якупко), который в 1979 году был назначен региональным секретарём (вице-президентом) ИСККОН в СССР. Советские кришнаиты организовывали религиозные собрания с участием «западных эмиссаров», на которых Харикеша давал лекции, проводил киртаны и церемонии инициации новых учеников. КГБ знало о деятельности кришнаитов, но до поры до времени не трогало их, возможно из-за того, что движение кришнаитов в СССР было крайне малочисленным.
Мощный толчок распространению кришнаизма в СССР дала 2-я Московская международная книжная выставка-ярмарка 1979 года, на которой имелся стенд кришнаитского издательства «Бхактиведанта Бук Траст». В роли официального переводчика «Бхактиведанта Бук Траст» на ярмарке выступил Анатолий Пиняев. Стенд кришнаитов вызвал огромный интерес публики и позволил тысячам советских людей ознакомиться с кришнаитской литературой.
Регулярное чтение советских журналов и газет создаёт впечатление, что советская идеология сегодня уже не представляет собой того монолита марксистско-ленинского вульгарного материализма, каким она была при Сталине и в течение первых десятилетий после смерти Сталина. Однако если советские идеологические начальники могут даже поощрять влияние на их современников консервативных русских религиозных мыслителей прошлого, если они более или менее терпят интерес интеллигенции к т. н. «идеалистической философии» западного происхождения, то их терпение иссякает, когда дело доходит до религиозных движений, чьё явление на русской почве для них непонятно и психологически необъяснимо. Изуверские репрессии русских последователей общества Сознания Кришны являются достойной иллюстрацией нетерпимости тех, кто в конечном итоге определяет карательную политику этого режима.
До конца 1980-х годов ИСККОН в СССР развивался в условиях подполья, а с начала 1980-х годов — также и в условиях гонений со стороны КГБ и государства. Появление независимого движения кришнаитов, без одобрения сверху, не могло не привлечь внимание советских властей. Вайшнавизм не имел исторических корней на территории СССР и не мог быть отождествлён ни с одним из известных в стране религиозных течений, что вызвало со стороны органов власти насторожённость по отношению к кришнаитам и попытку пресечь их деятельность. Советский режим воспринял кришнаитов как своих идеологических противников. Для КПСС и КГБ, ИСККОН и другие новые религиозные движения были «идеологической диверсией мирового империализма и западных спецслужб».
Массовые репрессии начались в 1982 году и продолжались до 1987 года. В этот период преследования кришнаитов было «чуть ли не обычным явлением» — из разных уголков СССР регулярно поступали сообщения об арестах и судах. Пик репрессий пришёлся на 1984—1986 годы — период, в который, по данным Джона Андерсона, советские власти отправили в лагеря и психбольницы 49 кришнаитов. Судебные процессы над кришнаитами прошли в ряде республик СССР и получили освещение в главных республиканских изданиях: «Советская Эстония», «Советская Киргизия», «Правда Украины», «Комсомольское знамя Украины» и др. Дела кришнаитов раздувались органами госбезопасности до «жутких размеров». Предъявляемые кришнаитам обвинения в основном сводились к причинению вреда здоровью граждан под видом соблюдения религиозных обрядов. Под причинением вреда здоровью граждан подразумевалось побуждение их к вегетарианству и пению мантр.
Большинство кришнаитов были осуждены по части 1 ст. 227 УК РСФСР — «Организация или руководство группой, деятельность которой, проводимая под видом проповедования религиозных вероучений и исполнения религиозных обрядов, сопряжена с причинением вреда здоровью граждан или с иными посягательствами на личность или права граждан, либо с побуждением граждан к отказу от общественной деятельности или исполнения религиозных гражданских обязанностей, а равно с вовлечением в эту группу несовершеннолетних». Некоторых судили по ч. 2 той же статьи — «Активное участие в деятельности группы, указанной в части первой настоящей статьи, а равно систематическая пропаганда, направленная к совершению указанных в ней деяний». Часть 1 названной статьи предусматривала наказание в виде «лишения свободы на срок до пяти лет, или ссылкой на тот же срок с конфискацией имущества, или без таковой», часть 2-я — «лишение свободы до трёх лет, или ссылкой на тот же срок, или исправительными работами на срок до одного года». Также были случаи, когда кришнаитов привлекали к ответственности по статьям 198-й и 209-й УК РСФСР («нарушение паспортного режима», «тунеядство», «бродяжничество»). Не попавшие под суд последователи Кришны подвергались общественному давлению: у них забирали паспорта, их вызывали в суд, увольняли с работы и не принимали на новую работу.
В советской прессе кришнаизм представлялся как разновидность душевной болезни. Для того, чтобы «вернуть к нормальной жизни» советских граждан, попавших под «тлетворное влияние реакционной секты кришнаитов», советские власти использовали карательную психиатрию. Десятки советских последователей Кришны были признаны «невменяемыми» и отправлены на принудительное лечение в специальные психиатрические больницы.
На домах у кришнаитов производились обыски, имущество уличённых в поклонении Кришне конфисковывалось в пользу государства. Часто для доказательства вины применялись угрозы, шантаж и пытки. Заключённых в тюрьмы и лагеря кришнаитов (как известно, вегетарианцев) насильно заставляли есть мясо, принуждали отречься от своей веры. Им отказывали в вегетарианской пище, не позволяли получать деньги и посылки от друзей и родственников. В результате недоедания у многих заключённых развился туберкулёз и другие тяжёлые болезни. Из-за невыносимых условий содержания несколько кришнаитов погибли в застенках тюрем, лагерей и психбольниц. В общей сложности было репрессировано более 50 кришнаитов. В это число входят верующие, отбывшие тюремные сроки или принудительно помещённые в психиатрические лечебницы. Несмотря на систематические преследования, число кришнаитов в СССР устойчиво росло.
Джон Андерсон в своей монографии «Религия, государство и политика в Советском Союзе и его государствах-наследниках» (1994) отмечает, что с приходом перестройки и гласности, тогдашний председатель Совета по делам религий при Совете министров СССР Константин Харчев взял решительный курс на защиту прав верующих в СССР. В частности, он начал проводить работу по «выявлению и нейтрализации роли КГБ и ЦК КПСС» в регулировании религиозной жизни в СССР и одобрил идею легализации кришнаитов и униатов. Это вызвало недовольство КГБ и многих высокопоставленных партийных функционеров, в особенности члена Политбюро ЦК КПСС Егора Лигачёва, секретаря ЦК КПСС Вадима Медведева и заведующего Идеологическим отделом ЦК КПСС Александра Капто. Камнем преткновения стал вопрос о том, насколько далеко должна была зайти либерализация в сфере религиозной политики в СССР. Андерсон отмечает, что не последнюю роль в конфликте Харчева с ЦК КПСС сыграл вопрос о регистрации московской общины кришнаитов. Об этом свидетельствовал и сам Харчев — в интервью Александру Нежному в журнале «Огонёк» (№ 44 за 1989 год).
Несмотря на противодействие со стороны высокопоставленных аппаратчиков, 20 мая 1988 года Совет по делам религий зарегистрировал Московское общество сознания Кришны как религиозное объединение. Тем самым, ИСККОН стал первой «новой» религиозной конфессией, зарегистрированной в СССР за всё время советской власти. Как отметила в 1992 году обозреватель Радио «Свобода» Оксана Антич, официальное признание ИСККОН в СССР стало плодом «страданий и моральной целостности кришнаитов». Вместе с регистрацией, кришнаиты получили разрешение на строительство храма и ввоз в СССР религиозной литературы.
Регистрации предшествовало долгое и детальное исследование истории, основ вероучения, тенденций развития ИСККОН, а также самих кришнаитов. ИСККОН подвергся тщательной проверке, были подробно изучены различные аспекты гаудия-вайшнавской традиции. Работа в этом направлении началась в августе 1987 года, после поступления в Совет по делам религий заявления на регистрацию московской общины ИСККОН и приложенного к нему списка из 20 кришнаитов. Информацию о вероучении и социальных особенностях гаудия-вайшнавизма эксперты из Совета поначалу почерпнули из ангажированных материалов советской прессы и прошедших ранее судебных процессов. В результате был сделан вывод о невозможности регистрации, после чего эксперты пошли на прямой контакт с кришнаитами, который разрушил имевшиеся у них негативные стереотипы.
По заказу Совета по делам религий ряд профильных НИИ и институтов провели 7 экспертиз. Положительные заключения по вопросу целесообразности регистрации ИСККОН в СССР были получены от Института питания АН СССР; Института Востоковедения АН СССР; Кафедры истории религии и религиоведения Философского факультета МГУ им. М. В. Ломоносова; Центра по изучению психического здоровья населения АН СССР; Института философии АН СССР; Института США и Канады; Института научного атеизма Академии общественных наук при ЦК КПСС; Института этнологии и этнографии АН СССР, а также КГБ.
В результате проведённых исследований Совет по делам религии пришёл к выводу, что приверженцы ИСККОН были последователями гаудия-вайшнавизма — одного из направлений индуизма, который наиболее широко распространён в Восточной Индии. ИСККОН был основан Прабхупадой с целью проповеди гаудия-вайшнавизма. До Прабхупады гаудия-вайшнавизм был распространён только в Индии, Прабхупада же «расширил границы проповеднической деятельности» и перенёс эту религиозную традицию за пределы Индийского субконтинента. При этом он адаптировал гаудия-вайшнавизм к новым условиям, в какой-то мере модернизировав его. ИСККОН быстро приобрёл популярность, в основном благодаря тому, что Прабхупада «удачно использовал стихийный протест многих людей против буржуазной идеологии, морали, культуры, испытывавших в 60-е годы серьёзный кризис, против стяжательства, корыстолюбия капиталистического общества, противопоставив им идеал „высшей духовности“, стремление к истине и чистоте». Совет по делам религий заключил, что вероучение гаудия-вайшнавизма «ориентировано на духовное совершенствование, самореализацию собственного „я“, слияние с чистым божественным миром». Исследования Совета не подтвердили один из наиболее распространённых в те годы мифов о том, что в ИСККОН якобы существует бездумная подчинённость верующих своим гуру.
Официальная регистрация московской общины привела к «изменению общего психологического климата» в кришнаитских общинах, как в разных регионах СССР, так и в других странах. Весной 1989 года властями была зарегистрирована община ИСККОН в Риге, в конце того же года — в Вильнюсе, в 1990 году — в Каунасе, Сухуми и Ленинграде. Одной из первых стран социалистического лагеря, последовавших примеру СССР, стала Польша, где ИСККОН получил официальную регистрацию 22 июля 1988 года. Вскоре примеру Польши последовала Венгрия и другие страны Восточной Европы.
В начале 1989 года советским кришнаитам впервые позволили выехать за рубеж. Группа из 59 советских последователей Кришны (49 мужчин и 10 женщин) на несколько недель отправилась в паломничество в Индию. 22 февраля 1989 года советские верующие провели марш по улицам Калькутты. В руках они несли транспарант с надписью «Спасибо Горбачёву, спасибо гласности». В тот же день состоялась пресс-конференция, на которой Ольга Киселёва рассказала об успехах ИСККОН в СССР. В Дели советских кришнаитов принял премьер-министр Индии Раджив Ганди.
В апреле 1992 года был зарегистрирован «Центр обществ сознания Кришны в России» (ЦОСКР) — объединение кришнаитских храмов и центров в крупных городах России. С регистрацией ЦОСКР произошло оформление организационной структуры российского ИСККОН в качестве общероссийской централизованной организации. На правах ассоциированных членов ЦОСКР также объединял кришнаитские общины Белоруссии, Украины, Казахстана, Узбекистана, Туркменистана, Грузии и Армении.
После выхода из подполья кришнаиты активно занялись миссионерской работой. В 1991 году началось массовое издание и распространение духовной литературы. В Москве был открыт филиал кришнаитского издательства «Бхактиведанта Бук Траст», в котором активно шла работа по переводу канонической кришнаитской литературы. Уже в марте 1992 года газета Chicago Tribune назвала кришнаитов «самой заметной религиозной группой в Москве». Корреспондент газеты Стефани Саймон отметила, что в российской столице стали обыденным явлением одетые в оранжевые одеяния кришнаитские монахи, занимавшиеся продажей религиозной литературы на станциях московского метрополитена, а также рекламировавшие эту литературу красочные плакаты, которыми были увешаны вагоны метро. На Арбате кришнаиты регулярно проводили уличные киртаны — так называемые харинамы — приглашая всех желающих принять в них участие. Интерес российского населения к ИСККОН был просто огромным: московский храм ежедневно получал около 3000 писем. По утверждению самих кришнаитов, к 100-летию Прабхупады в 1996 году в России было распространено около 10 млн экземпляров книг его авторства. В этой связи индолог Ирина Глушкова особо отметила вклад кришнаитов в популяризацию базового индуистского текста «Бхагавадгита», который, будучи уже широко известным на Западе, именно благодаря миссионерской деятельности кришнаитов в 1990-е годы стал доступен широкому кругу читателей в России.
Весной 1991 года был введён новый порядок регистрации религиозных организаций органами юстиции РСФСР, что привело к стремительному росту количества зарегистрированных религиозных объединений, в том числе кришнаитских общин. Если в 1990 году в СССР было лишь 9 официально зарегистрированных общин ИСККОН, то в 1993 году только на территории России действовало 68 кришнаитских храмов. К 1996 году их число возросло до 112 в 90 городах. По данным Евгения Балагушкина, к середине 1990-х годов российская община ИСККОН стала самой крупной кришнаитской общиной за пределами Индии: в 1996 году в России насчитывалось 5 тыс. последователей ИСККОН, имевших духовное посвящение и ещё несколько тысяч человек, серьёзно интересовавшихся гаудия-вайшнавским вероучением. Сергей Иваненко, в свою очередь, утверждает, что по данным самих кришнаитов в январе 1996 года в России насчитывалось около 10 тыс. активных последователей ИСККОН, из которых более 3 тыс. человек имели духовное посвящение и около 1,5 тысяч человек проживало в храмах. Леонид Браславский называет несколько бо́льшую цифру монашествующих кришнаитов — 3700 человек. По данным на 1997 год, храмы ИСККОН действовали в большинстве центров субъектов РФ, а нама-хатты (малые общины верующих-мирян) — в более чем в 100 населённых пунктах. Головным центром был московский храм, а роль региональных центров выполняли храмы Санкт-Петербурга, Нижнего Новгорода, Екатеринбурга, Перми, Самары и Ростова-на-Дону. Другие крупные храмы располагались во Владивостоке, Новосибирске, Казани и Краснодаре.
В 1990-е годы кришнаитские общины активно посещали зарубежные духовные лидеры, в частности гуру и член Руководящего совета Харикеша Свами. Российские кришнаиты регулярно бывали за рубежом — в Индии (куда в 1996 году отправилось 5011 российских паломников-кришнаитов), а также в Германии и Швеции, где находилась штаб-квартира Харикеши Свами. По данным на 1996 год в Москве действовало два храма ИСККОН, две ведические гурукулы (школы-интерната) и филиал Института Бхактиведанты; круглосуточное вещание осуществляла радиостанция «Кришналока».
В 1990-е годы кришнаиты «стали известны своей благотворительностью и милосердием». Как отмечает Леонид Браславский, стремление помочь людям и раздача пищи являются неотъемлемой частью индуистской традиции, следуя которой Прабхупада в 1974 году выступил вдохновителем создания благотворительной программы по распространению освящённой вегетарианской пищи (прасада) «Харе Кришна — пища жизни». С тех пор «Пища жизни» является главной благотворительной программой ИСККОН. В её рамках кришнаиты бесплатно раздают горячие обеды пенсионерам и неимущим, в том числе в местах вооружённых конфликтов и стихийных бедствий. На территории СССР «Пища жизни» начала свою деятельность в 1988 году в Армении, где только что вышедшие из тюрем и психбольниц кришнаиты организовали бесплатную раздачу горячего питания пострадавшим от Спитакского землетрясения. Как отметил тогда Владимир Лисовский, «местные кришнаиты отдали все свои деньги, чтобы каждый день кормить бесплатными завтраками и обедами пострадавших в Ленинакане и Спитаке». В программе приняли участие не только армянские кришнаиты, но и добровольцы из разных городов СССР. Всего пункты питания действовали в трёх пострадавших от землетрясения населённых пунктах: Спитаке, Ленинакане и Кировакане.
В 1992—1993 годах, во время Абхазской войны, были организованы акции помощи голодающим в Сухуми и Гудауте. В Сухуми, несмотря на артобстрелы и отсутствие электричества, кришнаиты регулярно обеспечивали горячим питанием 1800 жителей. По данным самих кришнаитов в 1994—1996 годах во время Первой чеченской войны кришнаитские волонтёры раздали более 1 млн порций вегетарианской пищи. Практически сразу после вступления в Грозный федеральных войск, волонтёры «Пищи жизни» открыли пункты питания, наладив доставку горячей пищи в местный Дом инвалидов и несколько школ. Тогда же были открыты бесплатные столовые для беженцев в Гудермесе, Хасавюрте и Назрани. В декабре 1995 года ставший очевидцем этих событий корреспондент The New York Times Майкл Спектер отметил, что в Грозном кришнаиты «…имеют репутацию как мать Тереза в Калькутте: без труда здесь можно встретить людей, которые клянутся, что они — святые. В городе, полном лжи, алчности и коррупции, кришнаиты делают своё дело, ежедневно раздавая более 1000 порций горячей еды…». Один из добровольцев-кришнаитов — новгородец Андрей Савицкий (1968 г. р.) — 7 августа 1996 года погиб от пулевого ранения во время штурма Грозного чеченскими боевиками. В 1995 году кришнаиты приняли активное участие в «одной из первых крупных акций волонтёров в современной России»: в разрушенном землетрясением городе Нефтегорске, ИСККОН был «одной из самых активных организаций», оказывавшей помощь спасателям.
В 1996 году на территории СНГ уже насчитывалось около 50 центров «Пищи жизни». По данным Балагушкина, к 1996 году кришнаиты распространили в России около 5 млн порций прасада, при этом только в 1996 году на осуществление этой миссии в России фонд «Пища жизни» израсходовал 1 млрд рублей (что в то время было эквивалентно 200 тыс. долларов США); 70 % от этой суммы составили пожертвования банков и других организаций. Браславский отмечает по этому поводу, что если в СССР распространение прасада началось с раздачи «всего нескольких десятков порций», то к концу 1990-х годов нуждающиеся могли получить пищу прямо в храмах, где ежедневно раздавалось не менее 20 тыс. обедов.
В рамках другой программы милосердия, носившей название «Дайте людям шанс!», кришнаиты осуществляли раздачу священной пищи и духовной литературы в местах заключения. Программа проходила в Москве, Санкт-Петербурге, Ярославской, Мурманской, Архангельской областях и др. субъектах Российской Федерации. Наиболее активно эта акция проводилась в Бутырской тюрьме в Москве и в петербургских «Крестах». В сотрудничестве с медицинскими учреждениями кришнаиты также успешно осуществляли программу, направленную на реабилитацию наркоманов. Как отмечает Балагушкин, если в 1980-е годы ИСККОН был «вынужден конфликтовать с обществом и государством», то к концу 1990-х годов он фактически превратился в «обычную конфессию, традиционную по своей социальной роли».

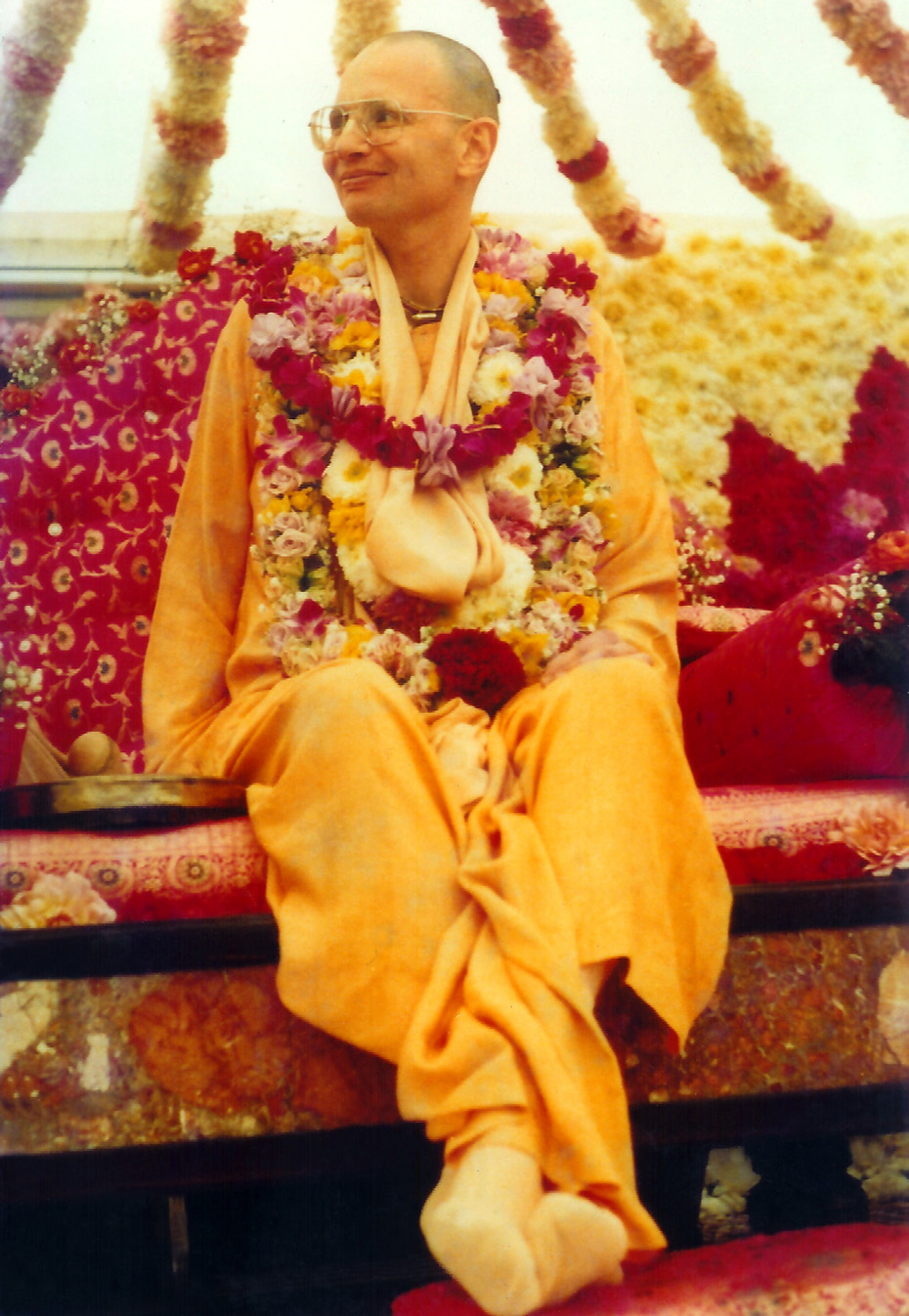
Харикеша Свами

В 1998 году ИСККОН в России пережил большой кризис, спровоцированный уходом из рядов ИСККОН одного из лидеров движения — Харикеши Свами. Харикеша был одним из пионеров проповеди гаудия-вайшнавизма в Восточной Европе и СССР в 1970-х — 1980-х годах. К 1998 году он имел большое количество учеников (по некоторым оценкам — около 3000 человек), в особенности в России и странах ближнего зарубежья, и был одним из уважаемых лидеров движения, занимая ряд ответственных постов — члена Руководящего совета ИСККОН, инициирующего гуру, члена правления книжного издательства «Бхактиведанта Бук Траст», куратора проекта по строительству храма и ведического планетария в Маяпуре.
В июне 1998 года Харикеша тяжело заболел. По свидетельству ряда учеников, он даже перенёс клиническую смерть. В это время в России, вследствие августовского дефолта, созданная учениками Харикеши инвестиционная компания «Према Инвест» потеряла на рынке ГКО более 20 млн долларов США. Из этой суммы, 3 млн долларов США были деньгами, пожертвованными учениками-предпринимателями Харикеши и предназначавшимися на развитие новых образовательных и культурных проектов, инициированных Харикешей.
Харикеша решил, что более не в состоянии продолжать исполнять руководящие функции в ИСККОН и подал заявление Руководящему совету о своём уходе со всех занимаемых постов, — в том числе о прекращении выполнения обязанностей инициирующего гуру. Его желание было удовлетворено на всемирном съезде Руководящего совета ИСККОН в Маяпуре в марте 1999 года. Одной из причин своего решения Харикеша назвал несогласие с некоторыми духовными братьями в Руководящем совете. Харикеша заявил о необходимости реформирования ИСККОН. Подвергнув критике руководство ИСККОН, в особенности его отношение к семье и браку, он призвал своих учеников покинуть ряды организации.
В России уход Харикеши из движения вызвал большой резонанс. Сторону Харикеши заняли некоторые из кришнаитов, работавших на официальном радио ИСККОН в России «Кришналока» и храм ИСККОН в Санкт-Петербурге. Группа учеников Харикеши послали руководству ИСККОН открытое письмо с просьбой сделать всё возможное для того, чтобы Харикеша вернулся в ряды ИСККОН. Этот период «депрессии, пассивности и неустойчивости» пришёл на смену периоду «массового энтузиазма» первой половины 1990-х годов и стал для российских кришнаитов своего рода «проверкой на духовную зрелость».
В декабре 1998 года Харикеша женился на одной из своих учениц из Швеции — кришнаитке русского происхождения Камаласундари (Катарине). С января 2004 года он проживает в городе Гейнсвилл (штат Флорида, США), где периодически посещает местный храм ИСККОН. Его взгляды претерпели эволюцию и он более не выступает с критикой ИСККОН. Как констатировал в 2008 году религиовед С. И. Иваненко, спустя 10 лет после кризиса его последствия были практически преодолены. Большинство учеников Харикеши осталось в рядах движения, заново приняв инициацию от других гуру.
Современный период истории российского вайшнавизма ознаменовался укреплением ИСККОН в России как единой организации. В развитии ИСККОН произошла смена акцентов, которая выразилась во взятии курса на формирование и развитие общин; систематическое образование последователей; выбор новых форм проповеди; активизацию социального служения. По мнению социолога Юлии Яковлевой, одной из основных особенностей современного периода развития российского вайшнавизма является укрепление позиции ИСККОН «в социально-структурных отношениях российского общества». В этот период духовные лидеры ИСККОН инициировали реформы, направленные на «создание общин, ядром которых являются люди, ориентированные на самореализацию в личностном, семейном, профессиональном, гражданском отношениях». По мнению Яковлевой, эти реформы имели успех, о чём, в частности, говорит проведённое в 2006 году социологическое исследование, результаты которого показали, что более половины опрошенных кришнаитов работали и состояли в браке.
По данным сайта Protestant.ru на 1 января 2011 года в России действовало 77 официально зарегистрированных кришнаитских религиозных организаций, входящих в ИСККОН. По данным официального сайта ИСККОН, в феврале 2012 года в России насчитывалось 110 общин ИСККОН (включая незарегистрированные). В 2005 году религиовед Р. Н. Лункин отметил, что общее число последователей ИСККОН в России «согласно их собственным оценкам 70 — 100 тыс. человек», а «по оценкам экспертов — не более 12 тыс. человек».
В современном российском ИСККОН широкое распространение получило движение так называемых нама-хатт (домашних групп верующих), в которых кришнаиты и интересующиеся гаудия-вайшнавизмом собираются для совместного воспевания мантры «Харе Кришна», изучения вайшнавской философии и вкушения прасада. В результате успешной деятельности нама-хатт, увеличилось численность последователей ИСККОН, кришнаитам удалось воспитать значительное количество новых лидеров общин и проповедников.

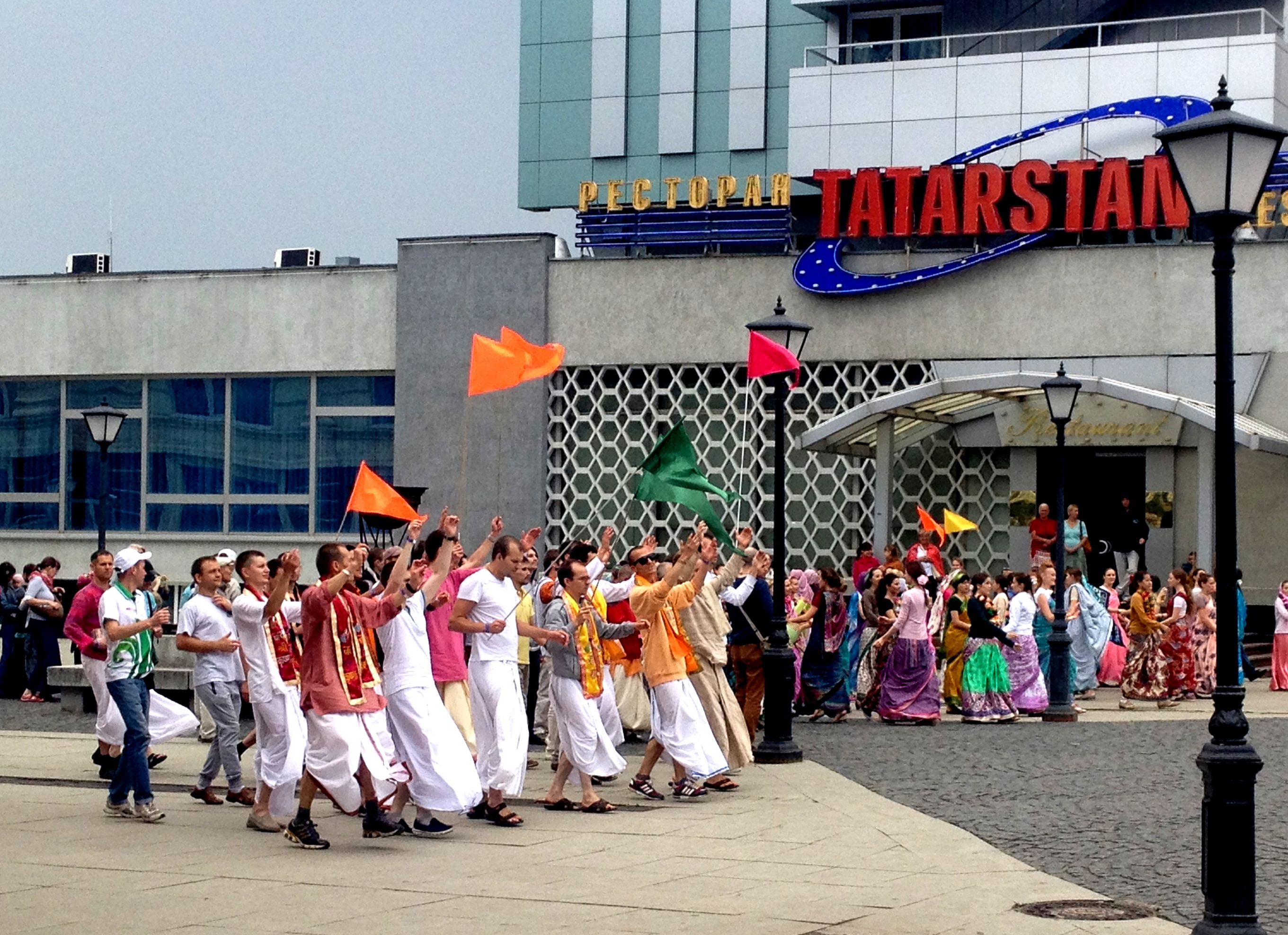
Акция Казанского общества сознания Кришны (Казань, 15 июня 2014 года)

Как отмечает С. И. Иваненко, на протяжении всего периода своего развития в СССР и России, ИСККОН привлекал в свои ряды много интеллектуально развитых и образованных людей. Эта тенденция сохранилась и в современном ИСККОН в России. В 2006 году результаты социологического исследования показали, что среди активных кришнаитов в России 42,5 % — люди с высшим образованием. Исследование 2010 года показало, что высшее образование имели 54,1 % российских кришнаитов, а ещё около 3 % обладали учёными степенями.
С 1998 года на базе Московского храма ИСККОН действует «Вайшнавский университет Бхактиведанты», который, однако, не имеет государственной аккредитации в качестве высшего учебного заведения. В Подмосковье существует школа для брахмачари, в которой монахи проходят трёхлетний курс обучения, призванный воспитать из них будущих лидеров. В Волгограде функционирует школа для семейных верующих, в которой они имеют возможность получить необходимую проповедническую подготовку. С 1994 года на черноморском побережье ежегодно проводится крупный вайшнавский фестиваль, девизом которого являются слова «Поделись радостью!».

## Философия и богословие

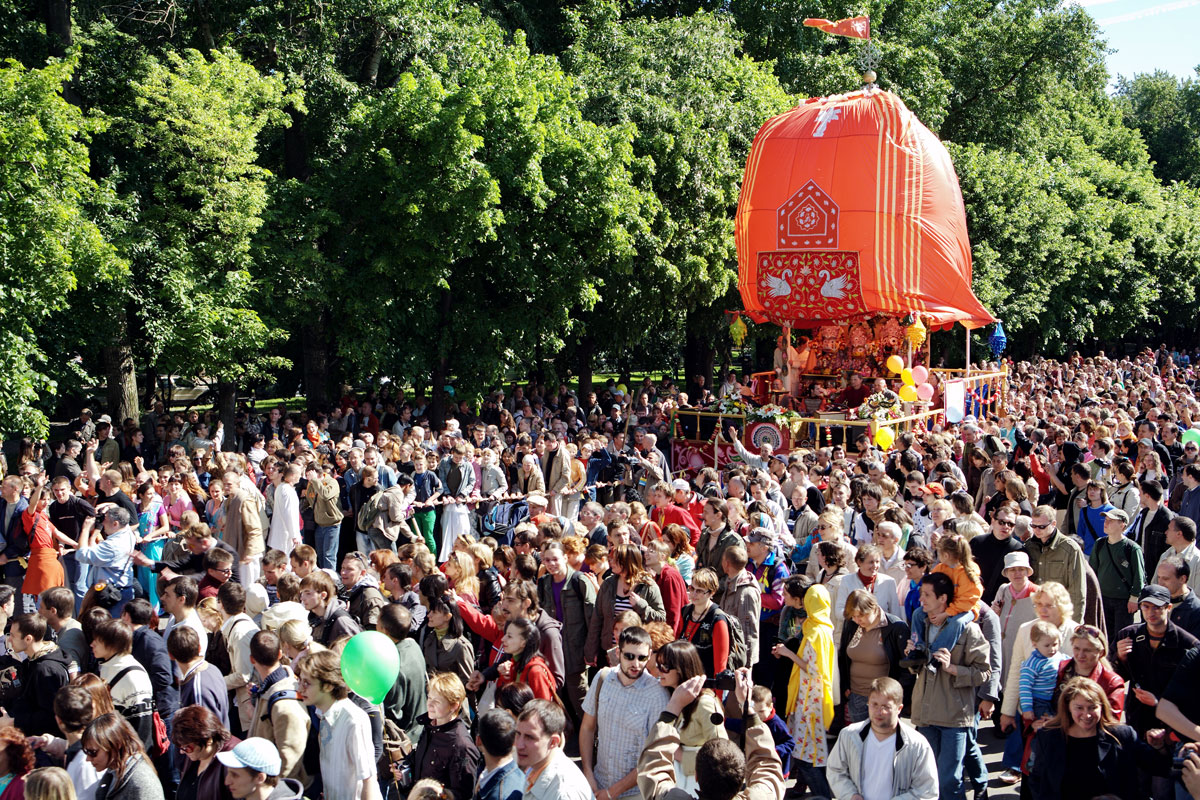
Кришнаитский фестиваль Ратха-ятра в Москве, 2008 год. Ратха-ятра регулярно проводится ИСККОН во многих крупных городах мира.

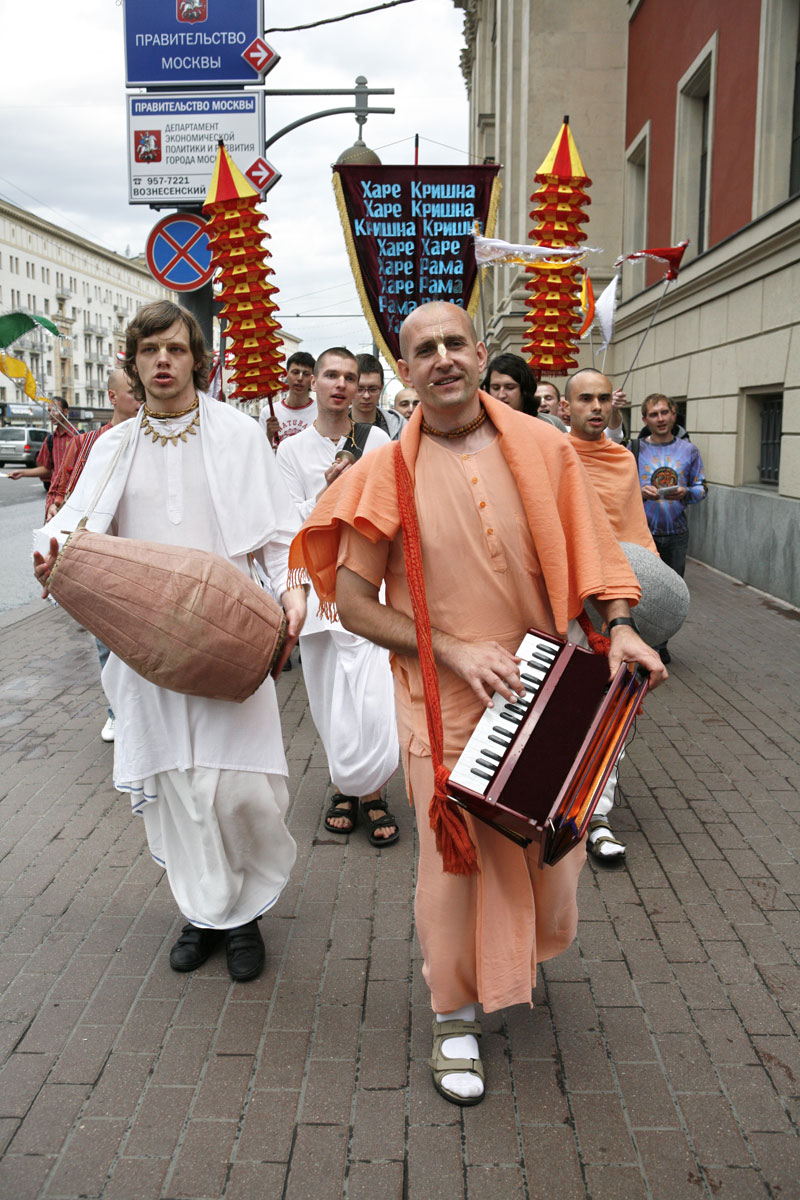
Российские кришнаиты на Харинама-санкиртане

Кришнаиты ИСККОН принадлежат к индуистской традиции гаудия-вайшнавизма или бенгальского вайшнавизма, одного из основных течений вайшнавизма. Вайшнавизм (вишнуизм) — это одно из двух главных направлений индуизма наряду с шиваизмом. Хотя обе эти традиции произошли от одного корня, каждая из них имеет собственное представление о сущем, и, соответственно, собственный объект поклонения. Главная черта вайшнавизма — это почитание Вишну в качестве верховного личностного Бога. Гаудия-вайшнавизм, или бенгальский вайшнавизм — это религиозная традиция и одновременно религиозно-философская школа, представляющая собой ветвь вайшнавизма, зародившуюся и получившую первоначальное распространение в Бенгалии. Последователи гаудия-вайшнавизма, в отличие от других родственных ему течений, признают верховной ипостасью Бога не Вишну, а Кришну, считая Вишну одним из воплощений Кришны, из-за чего гаудия-вайшнавов называют также кришнаитами. Кришнаиты часто называют Кришну Верховной Личностью Бога, понятием, введённым в употребление основателем ИСККОН Бхактиведантой Свами Прабхупадой в своих книгах. Кришнаиты почитают Радху как вечную возлюбленную Кришны, как его женскую ипостась, и поклоняются им как божественной чете Радха-Кришне — Богу в Его мужской и женской ипостасях.
Одним из важных аспектов вайшнавской философии является вера в вечность души и её вечную индивидуальность: душа, после достижения освобождения, не растворяется в безличном Брахмане, как учат монистические (адвайта) школы индуизма, а возвращается в духовный мир Голоку в общество Радхи, Кришны и их вечных спутников.
Основоположник бенгальского вайшнавизма Чайтанья (1486—1534), которого кришнаиты почитают как совместное воплощение Радхи и Кришны (Радха-Кришны), провозглашал равенство всех людей перед Богом и считал, что универсальным духовным путём для всех людей, независимо от их касты, этнической и религиозной принадлежности, является бхакти, путь любви и преданности Богу.
Гаудия-вайшнавизм — это монотеистическая традиция, уходящая своими корнями в теистические традиции веданты. Она восходит к великому вайшнавскому ачарье Мадхве, жившему в XIII веке, и, как гласит сама традиция, к творцу этой вселенной Брахме и, в дальнейшем, к Кришне. В религиозном отношении гаудия-вайшнавизм является наиболее поздним крупным самобытным течением в вайшнавизме. В философско-богословском отношении это наиболее поздняя самостоятельная школа теистической веданты, завершающая ряд, начало которому положила основанная Рамануджей школа вишишта-адвайты.
Основным каноном кришнаитов являются такие священные тексты индуизма, как «Бхагавадгита» (в виде «Бхагавад-гита как она есть»), «Шримад-Бхагаватам», а также «Чайтанья-чаритамрита». В 1960-е — 1970-е годы Бхактиведанта Свами Прабхупада перевёл эти священные писания с санскрита и бенгали на английский язык и написал к ним комментарии. Эти книги в настоящее время переведены более чем на 70 языков мира и находятся в свободном доступе в сети на английском, русском и других языках.
Популярное название «Харе Кришна» движение получило из-за мантры, которую кришнаиты поют громко в группе (духовная практика, которая называется киртан или санкиртан) или индивидуально повторяют на чётках (джапа). Мантра «Харе Кришна», также известная как маха-мантра («великая мантра»), состоит из имён Бога Харе, Кришна и Рама:
Харе Кришна Харе Кришна
Кришна Кришна Харе Харе
Харе Рама Харе Рама
Рама Рама Харе Харе
Согласно кришнаитскому богословию, звуковые вибрации, вызываемые повторением имён Бога, постепенно пробуждают в человеке чистое сознание Бога, или «сознание Кришны» и помогают человеку достичь высшего совершенства жизни — чистой любви к Кришне.

## Система управления и духовное руководство

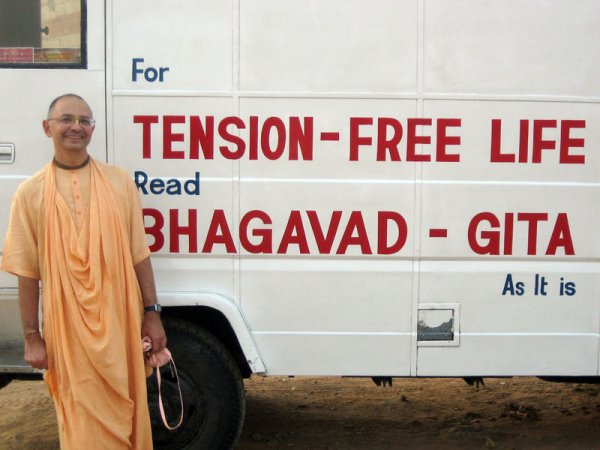
Бхакти Вигьяна Госвами — первый из русских вайшнавов, инициирующий гуру ИСККОН и член Руководящего совета ИСККОН.

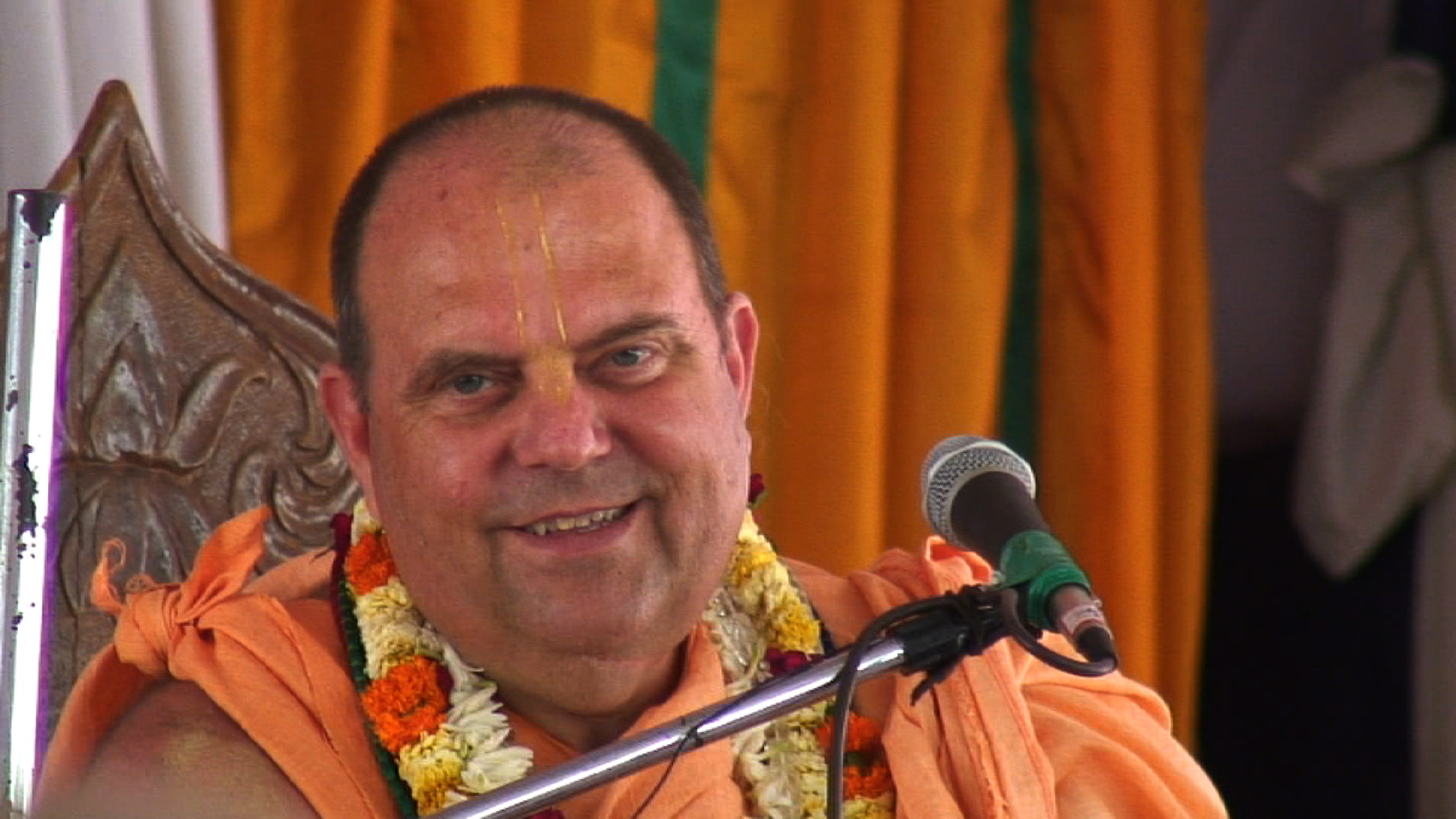
Джаяпатака Свами — один из инициирующих гуру ИСККОН. Среди всех гуру ИСККОН имеет больше всего учеников.

Отличительная черта современного ИСККОН — демократическая система управления — каждый храм автономен. Коллегиальный орган управления — Руководящий совет Международного общества сознания Кришны (Джи-би-си) — был создан Бхактиведантой Свами Прабхупадой в 1970 году. Прабхупада передал ему управленческие функции, которыми до этого занимался лично. Руководящий совет продолжает управлять ИСККОН со времени смерти Прабхупады в 1977 году. По данным на 2010 год он состоит из 33 членов, которые принимают решения, основываясь на согласии большинства. Руководящий совет выполняет функции консультативного комитета по контролю за чистотой духовных принципов, а также по решению спорных богословских и административных вопросов. Каждый из членов Руководящего совета отвечает за проповедь и поддержание духовных стандартов ИСККОН в определённом географическом регионе или же за определённую сферу деятельности (образование, проведение богослужений и т. д.).
Духовное руководство осуществляют духовные учителя, называемые в ИСККОН «инициирующими гуру». Будущий ученик может выбрать из них того, кто, по его мнению, будет ему лучшим духовным наставником.
В гаудия-вайшнавизме, и соответственно в ИСККОН, духовный учитель почитается как слуга Бога. Он должен поступать в строгом соответствии с принципами священных писаний. Если поведение или наставления духовного учителя идут вразрез с наставлениями писаний, то ученику следует от него отказаться. Такой порядок не даёт возможности использовать духовный авторитет в корыстных целях. Уникальность системы управления ИСККОН в том, что все храмы полностью автономны и вольны принимать решения, исходя из собственных соображений, если это не противоречит духовным принципам.

## Деятельность

### Проповедь

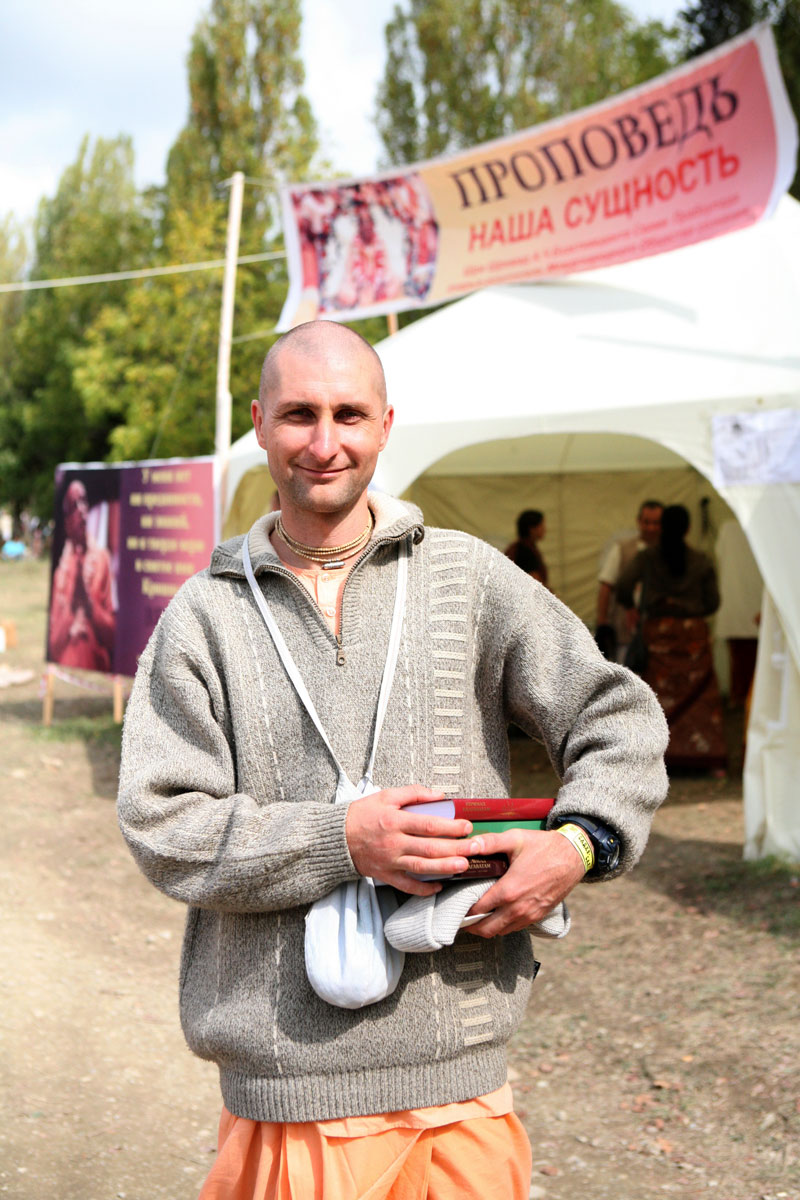

ИСККОН ведёт активную проповедь. Кришнаиты стремятся распространять гаудия-вайшнавизм путём пения Харе Кришна мантры в общественных местах и продажи книг, в основном священных текстов индуизма в переводе с санскрита и с комментариями основателя ИСККОН Бхактиведанты Свами Прабхупады. Оба этих действия известны как санкиртана. В соответствии с учением Чайтаньи, нет необходимости быть индусом по рождению для практики вайшнавизма. Эта открытость отличает гаудия-вайшнавизм от некоторых других ветвей индуизма, которые делают упор на наследственной линии и не являются проповедническими. В России численность вайшнавов ИСККОН, получивших богословскую подготовку и регулярно участвующих в проповеди и благотворительной деятельности, возросло с 3 тыс. чел. в 1997 году до 11 тыс. чел. в 2004 году (при общей численности последователей в 100 тыс. чел.).
Руководство ИСККОН придаёт большое значение издательской деятельности. Международное издательство «Бхактиведанта Бук Траст» (ББТ), основанное Свами Прабхупадой в 1972 году, выпускает книги более чем на 100 языках. В российском отделении издательства ведётся работа по изданию книг на языках народов России и СНГ. В Москве также издаются вайшнавские журналы: «Вайшнавизм: открытый форум», «Гауранга» и другие.
По всему миру есть храмы и ведические центры ИСККОН со школами, ресторанами и сельскохозяйственными общинами. Многие храмы ведут такие программы как «Харе Кришна — пища жизни», обеспечивая питание малоимущим.

### Храмы
Большинство из более чем 400 храмов ИСККОН расположены в обычных зданиях, многие общины проводят богослужения во внехрамовых центрах («нама-хаттах») и на дому. Однако, несмотря на свою относительную молодость, Общество уже воздвигло ряд храмов в соответствии с канонами индуистской архитектуры в Индии, США и других странах.
В Индии это: храм Чандродая в Маяпуре (открыт в 1973 году) и храм Кришны-Баларамы во Вриндаване (1975) с мавзолеями-самадхами Бхактиведанты Свами Прабхупады, храм Радхи-Расабихари в Мумбаи (1978), храм Кришны-Баларамы в Бхубанешваре (1996), храм Радхи-Кришны в Бангалоре (1997), храм Радхи-Партхасаратхи в Дели (1998), храм Радхи-Гиридхари в Пури (2004), храм Кришны-Баларамы в Удджайне (2006), храм Радхи-Говинды в Тирупати (2007), храм Радхи-Гопала в д. Араваде округа Сангли (2009), храм Кришны в Ченнаи (2012), храм Кришны в Анантапуре и храм Радхи-Мадхвысундары в Силигури. С 2007 года ведётся строительство храма Радхи в Патне, а в 2009 и 2014 годах начато строительство в будущем центрального для ИСККОН и крупнейшего в мире индуистского Храма ведического планетария в Маяпуре и высочайшего в мире храма Чандродая во Вриндаване.
В Америке и Европе выделяются мемориальный «Золотой дворец Прабхупады» (Нью-Вриндаван, Западная Вирджиния, США, 1979), храм Радхи-Кришны в Спэниш-Форк (Юта, США, 2001), храм в Момбасе (Кения) и два храма в Нова-Гокуле (Пиндамоньянгаба, Сан-Паулу, Бразилия).

Храмы ИСККОН
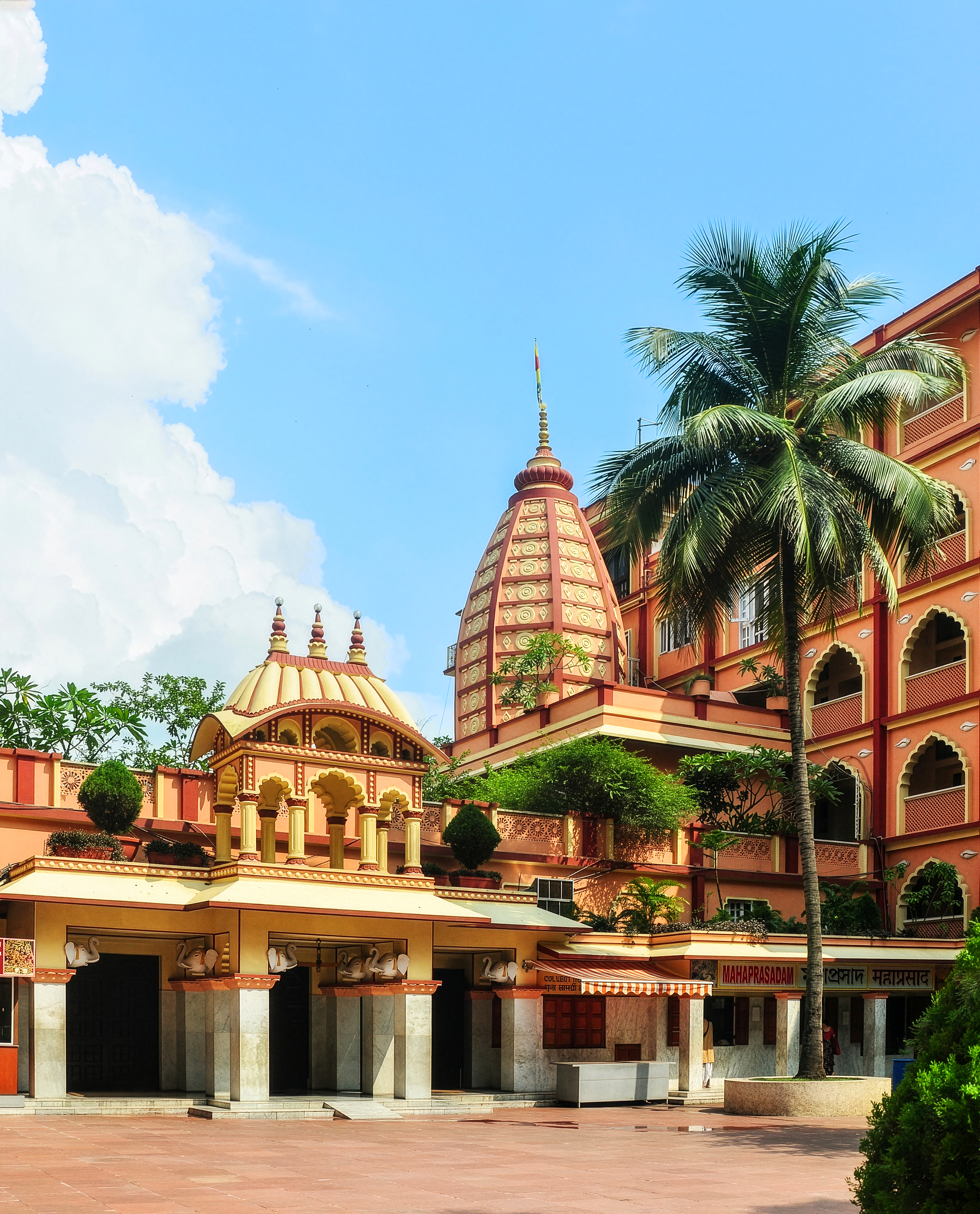
Храм Чандродая в Маяпуре (Западная Бенгалия, Индия, 1973)
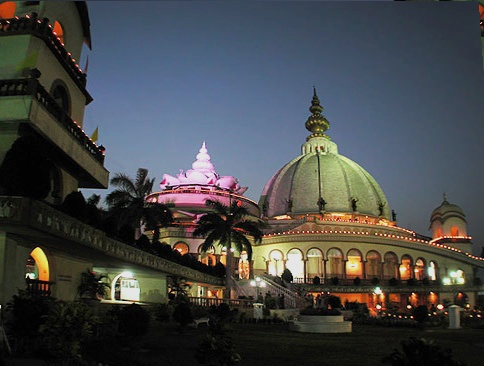
в Маяпуре (Западная Бенгалия, Индия)
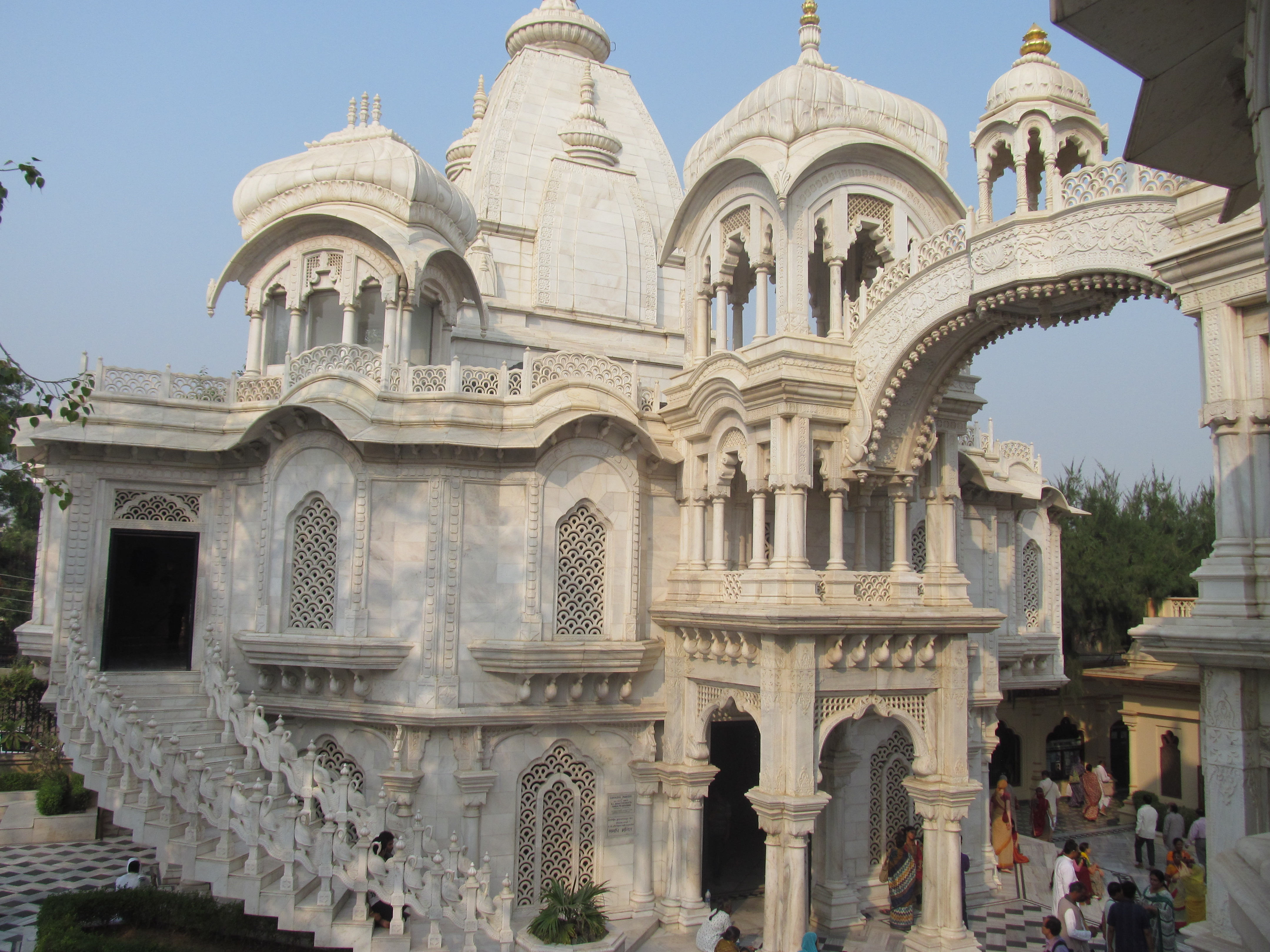
Храм Кришны-Баларамы во Вриндаване (Уттар-Прадеш, 1975)
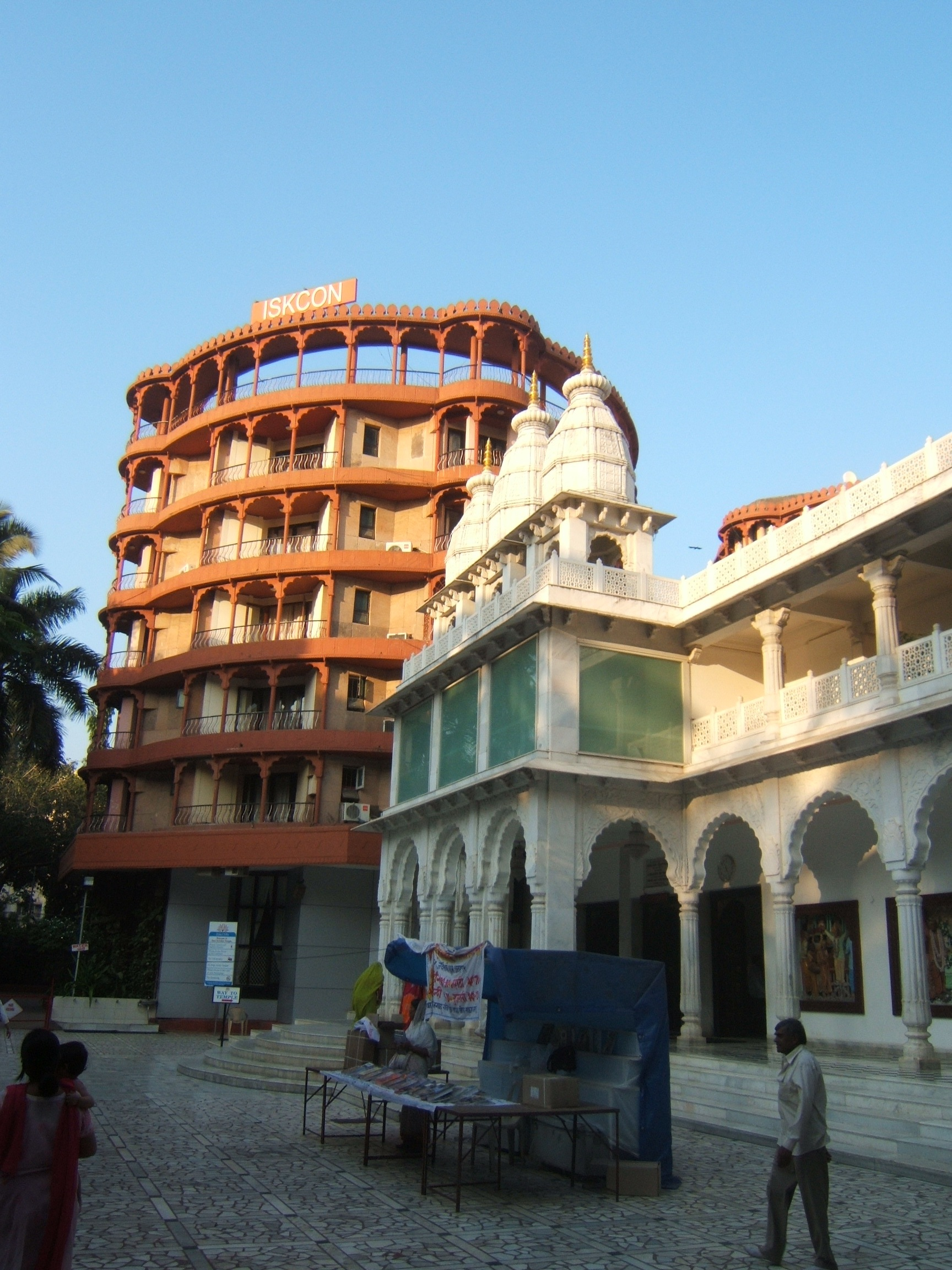
Храм Радхи-Расабихари в Мумбаи (Индия, 1978)
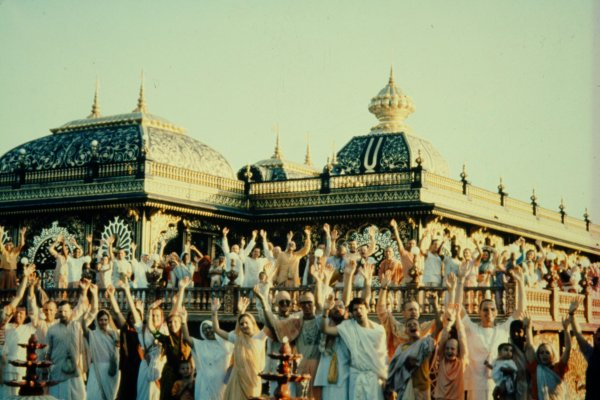
«Золотой дворец Прабхупады» (Нью-Вриндаван, Западная Вирджиния, США, 1979)
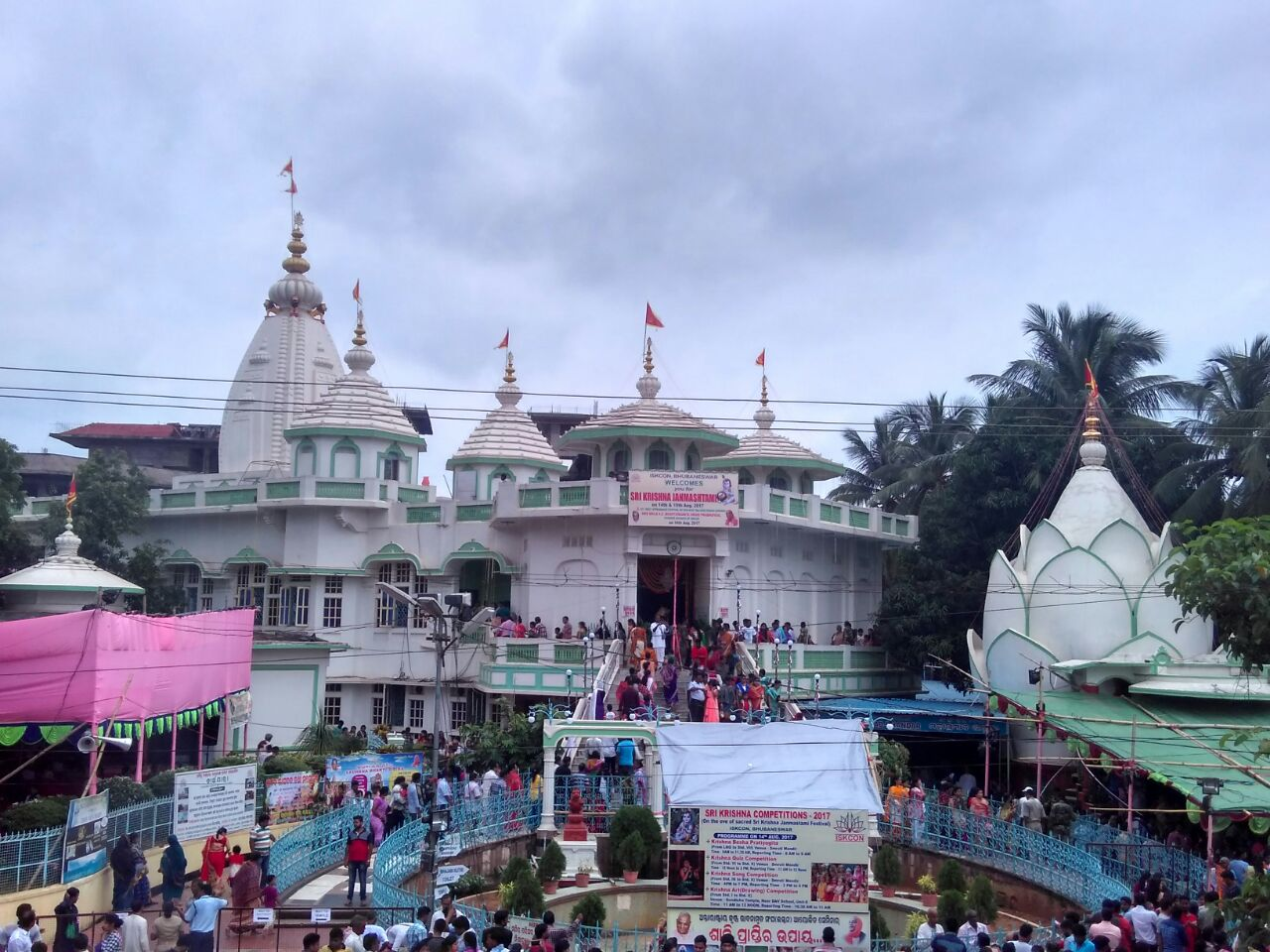
Храм Кришны-Баларамы в Бхубанешваре (Орисса, Индия, 1996)
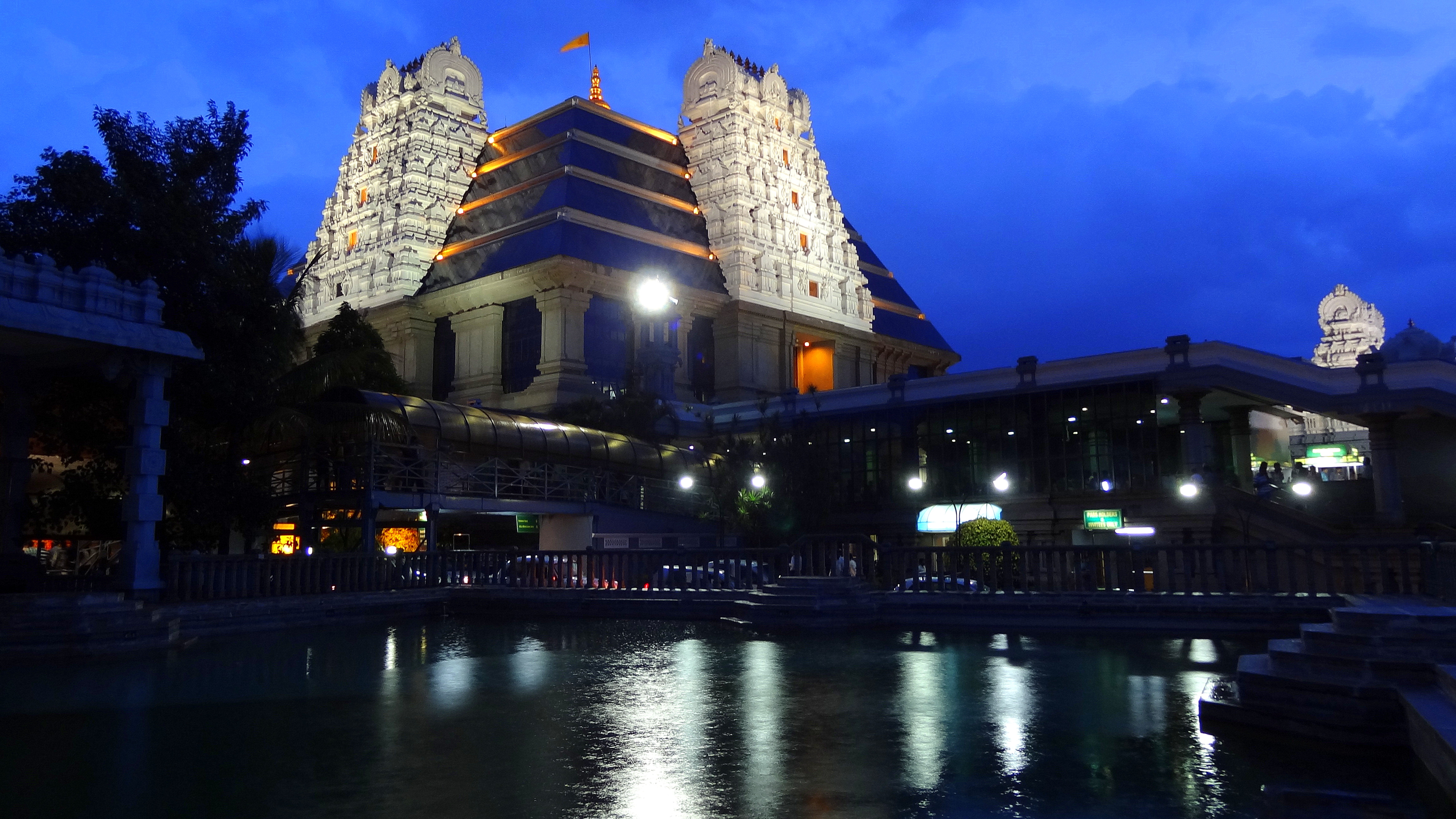
Храм Радхи-Кришны в Бангалоре (Карнатака, Индия, 1997)
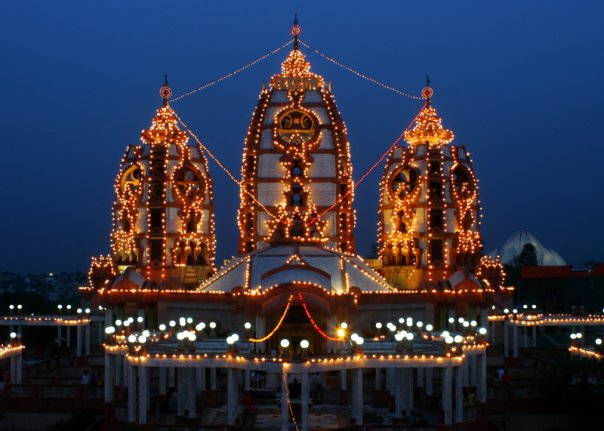
Храм Радхи-Партхасаратхи в Дели (Индия, 1998)
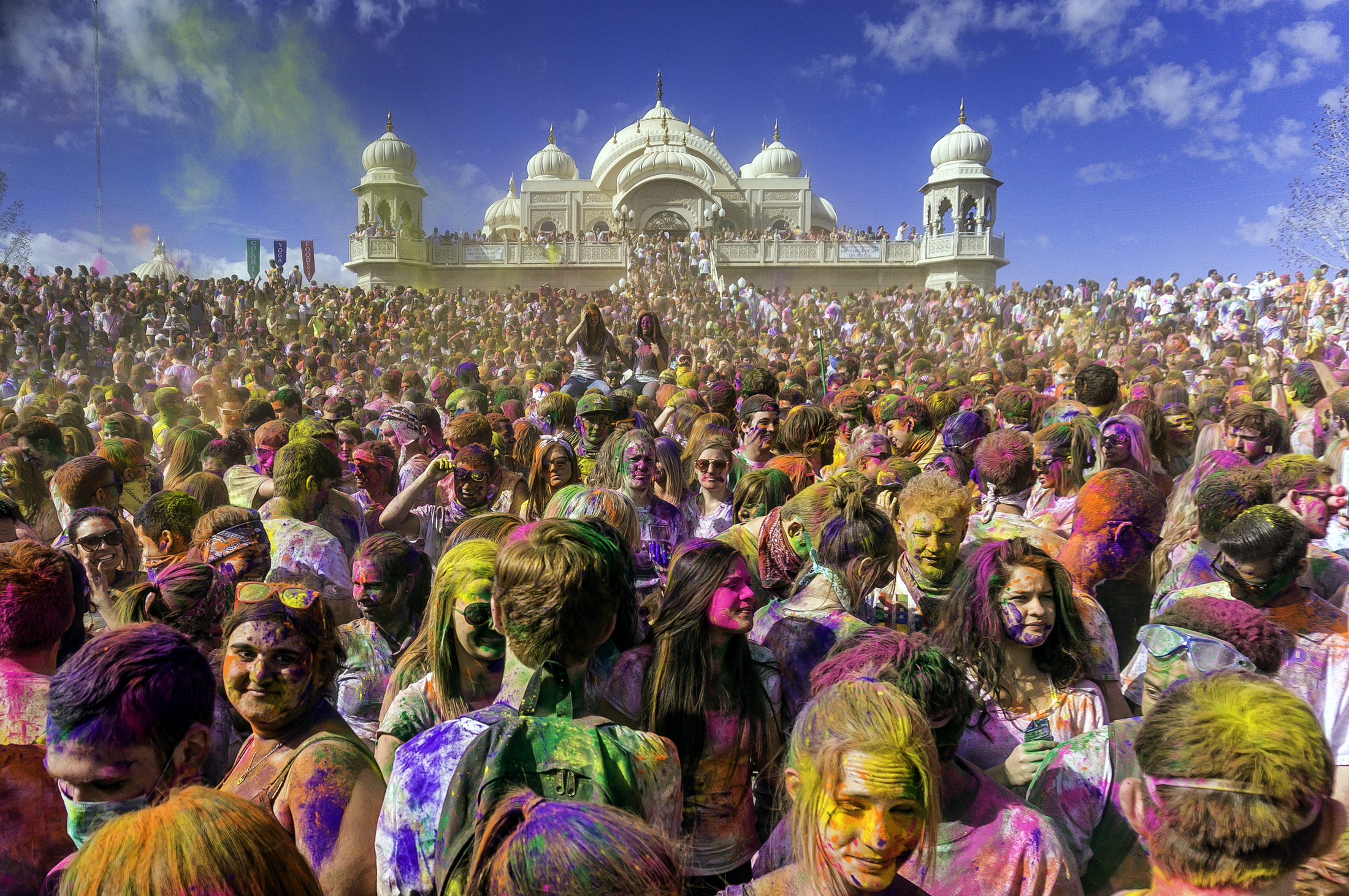
Храм Радхи-Кришны в Спэниш-Форк (Юта, США, 2001)
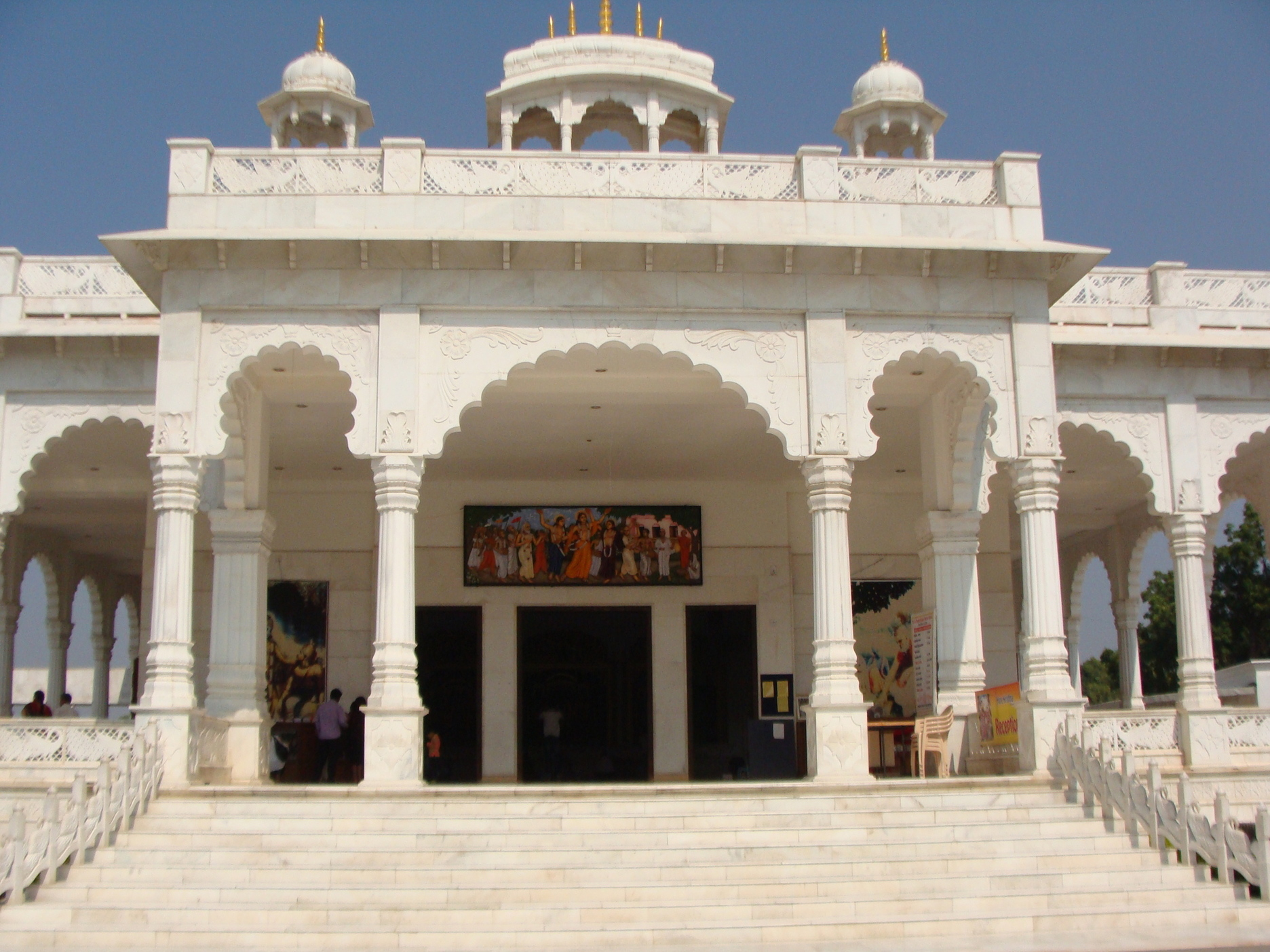
Храм Кришны-Баларамы в Удджайне[англ.] (Мадхья-Прадеш, Индия, 2006)
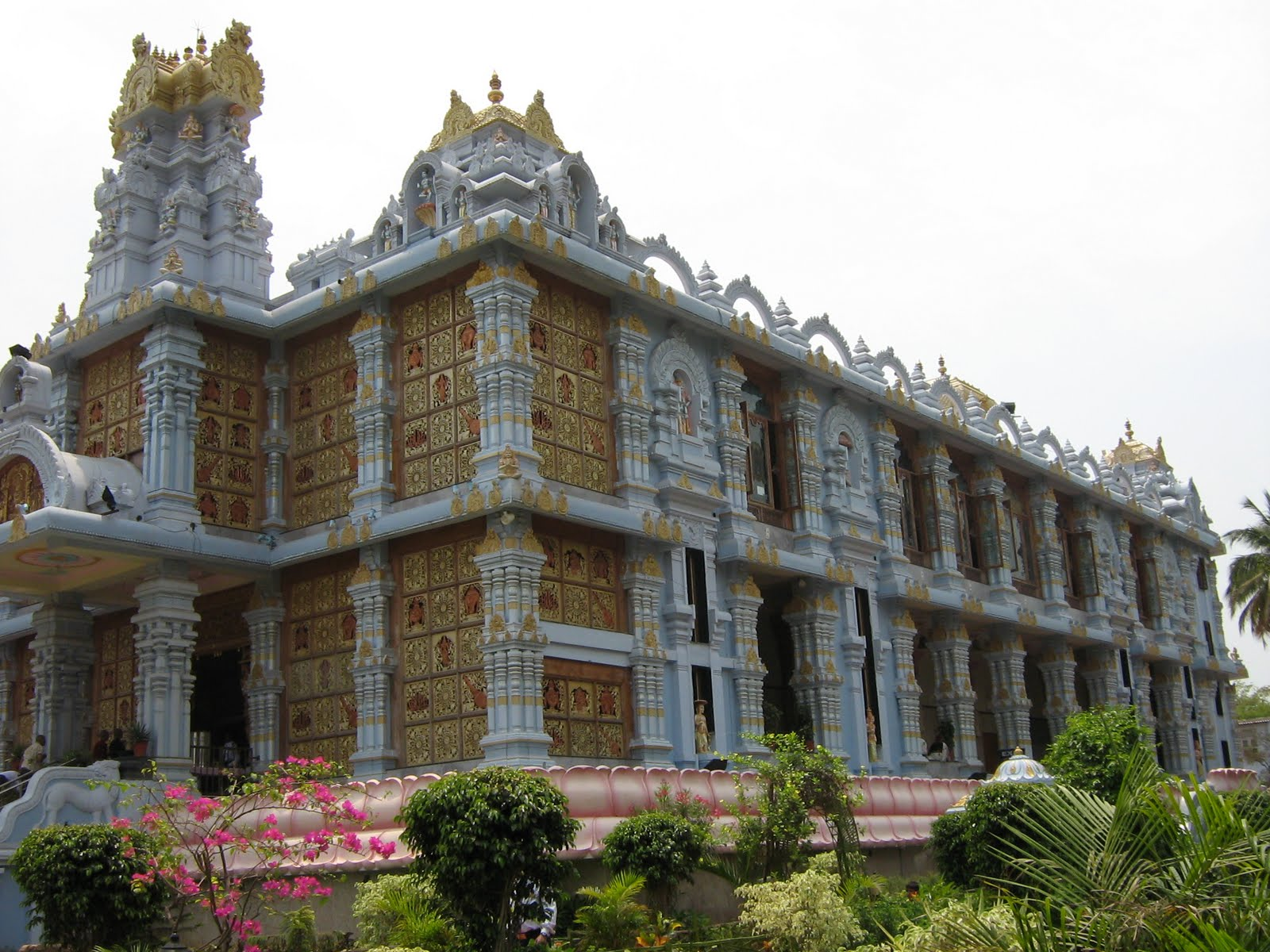
Храм Радхи-Говинды в Тирупати (Андхра-Прадеш, Индия, 2007)
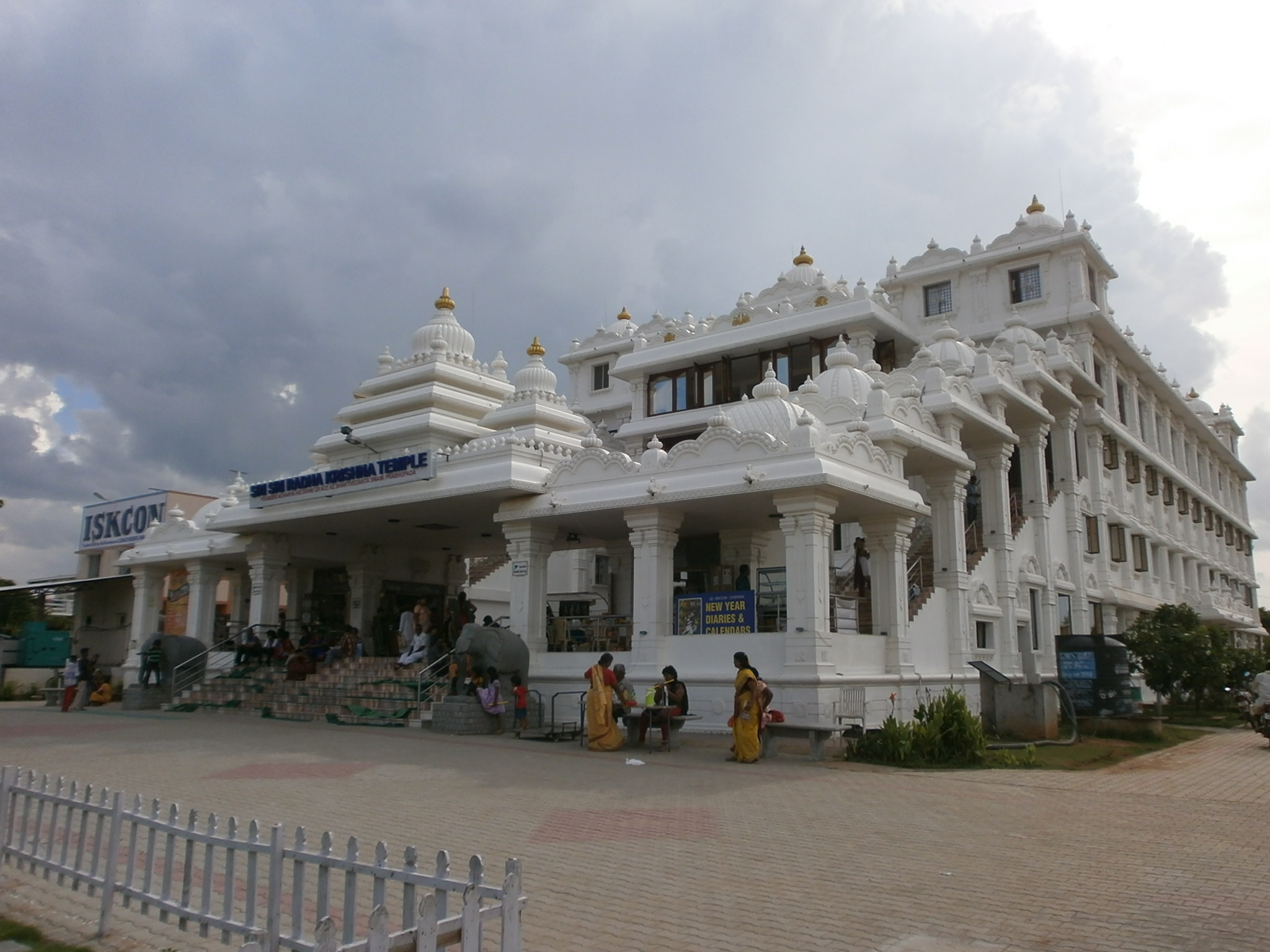
Храм Кришны в Ченнаи[англ.] (Тамилнад, Индия, 2012)
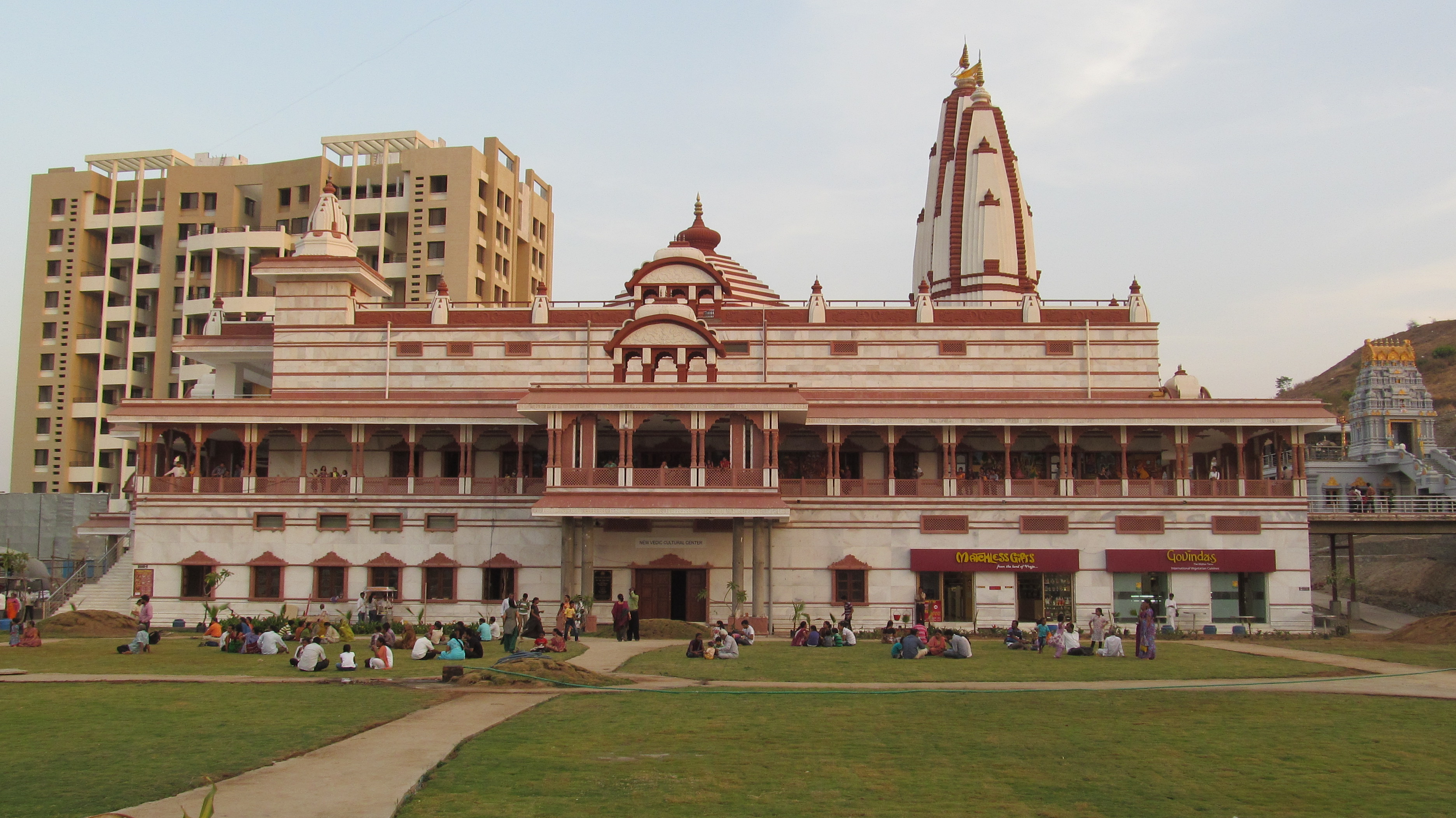
Новый ведический культурный центр[англ.] (Кондхва, Пуна, Махараштра, Индия, 2013)
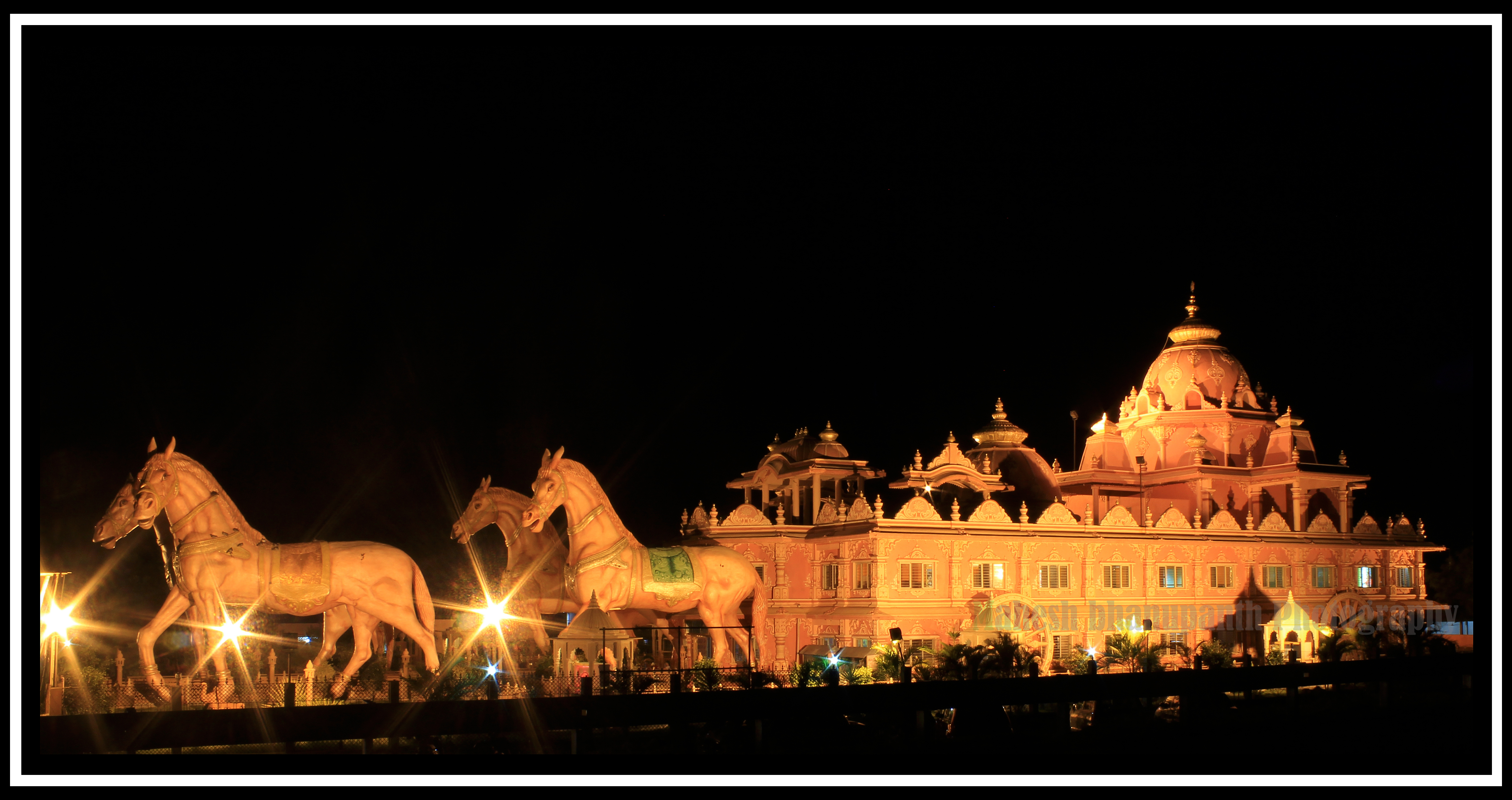
Храм Кришны в Анантапуре (Андхра-Прадеш, Индия)
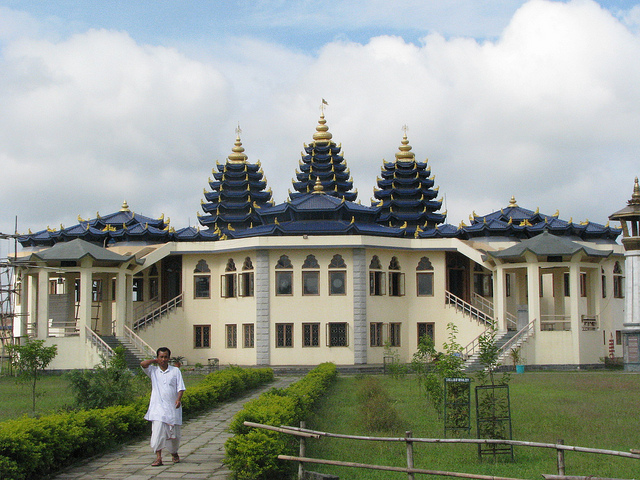
Храм в Импхале (Манипур, Индия)
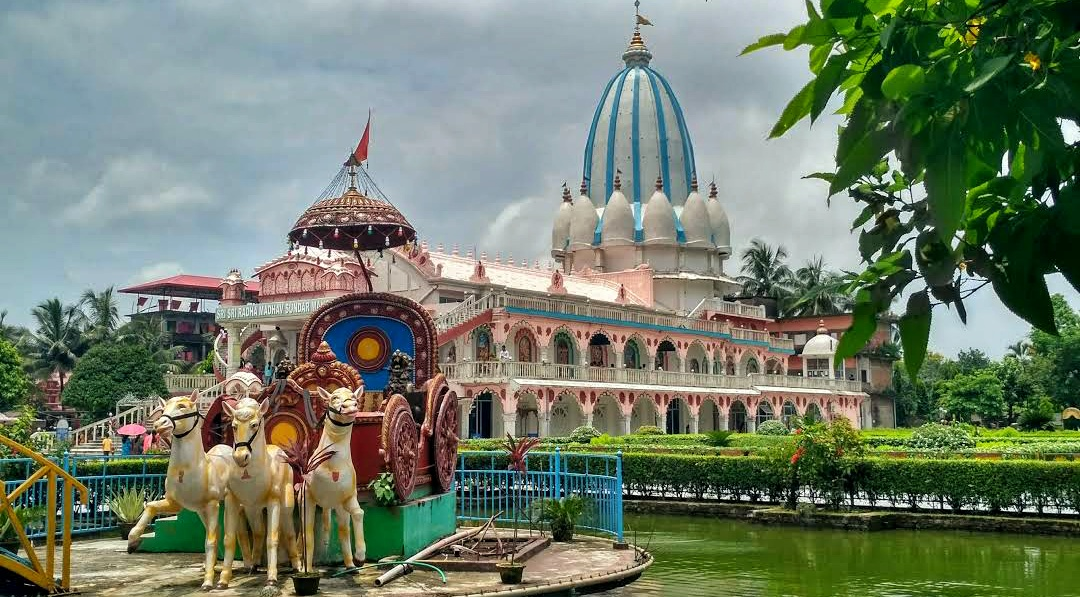
Храм Радхи-Мадхвысундары в Силигури (Западная Бенгалия, Индия)
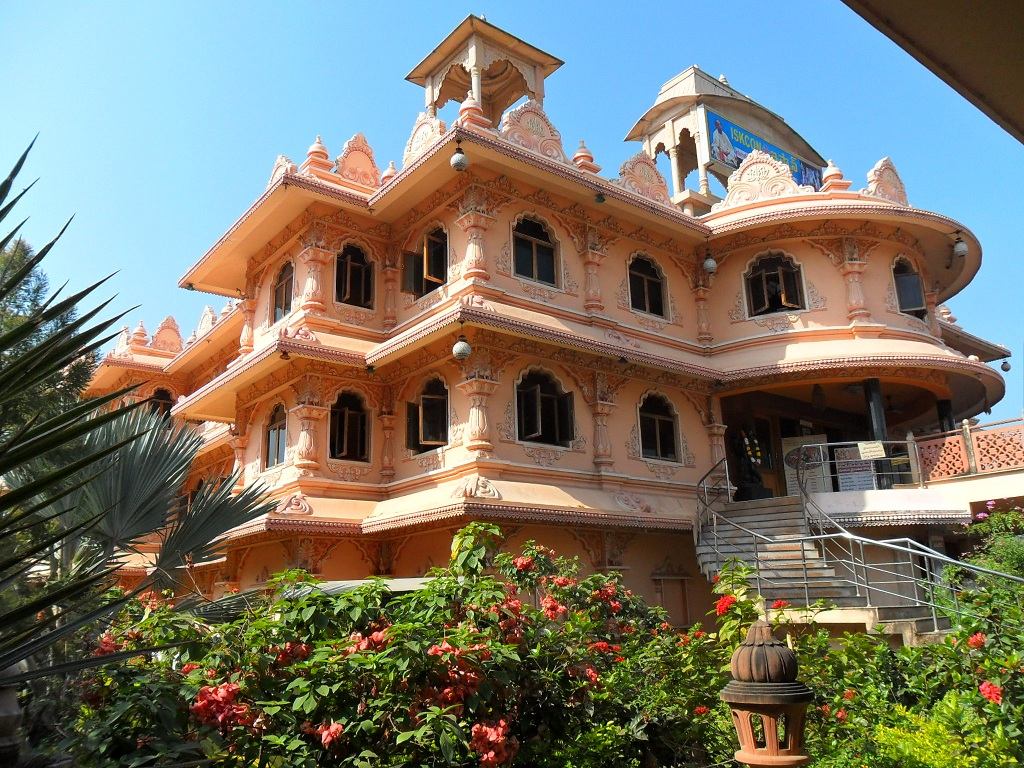
Храм Кришны в Раджамандри (Андхра-Прадеш, Индия)
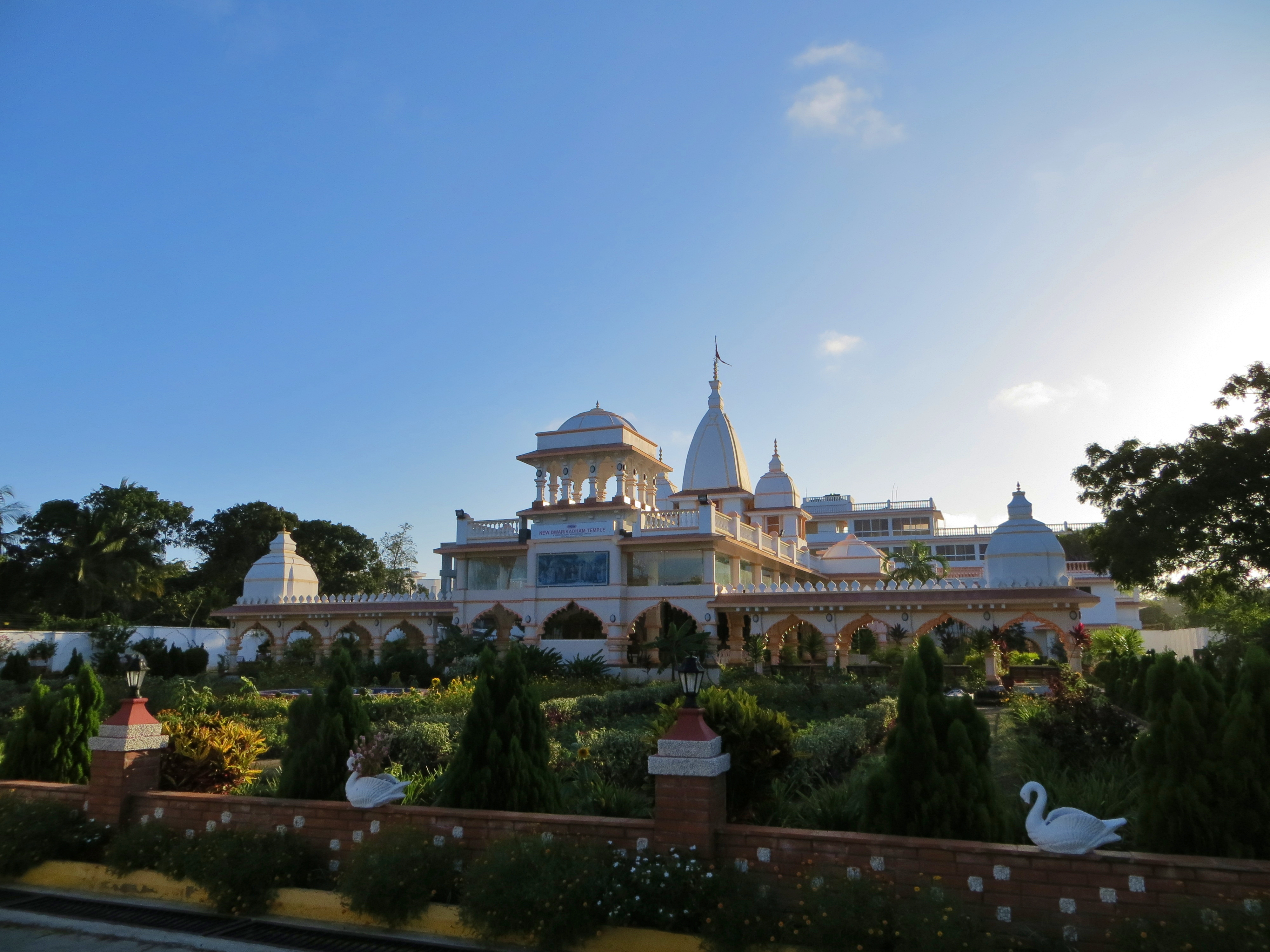
Храм в Момбасе (Кения)
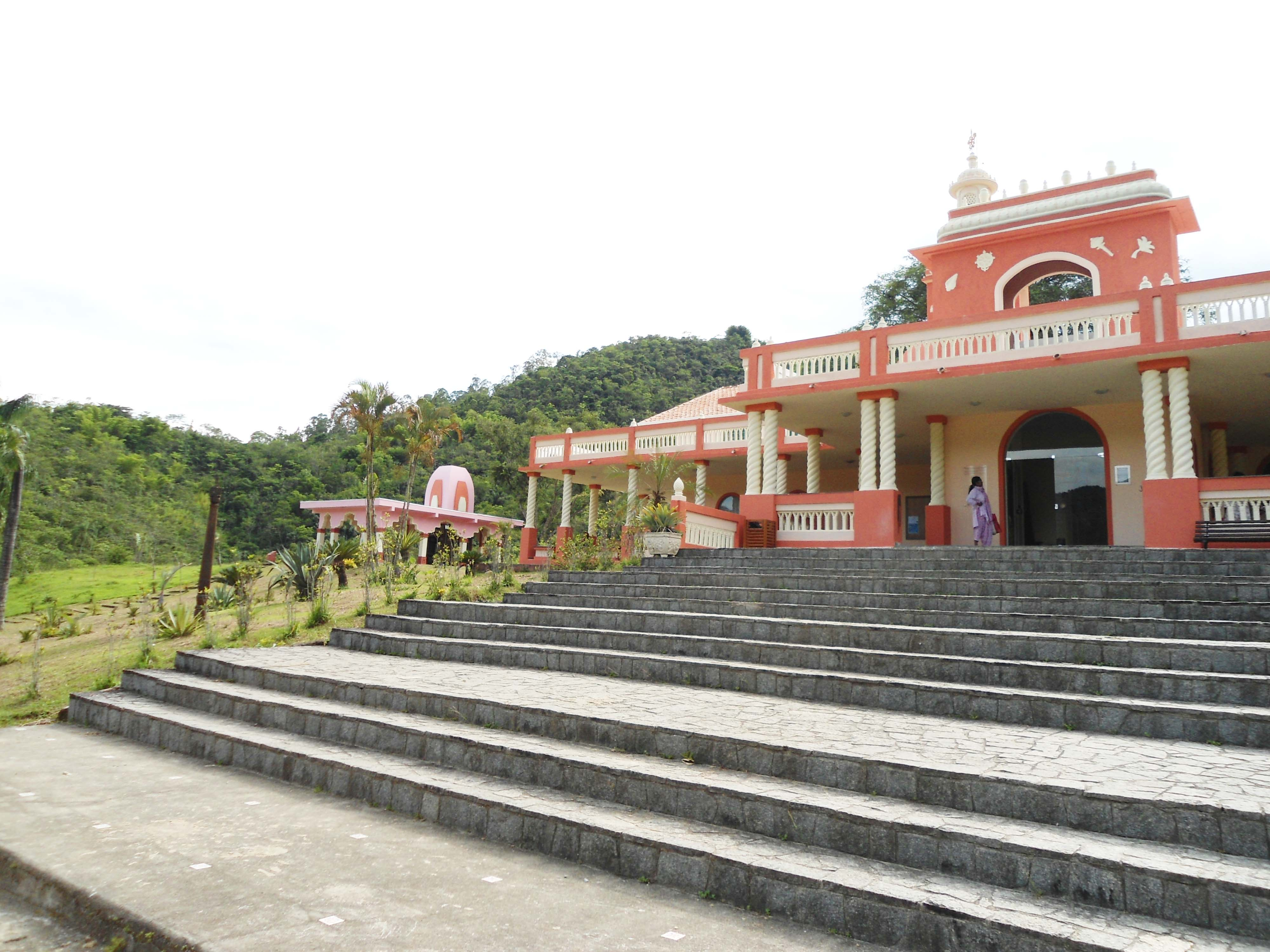
Храм в Нова-Гокуле (Пиндамоньянгаба, Сан-Паулу, Бразилия)
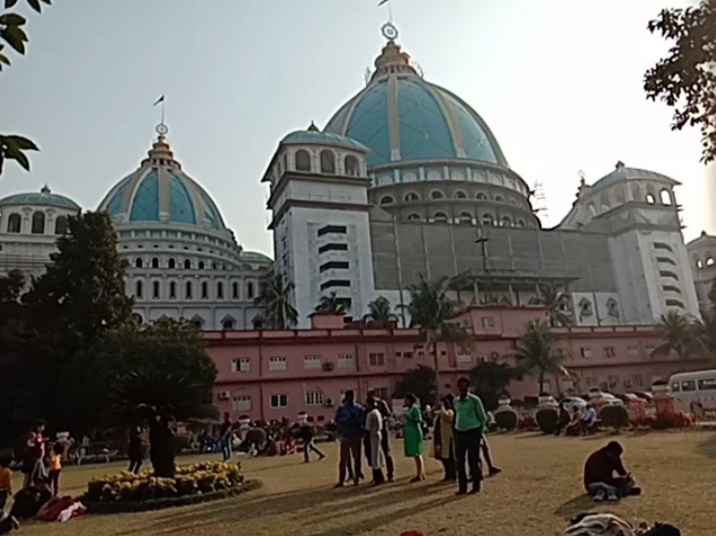
Строительство Храма ведического планетария[англ.] в Маяпуре (Западная Бенгалия, Индия)

### Харе Кришна — пища жизни

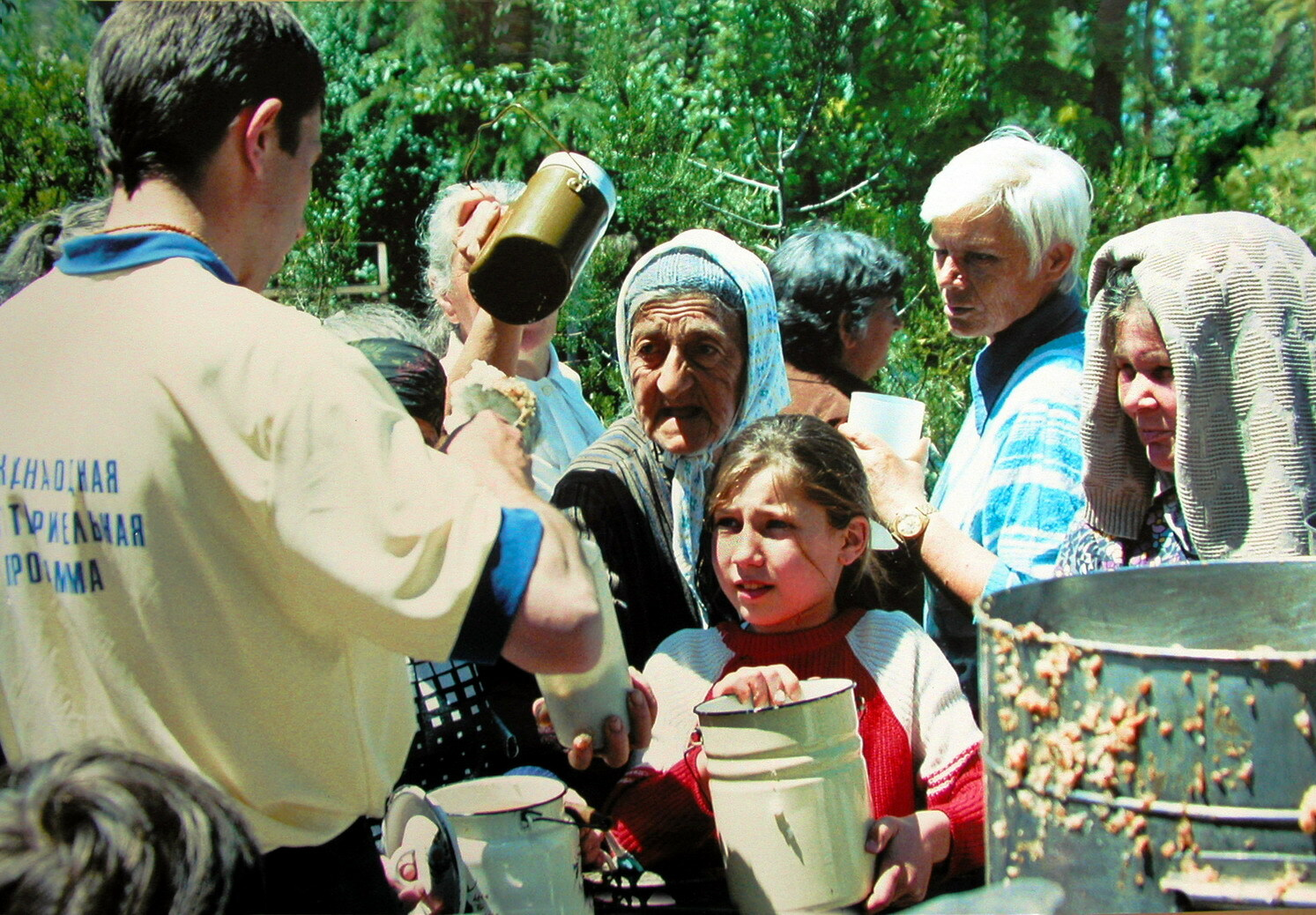
Российские кришнаиты раздают вегетарианскую пищу нуждающимся в ходе программы Харе Кришна — пища жизни.

«Харе Кришна — пища жизни» — это крупнейшая в мире гуманитарная миссия по раздаче вегетарианской пищи. «Пища жизни» была основана Международным обществом сознания Кришны в Западной Бенгалии в 1974 году по прямому указанию Прабхупады, пожелавшего, чтобы в пределах 10 миль от храмов ИСККОН не было голодных. Изначально миссия называлась «ISKCON Food Relief», действовала преимущественно в Индии и финансировалась издательством «Бхактиведанта Бук Траст» из денежных средств, поступавших от продажи кришнаитской литературы. После смерти Прабхупады миссия значительно снизила свою активность.
В 1982 году директор министерства по связям с общественностью ИСККОН Мукунда Госвами возродил программу и дал ей новое название — «Харе Кришна — пища жизни». Основными целями программы он поставил пропаганду вегетарианства через бесплатную раздачу освящённой пищи (прасада) и улучшение публичного имиджа кришнаитов, пострадавшего в 1980-е годы в результате ряда скандалов и нападок со стороны антикультового движения. В первый же год «Пища жизни» начала свою деятельность в США, Австралии, Англии, Франции, Германии, Испании и Боливии. Миссия получила финансовую поддержку от властей США и положительные отзывы в СМИ.
На сегодняшний день, миссия «Пища жизни» действует в более чем 60 странах мира, в том числе в России и на Украине. Основной целью программы является обеспечение вегетарианским питанием нуждающихся (независимо от их национальной и религиозной принадлежности), а также «возрождение древней ведической культуры гостеприимства». «Пища жизни» оказывает помощь социально незащищённым категориям граждан (беженцам, инвалидам, студентам, пенсионерам и детям), а также людям, пострадавшим в результате стихийных бедствий, социальных, национальных и религиозных конфликтов. К началу 2000-х годов «Пища жизни» раздала нуждающимся во всём мире более 85 миллионов бесплатных обедов. Эта благотворительная деятельность получила положительные отзывы от ряда общественных и политических деятелей.
В России такого рода деятельность кришнаиты осуществляют с 1988 года, когда группа добровольцев из разных городов СССР обеспечивала питанием пострадавших от землетрясения в Армении. В 1990-е годы российское отделение миссии «Пища жизни» раздавало вегетарианскую пищу в горячих точках бывшего СССР (Абхазии и Чечне), а также пострадавшим от землетрясения в Нефтегорске. Во время Первой чеченской войны кришнаиты раздали в Чечне примерно миллион порций горячих обедов. Один из кришнаитов-добровольцев погиб в Грозном в результате артобстрела. Деятельность добровольцев «Пищи жизни» в Чечне получила положительную оценку газеты «The New York Times», которая писала, что в Грозном «они имеют ту же репутацию, что мать Тереза в Калькутте: не трудно найти людей, клянущихся, что кришнаиты — святые».
В России миссия «Пища жизни» подвергается критике религиозными деятелями православия, ислама и иудаизма. Высказывается мнение, что раздаваемая кришнаитами освящённая вегетарианская пища, называемая «прасад», является идоложертвенной едой, которой кришнаиты угощают людей для того, чтобы обратить их в свою веру. Олег Стеняев утверждает, что с точки зрения библейского представления о язычестве, прасад может классифицироваться как идоложертвенная пища, употребление которой воспринимается в Священном Писании как одна из форм идолослужения. С. И. Иваненко по этому поводу пишет, что приготовление и предложение пищи Богу является для кришнаитов естественным выражением почитания, уважения и преданности монотеистическому Богу. В таком понимании прасад благоприятен для всех людей и кришнаиты стремятся поделиться им с другими, не имея корыстных мотивов.

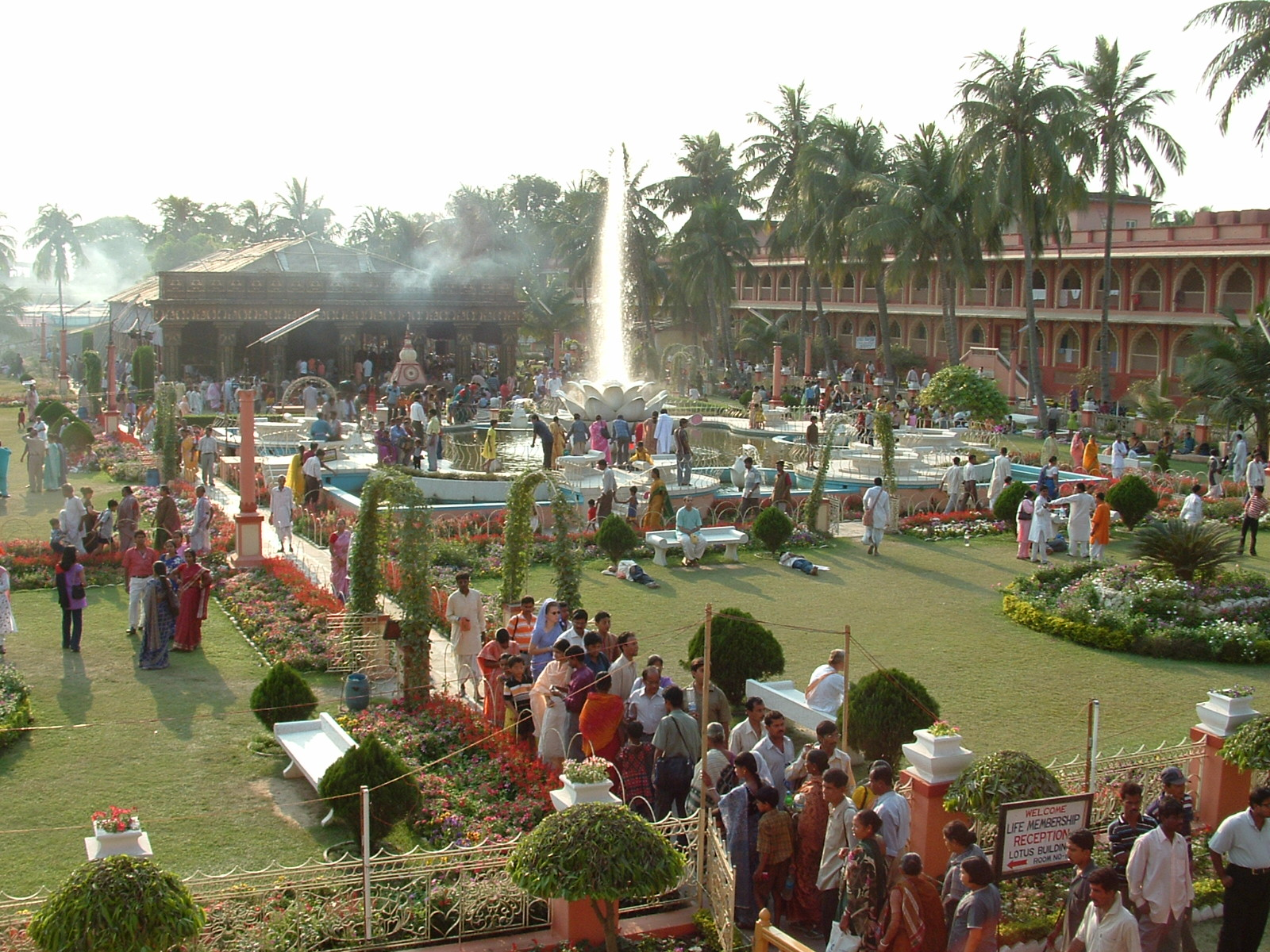
Мировая штаб-квартира ИСККОН в Маяпуре, Западная Бенгалия, Индия.

### Институт Бхактиведанты
Институт Бхактиведанты был основан Бхактиведантой Свами Прабхупадой в 1974 году с целью пропаганды того, что он называл «научной природой сознания Кришны». Первым директором Института стал Сварупа Дамодара Даса — один из немногих лидеров ИСККОН, имевших учёную степень доктора философии. Институт послужил катализатором для проповеди сознания Кришны учёным. Основной целью института было объявлено исследование связи ведического знания со всеми аспектами человеческой культуры и презентация результатов этих исследований в семинарах, лекциях, монографиях и научных статьях. Прабхупада рассматривал Сварупу Дамодару как потенциального интеллектуального лидера ИСККОН и предоставил Институту Бхактиведанты всё необходимое для осуществления его деятельности. В первый же год существования Института, Сварупа Дамодара опубликовал книгу «Научные основы сознания Кришны», посвящённую исследованию взаимосвязи науки и религии. В 1980-е годы Институт Бхактиведанты превратился в интеллектуальный центр по изучению науки и религии внутри ИСККОН.
В 1986 году Институт Бхактиведанты организовал в Бомбее международный всемирный конгресс «Синтез науки и религии», в котором приняли участие более 1100 учёных и религиозных деятелей из разных стран мира, в том числе пять нобелевских лауреатов.

## Международное общество сознания Кришны и индуизм

### Определение роли и места ИСККОН в индуизме

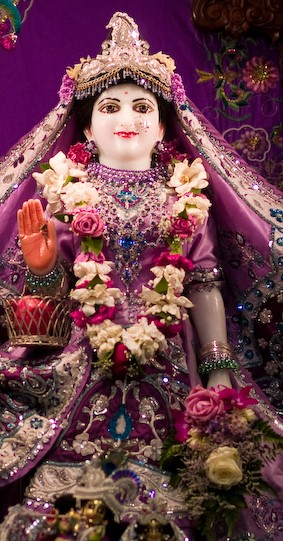
Божества Рукмини и Кришны в храме Международного общества сознания Кришны в Лос-Анджелесе

Западные учёные характеризуют ИСККОН как индуистскую вайшнавскую религиозную организацию, представляющую собой самую крупную ветвь гаудия-вайшнавизма — консервативной индуистской религиозной традиции кришнаитского бхакти. Ларри Шинн называет ИСККОН индуистским миссионерским движением бхакти, которое Бхактиведанта Свами Прабхупада основал в период расцвета движения хиппи и контркультуры с целью передать западной молодёжи свою вайшнавскую веру.
В то же время, среди религиоведов обсуждается вопрос, насколько ИСККОН соотносится с индуистской традицией и в какой мере ИСККОН можно считать новым религиозным движением. Так, Айлин Баркер и другие учёные отмечают, что ИСККОН в ранний период своей истории воспринимался за пределами Индии «как одно из самых заметных новых религиозных движений». Индийско-канадский индолог Арвинд Шарма отмечает в этой связи, что хотя многие склонны рассматривать ИСККОН как «новое» религиозное движение из США, необходимо признать, что ИСККОН является новым не потому, что у него отсутствуют индийские корни — ведь его «основатель» принадлежал к традиционной цепи ученической преемственности гаудия-вайшнавизма — ИСККОН является новым в том смысле, что представляет первое в истории появление этой традиции на Западе. Британский религиовед и социолог Стивен Хант также утверждает, что ИСККОН «далёк от того, чтобы быть новым религиозным движением», так как он представляет собой «современный вариант» пятисотлетней гаудия-вайшнавской традиции, «сосредоточившей своё внимание на Западе, а не на Востоке». Эту точку зрения разделяют и некоторые российские религиоведы.
Шинн и Бромли также говорят о том, что вероучение, которое проповедовал Прабхупада, не было новым: Прабхупада принёс с собой средневековую индийскую традицию кришнаитского бхакти, популяризованную в XVI веке в Бенгалии религиозным реформатором Чайтаньей, и с первых же дней своей проповеди в Нью-Йорке представил своим молодым слушателям «традиционное, ничем не разбавленное» учение и практики, основанные на древнеиндийских кришнаитских текстах, интерпретированных в духе «традиции экстатичного бхакти Чайтаньи». Похожей точки зрения придерживается британский индолог Гэвин Флад, который утверждает, что «ИСККОН с полным правом считает себя наследником подлинной ведической традиции». Г. Флад пишет, что одним из наиболее важных течений в вайшнавизме является «гаудия-вайшнавизм, или бенгальский вайшнавизм, последователи которого населяют большей частью Бенгалию, Ориссу и Вриндаван. Они следуют учению Шри Чайтаньи и сосредоточивают свою духовную жизнь на поклонении Кришне и Радхе. ИСККОН является одной из организаций, представляющих эту традицию….Традиция преданного служения пастушку Кришне получила особенно широкое распространение в Северной Индии и Бенгалии, где нашла своё выражение в богатейшей литературе бхакти. Бенгальская версия этой традиции называется гаудия-вайшнавизмом. Именно эту форму индуизма привёз на Запад в 1965 году основатель ИСККОН Бхактиведанта Свами Прабхупада (1896—1977)». Американский индолог Томас Хопкинс в своей монографии «Индуистская религиозная традиция» (опубликованной в 1971 году и широко используемой как учебное пособие по индуизму в американских университетах) также называет ИСККОН ответвлением бенгальского движения Чайтаньи, отмечая, что ИСККОН «принесло религиозные и ритуальные практики бенгальского вайшнавизма в американские города» и привлекло множество последователей и сторонников, практикующих воспевание мантры «Харе Кришна» как форму медитации. Похожим образом определяет место ИСККОН в палитре индуизма немецко-канадский индолог Клаус Клостермайер, лично знавший Прабхупаду и занимавшийся исследованием гаудия-вайшнавизма в Индии ещё до основания ИСККОН. В своей монографии «Краткая история индуизма» (2000) он называет ИСККОН «самым истинно индуистским из всех многочисленных индийских движений на Западе», которое представляет собой индийскую религиозную традицию, перенесённую на западную почву «со всеми её культурными атрибутами, вплоть до мельчайших деталей». Несмотря на это, как отмечает Клостермайер, ИСККОН вовсе не желает называться индуистской организацией, объясняя это тем, что индуизм в сознании многих западных людей связывается с политеизмом, монизмом, пантеизмом, кастовой системой — явлениями и понятиями, с которыми ИСККОН не желает ассоциироваться. Клостермайер называет приход на Запад ИСККОН и других индуистских религиозных движений «во многом точным подобием западного христианского миссионерского движения на Востоке». Клостермайер пишет, что люди, считающие кришнаитов «несколько эксцентричными или даже комичными» должны принять во внимание тот факт, что кришнаиты занимаются на Западе тем же самым, чем христианские миссионеры занимались в Азии на протяжении нескольких столетий. Они ожидали обратившихся в христианство азиатов носить вместо традиционной одежды брюки и пиджаки, монахи и монахини должны были одеваться в европейские средневековые монашеские одежды, христиане строили неоготические церкви и вводили изучение еврейских и греческих писаний, латинской теологии, английских, немецких и итальянских гимнов. Анализируя историческую роль ИСККОН в распространении вайшнавизма на Западе, Клостермайер называет ИСККОН «самой успешной индуистской миссией на Западе в конце XX века» и «самым известным <…> современным индуистским движением бхакти на Западе». Отмечая заслуги ИСККОН, Клостермайер пишет, что до прихода ИСККОН на Запад, знакомство западных людей с индуизмом ограничивалось монистической философией адвайта-веданты, в особенности в интерпретации Вивекананды. ИСККОН же «провёл большую работу по переводу и распространению классической литературы бхакти», в особенности учения гаудия-вайшнавской школы Чайтаньи.
Хотя западные учёные, занимавшиеся изучением ИСККОН и гаудия-вайшнавизма, с самого начала определили место ИСККОН в индуистской традиции как миссионерского гаудия-вайшнавского движения, которое «удовлетворило психологические, социальные и духовные нужды многих представителей американской молодёжи, разочаровавшихся в своих собственных культуре и религии», в 1970-е — 1980-е годы ИСККОН преимущественно ассоциировался в западном обществе с движением контркультуры 1960-х годов и с порождёнными им маргинальными религиозными движениями (известными в просторечии как секты). Шинн и Бромли объясняют это тем, что к середине 1970-х годов в Америке бурными темпами развивалось антикультовое движение, в литературе которого ИСККОН описывался как «один из пяти наиболее деструктивных культов». Антикультовые публикации, в отличие от публикаций научных, имели гораздо более широкую аудиторию, оказав значительное влияние на общественное мнение. Как отмечают Шинн и Бромли, радикальный антикультовый взгляд на ИСККОН находится в прямой оппозиции с «менее эмоциональным» взглядом учёных-специалистов, признающих принадлежность ИСККОН к индуизму.
В то же время, ряд западных и российских религиоведов относят ИСККОН к неоиндуистским организациям. Так, американский религиовед Джеральд Ларсон выделяет пять разновидностей индуизма в США и относит ИСККОН к одной из них — «гуруистскому международному миссионерскому неоиндуизму». Владимир Шохин и Евгений Балагушкин в написанной совместно статье «Религиозный плюрализм в современной России» характеризуют ИСККОН как новое религиозное движение «своеобразного традиционалистского модернизма». В словаре «Религии и народы России» Балагушкин пишет, что ИСККОН это «одна из нетрадиционных религиозных организаций ориенталистской направленности, неоиндуистская организация, считающая, что её религиозная традиция восходит к Ведам — памятникам древнеиндийской литературы конца II — начала I тысячелетия до н. э.» и здесь же утверждает, что «фактическим истоком кришнаизма является антифеодальное антикастовое движение в средневековой Индии — бхакти (преданное служение и любовь к богу)». Доктор философских наук профессор ИППК МГУ им. М. В. Ломоносова И. Я. Кантеров относит ИСККОН к неоориеталистским движениям, которые «ведут свою родословную с Востока, модернизируя различные варианты индуизма, буддизма». Л. И. Григорьева, Е. Э. Дерягина и Л. П. Пендюрина) причисляют ИСККОН к западным современным религиям в стиле нью-эйдж. Среднюю точку зрения занимает индолог Анна Ткачёва: «Придерживаясь в основном ортодоксальных кришнаитских принципов в учении и ритуале, Общество сознания Кришны вместе с тем демонстрирует и реформаторские, неоиндуистские черты» (имеется в виду духовное понимание касты, миссионерство среди не-индуистов, привлечение научных концепций и другое).

### ИСККОН и индуизм глазами Прабхупады
Сам Бхактиведанта Свами Прабхупада в определении связи ИСККОН с индуизмом придерживался позиции, которую индолог Ян Бжезински назвал «ортодоксальной». Прабхупада отрицал правомочность слова «индуизм», неоднократно высказываясь против ассоциации ИСККОН с «индуизмом». Прабхупада считал термин «индуизм» мирским и материальным, предпочитая ему обозначение «санатана-дхарма». Прабхупада видел, что слово «индуизм» близко ассоциируется с этнической принадлежностью и не хотел принимать его из-за своих «трансценденталистских» взглядов. Согласно Бжезински, идеей Прабхупады было дистанцироваться от «географических» или «национальных» значений слова «индуизм» и подчеркнуть универсальную сущность санатана-дхармы, сделав ИСККОН привлекательным для наибольшего числа людей. Мэлори Най также полагает, что нежелание Прабхупады ассоциировать ИСККОН с индуизмом было стратегическим приёмом. Прабхупада считал отождествление основанной им организации с индуизмом контрпродуктивным для своей проповеднической миссии на Западе, так как это могло дать повод западным людям рассматривать проповедуемую им религиозную традицию как чужеземную.
Бжезински отмечает, что универсалистский подход в проповеди индуизма не был нововведением Прабхупады. Другие индуистские миссионеры до него проложили ему путь, изложив «понимание вселенских принципов религии, не связанных с телесными обозначениями». Как и Прабхупада, они считали индуизм традицией, «превосходящей» себя. Саваркар говорил, что «индус больше всего индус, когда он перестаёт быть индусом», то есть, когда он выходит за пределы своего собственного «индуизма». Прабхупада сделал отправной точкой тот же принцип — «мы — не тело».
Конрад Эльст называет проповедь индуистскими миссионерами универсалистских идей «характерной чертой современного индуизма». Эльст считает такую проповедническую стратегию успешной, указывая на то, что уставшие от религиозных ярлыков западные люди гораздо более восприимчивы именно к такого рода проповеди, а не к открытым попыткам обращения в индуизм. Эльст отмечает, что по этим и другим причинам, несмотря на то, что последователи ИСККОН «практикуют чисто индуистские ритуалы, ведут чисто индуистский образ жизни и поклоняются чисто индуистскому богу», ИСККОН часто отказывается называть себя индуистской религиозной организацией.
Мэлори Най по этому поводу отмечает, что со времени смерти Прабхупады, в ИСККОН быстрыми темпами идёт процесс, получивший название «индианизации» или «индуизации». В результате этого процесса, в ИСККОН постоянно растёт удельный вес этнических индусов. Най отмечает, что это практически привело к разрушению культурного барьера между сознанием Кришны и общей описательной категорией «индуизма», — барьера, который пытались воздвигнуть Прабхупада и первые последователи ИСККОН. Най свидетельствует, что в результате, ИСККОН всё больше стремится идентифицировать себя с индуизмом, в то же самое время продолжая подчёркивать духовное превосходство своей религиозной традиции.

### ИСККОН и обращение в индуизм
Некоторые критики ИСККОН утверждают, что этнические индусы считают, что индуистом в реальном, традиционном смысле нельзя «стать» — им можно только родиться. Так, Владимир Шохин и Евгений Балагушкин в написанной совместно статье «Религиозный плюрализм в современной России» утверждают, что «современные кришнаиты допускают, в миссионерских целях, даже такой „постмодернизм“, как „рукоположение“ европейцев в брахманы, что для любого направления исторического индуизма является абсурдом (так как брахманом можно только родиться)». В современном индуизме одни его последователи действительно полагают, что индуистом можно только родиться, однако другие верят в то, что любой, кто следует индуистским верованиям и практикам, является индуистом. Индуисты, проживающие за пределами Индии, как правило легко принимают желающих обратиться в индуизм. В самой Индии обращение в индуизм также становится всё более и более обыденным. Переход в индуизм стал набирать темпы также по причине усиления индуистских реформаторских движений.
Религиовед С. И. Иваненко в своей книге «Вайшнавская традиция в России» отмечает, что критики ИСККОН (особенно в СССР и России) часто выдвигали и выдвигают тезис о том, что индийцы не согласны признавать индуистами людей иного этнического происхождения, потому что «принять индуизм невозможно, индуистом надо родиться», и что по этой причине ИСККОН является «сектой, не имеющей с подлинным индуизмом ничего общего». Иваненко называет подобного рода утверждения «надуманными», отмечая, что в XIX—XX веках представители различных течений индуизма стали миссионерами и признали принципиальную возможность проповеди индуизма за пределами Индии. К началу XXI века «наиболее влиятельные круги индуизма» и индийские власти признали право исповедовать индуизм для представителей народов, не связанных своим происхождением с Индией. Он отмечает, что к концу XX века индуизм перешагнул национальные границы и стал популярен на Западе и в России, претендуя на признание в качестве одной из мировых религий. Также Иваненко приводит юридическое определение индуизма, данное Верховным судом Индии в 1966 году, которое с уточнениями, внесёнными 2 июля 1995 года, включает 7 основных признаков:
1. «почтительное отношение к Ведам как к высшему авторитету в религиозных и философских вопросах»;
2. наличие духа терпимости по отношению к иной точке зрения, вытекающей из признания того, что истина многогранна;
3. признание космического «великого мирового ритма» — огромных периодов творения, сохранения и разрушения Вселенной, следующих один за другим в бесконечной последовательности, представление о котором разделяют все шесть основных систем индуистской философии;
4. вера в перерождение (реинкарнацию) и предыдущее существование души (индивидуальной духовной сущности);
5. признание того, что освобождение (из «колеса перевоплощений») достижимо различными путями;
6. осознание в качестве «равноправных» возможностей «идолопоклонства и отрицания почитания зримого образа богов»;
7. понимание того, что, в отличие от других религий, индуизм не связан с признанием определённого набора философских постулатов.

Иваненко отмечает, что Верховный суд Индии не включил в перечень признаков индуизма и критериев, которым должен соответствовать последователь индуизма, каких-либо национально-этнических норм, и проводит цитату из решения Верховного суда Индии от 2 июля 1995 года признавшего, что: «Тот, кто с поклонением принимает Веды, принимает то, что освобождения можно достичь различными способами, признаёт ту истину, что можно поклоняться различным богам, что является отличительными особенностями индуистской религии, может быть назван индусом». Из всего этого Иваненко делает вывод, что «тот факт, что значительную часть членов ИСККОН составляют европейцы, американцы и представители других народов, этнически с Индией никак не связанных, вовсе не свидетельствует о каком-то „псевдоиндуистском“ характере ИСККОН». Британский индолог Гэвин Флад, в свою очередь, полагает, что тот факт, что «ИСККОН признаёт Веды, однозначно указывает на принадлежность этой организации к индуизму».

### ИСККОН и другие индуистские организации на Западе и в Индии
Британский социолог религии Айлин Баркер в своей книге «Новые религиозные движения» писала, что ИСККОН ещё в конце 1980-х годов воспринимался большинством членов индуистской общины на Западе и индусами в самой Индии как одно из традиционных течений индуизма и активно участвовал в работе Национального совета индуистских храмов Великобритании и Европейского совета индуистских организаций.
Как отмечает С. И. Иваненко, в Индии многие индуистские течения и организации также говорят о признании ИСККОН. Например в 1996 году индуистская организация «Всеиндийская Арчака-махашабха» заявила, что учеников Свами Прабхупады следует считать: «чистыми вайшнавами, оказывать им все почести и создавать для них все удобства, которые подобают санньяси и садху такого ранга», и обратилась к индийской общественности с призывом: «оказывать им всяческую поддержку, когда бы они ни посетили ваш храм или гостиницу». ИСККОН также был официально признан со стороны влиятельной индуистской националистической ультраправой организации «Вишва хинду паришад» («Всемирного совета индусов»): «Последователи ИСККОН прошли подготовку в соответствии со строгими индуистскими стандартами и… поэтому нет никаких препятствий к тому, чтобы они могли входить или посещать любой индуистский храм по всему миру и, в особенности, в Индии…» Генеральный секретарь вышеупомянутой организации Правин Тогадиа, как сообщалось в выпуске журнала «Бхубанешвар» от 20 февраля 2006 года, выразил убеждение, что «Любому, кто поклоняется индуистским Божествам, не должно быть отказано в посещении храмов только по причине иного цвета кожи или национальности». Президент американского отделения «Вишва хинду паришад» Яшпал Лакра в обращении к первому Президенту России Б. Н. Ельцину от 14 февраля 1995 года заявил, что ИСККОН «является частью и продолжением вайшнавизма — преобладающей деноминации древней индуистской традиции».

Вместе с тем, санскритолог и индолог Доминик Вольшлаг пишет, что Международное общество сознания Кришны действительно связано с течением, инициированным Чайтаньей, но испытало влияние британского колониализма и цитирует другого известного религиоведа и индолога, профессора Клауса Клостермайера:
… Западное движение Харе Кришна (кроме национальной индийской одежды) гораздо больше похоже на британское пиетистское и пуританское движение девятнадцатого века, чем на типичное индуистское религиозное движение. Его идеи о порядке, чистоте, эффективном труде и буквальном послушании наставлениям гуру имеют мало параллелей с религиозной историей Индии.
Сами кришнаиты ИСККОН резко критикуют прежде всего различные неоиндуистские, неоведантистские течения (Вивекананда и другие), считая их «деградировавшими приспособленцами» к западному образу жизни и секулярной философии. Критике в качестве «псевдовайшнавских» подвергаются и родственные ИСККОН и существующие поныне в Бенгалии традиции гаудия-вайшнавских наследственных брахманов-«госвами» и тантрической вайшнавской сахаджии, последняя за её буквальное, телесно-сексуальное, а не духовное понимание любовных игр Кришны.

### ИСККОН в Индии

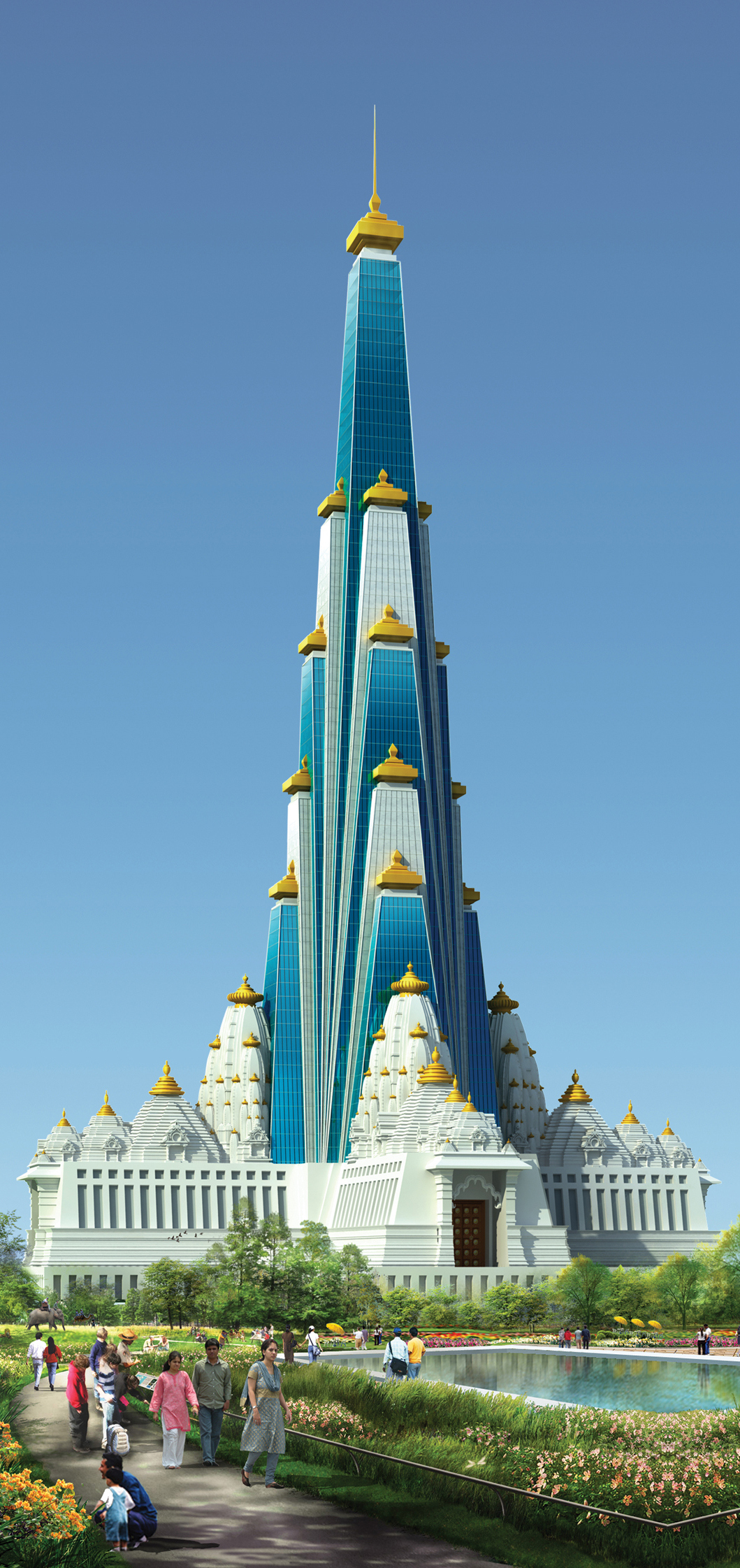
Эскиз строящегося ИСККОН высочайшего в мире храма Чандродая во Вриндаване (Уттар-Прадеш, Индия).

Как утверждает религиовед С. И. Иваненко, существуют свидетельства того, что многие индийцы, в том числе государственные лидеры Индии, принимают Бхактиведанту Свами Прабхупаду как духовного посла своей страны, который сделал доступным для всего мира «древнее послание Вед», а ИСККОН — как часть индийской культуры. Согласно Иваненко, рубежом с точки зрения признания авторитетности ИСККОН стал 1996 год, когда в Индии было торжественно отпраздновано 100-летие Бхактиведанты Свами Прабхупады. Руководители Республики Индия и многие ведущие индуистские организации выразили своё позитивное отношение к Свами Прабхупаде и его заслугам в деле проповеди индуизма во всём мире. Так 31 мая 1997 года на церемонии открытия нового храма ИСККОН в Бангалоре, президент Индии Шанкар Даял Шарма следующим образом оценил деятельность ИСККОН и вклад Свами Прабхупады:
Международное общество сознания Кришны распространяет послание бхакти по всему миру. За многие годы своей деятельности Общество дало приют и оказало помощь миллионам людей, принеся в их жизни мир и гармонию. Пользуясь тем, что недавно мы отмечали 100-летие со дня рождения основателя Международного общества сознания Кришны, Шри А. Ч. Бхактиведанты Свами Прабхупады, я хочу выразить своё восхищение этой просвещённой душой. Следуя примеру Шри Чайтаньи, Шрила Прабхупада с решимостью и преданностью проповедовал послание мира и гармонии, присущих нашей нации... Труд Шрилы Прабхупады принёс новый смысл и движение в жизни тысяч людей. В Индии деятельность Международного общества сознания Кришны сосредоточена на возрождении утраченного знания и осознания нашими людьми своего великого духовного и культурного наследия...
Год спустя, премьер-министр Индии Атал Бихари Ваджпаи в своей речи на открытии нового храма и ведического культурного центра ИСККОН в Нью-Дели 5 апреля 1998 года сказал следующее:
Священное писание индуизма — «Бхагавад-гита» — была напечатана миллионными тиражами на десятках языков и распространена по всем уголкам мира, и за эту великую священную работу нужно отдать честь Международному обществу сознания Кришны. За это индийцы должны быть вечно благодарны верной духовной армии основателя Движения сознания Кришны — Свами Прабхупады. Путешествие Бхактиведанты Свами Прабхупады в 1965 году в Соединённые Штаты и невероятная популярность, которую заработало его движение за такой короткий срок — всего двенадцать лет, является одним из величайших духовных событий XX века.
В 1997 году в СМИ появилось открытое письмо 12 крупнейших индийских предпринимателей премьер-министру Индии, в котором они заявляли, что перспективы торгово-экономического сотрудничества с Россией зависят от обеспечения прав на свободу религии для последователей ИСККОН (как россиян, так и 30 тыс. индийцев, которые живут, работают или учатся в России и посещают храмы ИСККОН). По мнению С. И. Иваненко «уже тогда непредвзятым наблюдателям стало очевидно, что нападки на ИСККОН (будь то в США, России или где-либо ещё) индийское общество, руководители Республики Индия и представители индийских деловых кругов воспримут как недружественные шаги в отношении культуры и религии их страны».
В самом ИСККОН растёт удельный вес этнических индийцев. По некоторым данным, сейчас их численность достигает почти 500 тыс. чел. ИСККОН располагает в Индии крупными храмовыми комплексами в Дели, Калькутте, Бомбее, Бангалоре, Ахмедабаде, Тирупати, Вриндаване и Маяпуре, которые посещают тысячи индийцев ежедневно.

## Критика, скандалы и судебные процессы

### «Промывание мозгов»
В 1970-е — 1980-е годы ИСККОН неоднократно обвиняли в промывании мозгов, некоторые бывшие члены организации безуспешно подавали на неё в суд, требуя компенсации психологического и эмоционального ущерба. Самым нашумевшим стал процесс по делу Робин Джордж против ИСККОН. Он проходил в США в период с 1976 по 1993 год, дошёл до Верховного суда США, и сыграл ключевую роль в признании в американской судебной практике невозможности рассмотрения обвинений в контроле сознания и промывании мозгов из-за псевдонаучного характера этих теорий.
Кришнаитов также обвиняли в создании «ювенальной секты», которая изолирует своих последователей в храмах, прерывая их контакты с «неверными».

### Незаконные сбор пожертвований и предпринимательство
В 1977 году трое лидеров ИСККОН в Германии были приговорены к выплате крупных штрафов за нарушение законов о сборе благотворительных пожертвований. В ходе расследования немецкая полиция произвела обыски в штаб-квартире ИСККОН в Германии — замке Реттерсхоф. По данным немецких правоохранительных органов, озвученным на суде, в период с мая по сентябрь 1974 года немецкие кришнаиты незаконно собрали пожертвований на сумму в 2,4 млн немецких марок (приблизительно 5 млн современных долларов США). Кришнаиты говорили людям, что деньги предназначались для голодающих детей в Индии и Бангладеш, но только незначительная часть этих средств ушла по назначению.
В 1995 году специальная следственная комиссия по делам сект Франции пришла к выводу, что ИСККОН во Франции занимался предпринимательской деятельностью под видом благотворительности и использовал принуждение к физическому труду с целью ослабить критическое мышление у последователей.
В США кришнаитам в 1980-е — 1990-е годы неоднократно пришлось отстаивать в суде право заниматься санкиртаной — продажей религиозной литературы и сбором пожертвований в общественных местах. Одним из самых известных судебных процессов стало дело ИСККОН против Барбера. В 1981 году, в своём решении по этому делу, Пятый апелляционный суд США определил, что проводимая кришнаитами на Ярмарке штата Нью-Йорк санкиртана является религиозной деятельностью, защищённой Конституцией США, и подтвердил право кришнаитов заниматься этим видом проповеди и собирать денежные пожертвования.

### Жестокое обращение с детьми в 1980-е годы
В 1980-х годах в Индии и США в школах-интернатах (гурукулах) ИСККОН (куда многие родители-кришнаиты отправляли своих малолетних детей) имело место много случаев сексуального, эмоционального и физического насилия над детьми. В 1990-е годы ИСККОН провёл внутреннее расследование, которое показало, что на протяжении многих лет дети последователей движения, проживавшие в гурукулах в США и Индии, подвергались физическому, эмоциональному и сексуальному насилию. Результаты расследования были опубликованы американским религиоведом Бёрком Рочфордом в официальном журнале ИСККОН ISKCON Communications Journal. В докладе утверждалось, что преподаватели гурукул не имели соответствующего образования и подготовки, и как правило, набирались из числа последователей, которые были не пригодны к другим, более важным видам служения: распространению книг и т. п. На встрече с членами Руководящего совета ИСККОН в 1996 году, бывшие ученики гурукул рассказали лидерам ИСККОН о многочисленных случаях физического насилия, морального унижения, сексуальных домогательств и изнасилований, которым их подвергали в школах, а также о том, что им отказывали в медицинской помощи.
В 1990-е годы группа бывших учеников гурукул подала в суд штата Техас иск, потребовав от ИСККОН компенсацию в размере 400 млн долларов. Этот судебный процесс заставил ИСККОН подать заявку на банкротство. В 2008 году адвокат по этому делу объявил, что все претензии по этому делу были урегулированы, всего сумма компенсаций, выплаченных ИСККОН по всем пунктам составила 15 миллионов долларов США (включая налоги).

### Ответы на критику
Стремясь предотвратить насилие над детьми в своих рядах, в 1997 году ИСККОН открыл офис по защите детей в Алачуа, штат Флорида, для борьбы со злоупотреблениями, предотвращения злоупотреблений и работы с властями.
Даже критики ИСККОН отмечают проделанную в нём значительную «работу над ошибками» и позитивное обновление к концу XX — началу XXI веков (демократизация методов управления и так далее). Советским же и российским кришнаитам вообще удалось избежать промахов их западных собратьев в силу изолированности от западных общин и преследований со стороны советских властей.